# Geschichte des Bistums Mainz

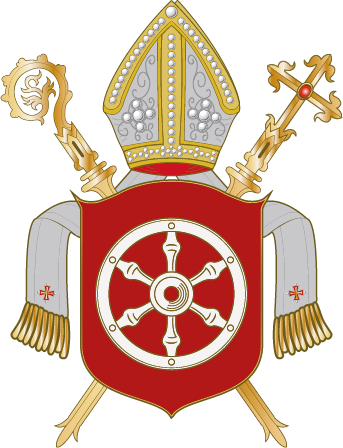
Bistumswappen

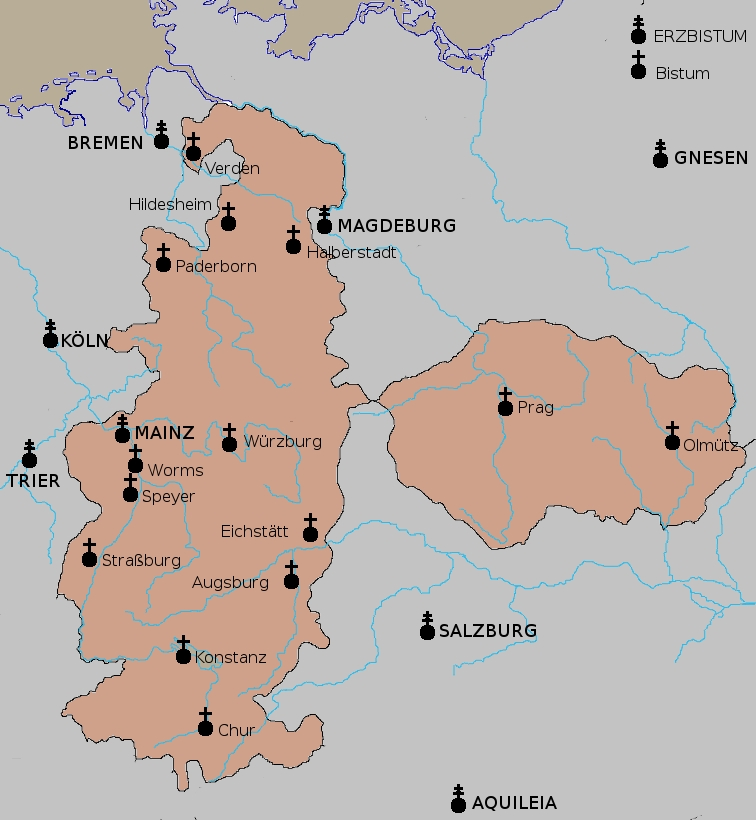
Die Mainzer Kirchenprovinz um das Jahr 1000

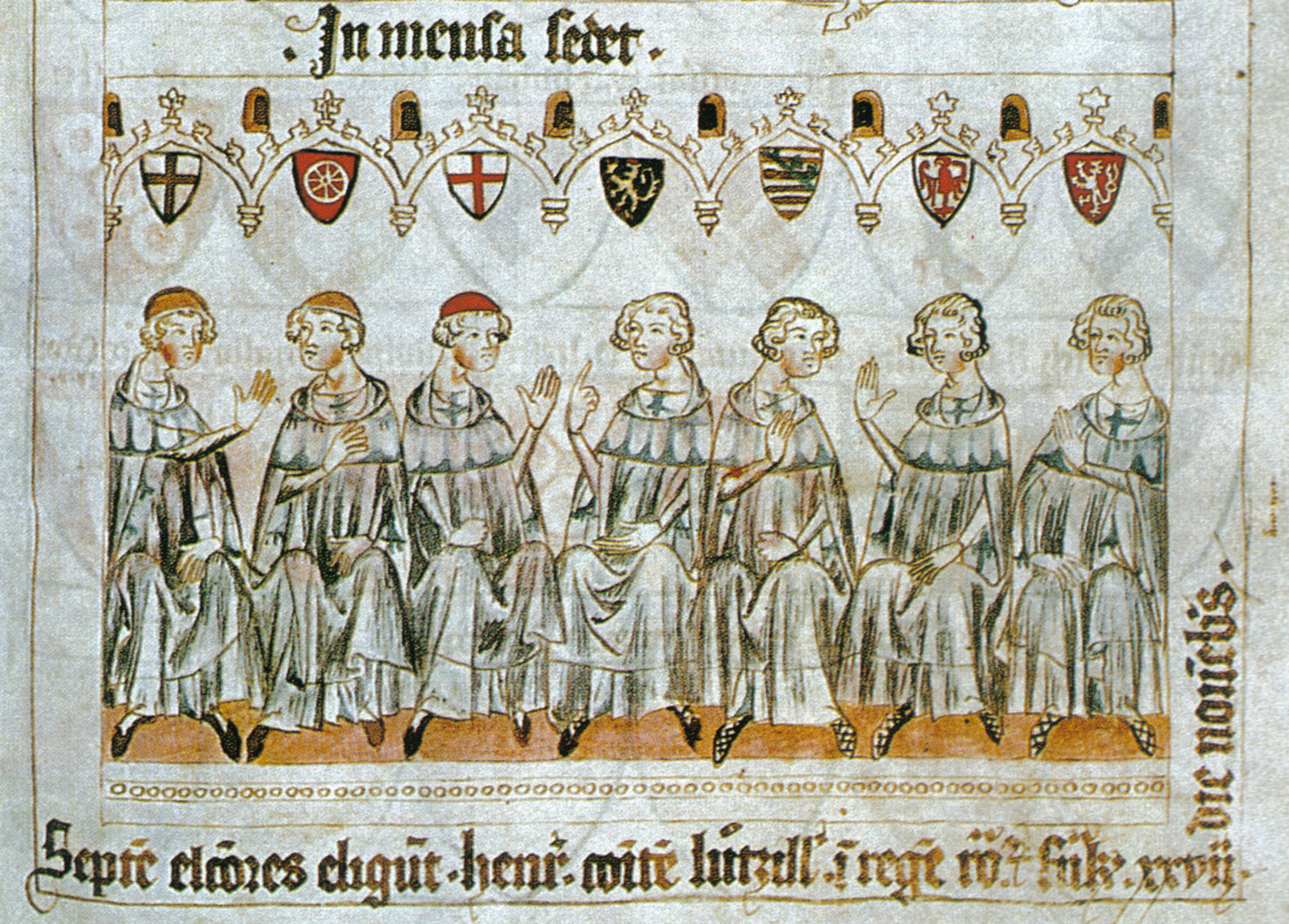
Codex Balduini Trevirensis: Die Sieben Kurfürsten wählen Graf Heinrich von Luxemburg zum König. Die Kurfürsten, durch die Wappen über ihren Köpfen kenntlich, sind, von links nach rechts, die Erzbischöfe von Köln, Mainz und Trier, der Pfalzgraf bei Rhein, der Herzog von Sachsen, der Markgraf von Brandenburg und der König von Böhmen. Der Gewählte wird am Wahlort Frankfurt am Main zum König erhoben und gekrönt. Seine Salbung und Weihe erfolgten in der Pfalzkirche Karls des Großen in Aachen, um 1340, Landeshauptarchiv Koblenz, Best. 1 C Nr. 1 fol. 3b.

Die Geschichte des Bistums und Erzbistums Mainz reicht über 1600 Jahre zurück. Der genaue zeitliche Ursprung der frühchristlichen Gemeinde des römischen Mogontiacum liegt ebenso im Dunkeln wie der einer bischöflich verfassten Kirche in der Stadt. Ein Bistum Mainz kann jedoch ab etwa 368 als gesichert gelten. Zwischen 780 und 782 zum Erzbistum erhoben, war die Kirche von Mainz mit ihren zeitweise bis zu 15 Suffraganbistümern jahrhundertelang die größte Kirchenprovinz nördlich der Alpen. Der Erzbischof von Mainz spielte schon früh eine herausgehobene Rolle im Heiligen Römischen Reich. Er war seit dem 10. Jahrhundert Reichserzkanzler für den deutschen Reichsteil und seit dem 13. Jahrhundert einer der sieben Kurfürsten, denen das alleinige Recht zur Königswahl zustand. Das Erzbistum und das Kurfürstentum Mainz, in dem der Bischof zugleich weltlicher Herrscher war, wurden 1803 infolge der Französischen Revolutionskriege durch den Reichsdeputationshauptschluss aufgehoben und als Suffragandiözese neu gegründet. Seit 1821 gehört das Bistum zur Kirchenprovinz Freiburg.

## Römische und fränkische Zeit

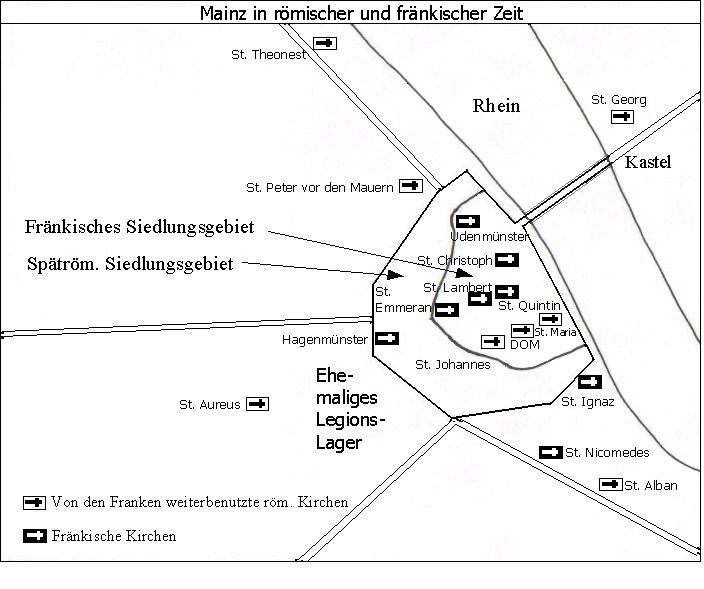
Mainz und seine Kirchen in spätrömischer und fränkischer Zeit

### Anfänge

#### Erste Zeugnisse
Wann das Christentum Einzug in Mainz hielt, ist nicht bekannt. Bisweilen wird davon ausgegangen, dass die ab dem Jahr 43 in Mainz stationierte 22. Legion das Christentum nach Mainz gebracht hat. Bis zum Ende der Amtszeit des Kaisers Marc Aurel 180 lassen sich jedoch keine Christen im römischen Heer sicher belegen. Auch die anderen Erklärungen, wonach das Christentum durch Händler, Kaufleute oder Sklaven in die Region gekommen sei, lassen nicht darauf schließen, dass es in jener Zeit bereits eine hierarchisch gegliederte Gemeinde mit einem Bischof an der Spitze gegeben hat.
Der Lyoner Bischof Irenäus erwähnt gegen Ende des 2. Jh. n. Chr. in seiner Schrift „Gegen die Häretiker“ (Adversus haereses) Christen, die im mittelrheinischen Raum leben. Irenäus spricht von „den Germanien“ und bezieht sich damit auf die beiden germanischen Provinzen Germania superior und Germania inferior. Die Hauptstädte der beiden Provinzen waren Mogontiacum (Mainz) und die Colonia Claudia Ara Agrippinensium (Köln). Es kann also angenommen werden, dass er sich auf ein christliches Leben in diesen Gemeinden bezog. Der älteste archäologische Nachweis von Christen im Umland von Mainz stammt mit der Frankfurter Silberinschrift etwa aus der Zeit zwischen 230 und 270 n. Chr.
Ob dies jedoch auch bedeutet, dass die Mainzer Christen einen Bischof an der Spitze hatten, ist eher unwahrscheinlich. Mainz war als Garnisonsstadt vom römischen Heer geprägt, was sich, in Verbindung mit dem dadurch dominierenden Kaiserkult, hemmend auf die Ausbreitung des Christentums in der Stadt ausgewirkt haben wird. Genauere Zeugnisse über ein christliches Leben in der Stadt sind nicht überliefert. Auch sind in den umliegenden Regionen für diese Zeit keine Bischöfe bezeugt. Es ist daher davon auszugehen, dass sich das Christentum in Mogontiacum erst in späterer, deutlich nach der Mailänder Vereinbarung anzusetzender Zeit durchgesetzt hat.

#### Entstehung einer bischöflich verfassten Kirche
Wann diese Gemeinde zum ersten Mal von einem Bischof geleitet wurde, kann heute nicht mehr genau bestimmt werden. 346 ist nach älteren Handschriften erstmals von einem Mainzer Bischof namens Martinus die Rede. Sein Name findet sich als Martinus episcopus Mogontiacensium in den Akten der Kölner Synode, die in diesem Jahr (12. Mai 346) zusammengetreten sein soll, um den Bischof Euphrates von Köln wegen Vertretung arianischer Thesen abzusetzen. Die Akten der angeblichen Synode gelten jedoch heute als spätere Fälschungen. Sie sind in einer Handschrift des 10. Jahrhunderts überliefert, beziehen sich aber wohl auf die Vita Maximini als Primärquelle. Die Vita Maximini, eine Lebensbeschreibung des Trierer Bischof Maximin durch seinen Nachfolger Milo, entstand im 8. Jahrhundert. Der Trierer Bischof bekämpfte damals den von Bonifatius verfolgten Plan, Köln zum fränkischen Erzbistum zu machen. Milo könnte beabsichtigt haben, das Ansehen Kölns mit dieser Geschichte zu beschädigen. Der Fälscher der Akten im 10. Jahrhundert übernahm wohl eine Liste mit von Athanasius überlieferten Bekämpfern des Arianismus. Die Bischofssitze der Genannten ergänzte der Fälscher demnach selbst und machte Martinus zum Bischof von Mainz, das unter dem Patrozinium des Hl. Martin stand. Martinus taucht ansonsten nur noch in dem ebenfalls auf das 10. Jahrhundert datierten Codex Bernensis auf, allerdings unter dem Namen Marinus. Da im genannten Codex die Mainzer Bischofsliste unmittelbar und ohne Absatz an eine Aufzählung der römischen Päpste, die mit Stephan VIII. (939–942) endet, dessen Nachfolger Marinus II. (942–946) war, kann davon ausgegangen werden, dass mit dem genannten Marinus in Wirklichkeit der römische Papst gemeint gewesen ist, auch wenn die Frage nicht endgültig zu klären ist.
Die in den Bischofslisten überlieferten frühen Namen lassen sich demnach nicht belegen. Ganz sicher eine Fälschung ist der in einigen Abhandlungen genannte erste Bischof Creszenz, der Apostelschüler („discipulus Pauli“) gewesen sein und im ersten Jahrhundert in Mainz residiert haben soll. Er entsprang dem Ansinnen späterer Schreiber, die Anfänge der Mainzer Kirche in die Apostelzeit zurückzuverlegen und damit den Vorrang des Bistums zu untermauern.
Obwohl also keine Namen aus dem 4. Jahrhundert sicher überliefert sind, kann kein Zweifel bestehen, dass sich in Mainz in den nachkonstantinischen Jahrzehnten eine Kirche mit einem Bischof an der Spitze entwickelt hat. Indizien hierfür sind eine Grußadresse des Bischofs Hilarius von Poitiers aus dem Jahr 358/359 sowie der Bericht des römischen Geschichtsschreibers Ammianus Marcellinus über die Plünderung der Stadt durch den Alamannenfürsten Rando 368. Ammianus berichtet von einer großen christlichen Gemeinde, die von dem Überfall während der Feier eines hohen Festes, möglicherweise Ostern, überrascht wurde. Eine große Gemeinde in einer Stadt aber wird von einem Bischof geführt worden sein.
Auch die weiteren Zeugnisse der Mainzer Kirche stehen im Zusammenhang mit kriegerischen Aktionen. 406 überfielen die Alanen und Vandalen die Stadt. Nach dem „Martyrologium des Rabanus Maurus“ erlitt ein gewisser Alban bei diesem Überfall das Martyrium. Zu seinen Ehren errichtete man 413 vor den Toren der Stadt die St. Albansbasilika. Diese Kirche, später durch größere Bauten ersetzt, war im frühen Mittelalter die weitaus wichtigste Kirche des (Erz-)Bistums. Alban war nicht der einzige, der den Überfall nicht überlebte. Der Kirchenvater Hieronymus berichtet in einem Brief: „Mainz, die einst hochgerühmte Stadt (…), haben sie eingenommen und völlig zerstört. In der Kirche wurden viele tausend Menschen niedergemacht“.
451 wurde Mainz von den Hunnen gestürmt und wiederum zerstört. Möglicherweise erlitt der Mainzer Bischof Aureus, der in der ältesten unergänzten Bischofsliste, den in einem Münchener Codex aus dem 16. Jahrhundert erhaltenen Fuldaer Totenannalen von 923, als erster genannt wurde, dabei das Martyrium. Die römische Herrschaft in Mainz war damit beendet. Die das Stadtgebiet in Besitz nehmenden Alamannen brachten ihre heidnischen Kulte mit, was die Weiterentwicklung des Christentums erschwerte. Dennoch kann in dieser Zeit anhand von Grabfunden auf eine Kontinuität des Christentums geschlossen werden. Ob dies auch für die Existenz eines Bischofs gilt, ist dagegen unklar. Die Bischofslisten reißen am Übergang zur fränkischen Zeit ebenso ab wie die in Köln. In Mainz setzen sie erst wieder mit Sidonius ein, der im 6. Jahrhundert im Mainz der Merowingerzeit residierte.

#### Exkurs: Die ersten Kathedralbauten

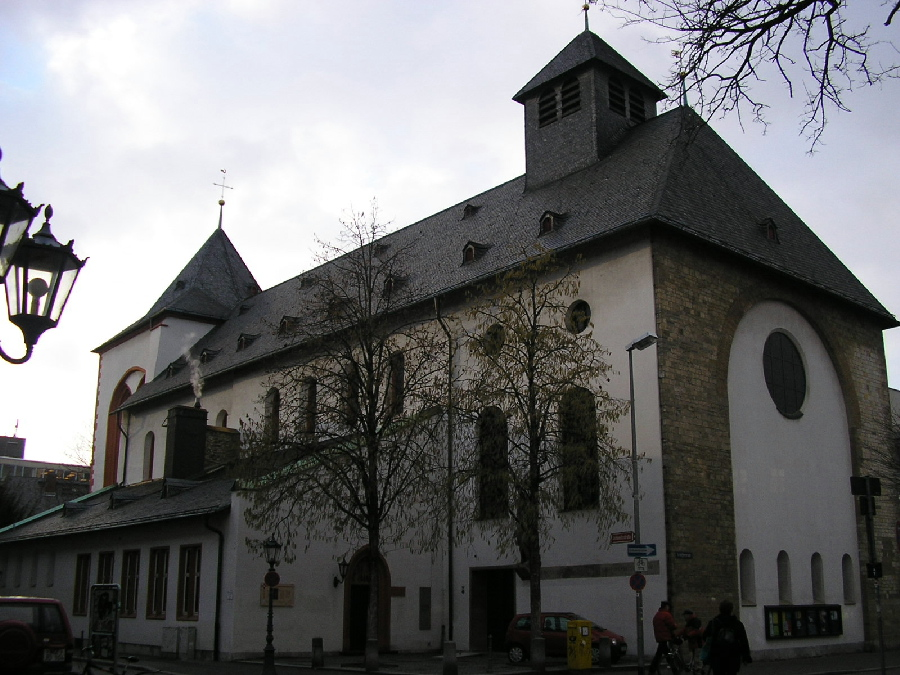
Die St. Johanniskirche

Eine von einem Bischof geleitete Kirche bedeutet notwendigerweise, dass in Mainz auch eine Kathedrale existiert haben muss. Der Standort einer offiziellen römischen Bischofskirche sowie deren Entstehungszeit sind nach wie vor unklar und werden in Fachkreisen kontrovers diskutiert. Die archäologischen Befunde geben nur wenig Auskunft, genauere Untersuchungen und Ausgrabungen haben in den vergangenen Jahrzehnten nicht stattgefunden. Da es jedoch eine reiche Quellenlage gibt, sind Standort und Umfang der Kathedrale und ihrer Nebenbauten Gegenstand beständiger Diskussionen.
Als sicher kann nur gelten, dass der heutige Dombau nicht auf die Fundamente eines Vorgängerbaus gesetzt wurde. Stattdessen wurden entsprechende Fundamente aus spätrömischer Zeit bei Ausgrabungen unter der Kirche St. Johannis gefunden. Es könnte sich dabei um die Kathedrale handeln, deren Existenz der Bericht des Ammianus Marcellinus im Jahr 368 nahelegt. Die Kirche wurde in späteren Quellen als „Alter Dom“ (Aldedoum) bezeichnet. In der Nähe dieses Doms wäre dann, wie der Dichter Venantius Fortunatus beschreibt, von Bischof Sidonius ein Baptisterium errichtet worden. Venantius schreibt auch, dass Sidonius die alten Tempel erneuert habe. Aus dieser Zeit stammt vermutlich das Martinuspatrozinium des Domes. Nachdem das Domstift im 10./11. Jahrhundert in den Neubau des Willigis beziehungsweise des Bardo übergesiedelt war, wäre dann das Martinspatrozinium auf die neue Domkirche übergangen, während die alte Kirche das Johannespatrozinium des im Komplex des Johannesstifts aufgegangenen Baptisteriums übernommen hätte. Neben diesem Erklärungsversuch existieren weitere Deutungen, die aber ebenfalls alle nicht auf archäologische Nachweise gestützt werden können.

### Neubeginn in fränkischer Zeit
Das fränkische Reich bestand zunächst aus einigen Kleinfürstentümern. Das änderte sich unter König Chlodwig I., dem die Errichtung eines fränkischen Großreiches gelang. Um 498 ließ er sich auf Grund eines Gelübdes taufen, was ein entscheidender Moment in der Geschichte des abendländischen Christentums und somit auch der Diözese Mainz war. Chlodwig berief 511 ein Reichskonzil ein, das neue kirchliche Strukturen schaffen sollte. Ein Vertreter aus Mainz war dabei allerdings nicht zugegen. Seine Nachfolger Theuderich I. (511–534) und Theudebert I. (534–548) übernahmen die Durchsetzung der Beschlüsse. Dazu setzten sie auf aquitanische Kleriker, die sie bevorzugt auf die Bischofsstühle ihres Reiches hoben. Nach Mainz schickten sie den aus dem Rhône-Loire Gebiet stammenden Sidonius. Wann Sidonius genau in Mainz eintraf, ist nicht bekannt. Sicher ist, dass er 566 noch in Mainz weilte, wo er den Dichter Venantius Fortunatus beherbergte, der ihn später in seinen Versen verewigte. Sidonius ist damit der erste mit Sicherheit nachweisbare Bischof von Mainz.

### Sidonius als Bischof von Mainz
Unter Sidonius kam die christliche Gemeinde wieder zu Ansehen. Venantius berichtet, dass der Bischof die Stadt vor dem weiteren Verfall bewahrt habe, den Dom und andere Kirchen erneuert, sowie ein Baptisterium und weitere Kirchen erbaut habe. Ab diesem Zeitpunkt führte der Dom wie alle seine Nachfolgerbauten das Patrozinium des fränkischen Nationalheiligen Martin von Tours. Sidonius hinterließ geordnete Verhältnisse und eine gefestigte Gemeinde.
Mit seinem Nachfolger Sigimundus begann die Reihe der fränkischen Bischöfe. Über sie ist nicht sehr viel bekannt. Oftmals fehlen sogar Informationen über ihren genauen Namen wie auch über die Reihenfolge ihrer Pontifikate. Fest steht, dass die Mainzer Kirche ab dem 7. Jahrhundert einen immer größeren Einfluss im Reich erlangte. Die Bischöfe waren meist verdiente Beamte des jeweiligen Königs, für die das Erlangen der Bischofwürde der Abschluss ihrer Karriere war. Für die geistliche Leitung der Diözese stellte diese Politik naturgemäß einen Nachteil dar.
Die Bedeutung des Bischofssitzes stieg parallel mit der Bedeutung der Stadt. Durch die fränkische Expansionspolitik war Mainz schon längere Zeit kein östlicher Vorposten mehr, sondern vielmehr Bindeglied zu den neu erschlossenen Missionsgebieten in Hessen und Thüringen. Mit dem Reich dehnte sich auch das Bistum auf wetterauische und thüringische Gebiete aus. Im 8. Jahrhundert kamen die Gebiete um Aschaffenburg hinzu, welche im späteren Kurstaat das so genannte Oberstift bilden sollten. Mit der Gründung der Diözese Würzburg 741 wurde die Ostgrenze des Bistums endgültig festgelegt. Im Westen konnte sich die Mainzer Kirche vor allem auf das günstig an der Nahemündung gelegene Bingen stützen. Dahinter grenzte die Diözese an das Bistum Trier.

### Verfall christlichen Lebens
Trotz des Verbotes des heidnischen Kultes und der Annahme des Christentums konnte sich dieses im Frankenreich nur mühsam durchsetzen. Zwar war die fränkische Kirche in 125 Bistümern und 11 Kirchenprovinzen strukturell scheinbar gut organisiert, die innere Annahme der christlichen Lehre durch die Bevölkerung konnte allein dadurch aber nicht erreicht werden. Das Fränkische Eigenkirchensystem, nach dem das Sippenoberhaupt nach alten germanisch-heidnischen Vorstellungen die Aufsicht über den Kult führte, behinderte dies zusätzlich. Das Sippenoberhaupt stellte den Priester an, was zu einer Lockerung der Verbindung zum Ortsbischof und zu einer Abhängigkeit des eigentlich als religiöser Lehrer fungierenden Priesters von der jeweiligen Sippe führte. Dazu kam, dass der fränkische Hausmeier Karl Martell die Bischofssitze überall von Gefolgsleuten besetzen ließ, ohne auf deren Qualifikation für die geistliche Aufgabe zu achten. Die Metropolitanverfassung ging unter, das christliche Leben verfiel.

### Bonifatius

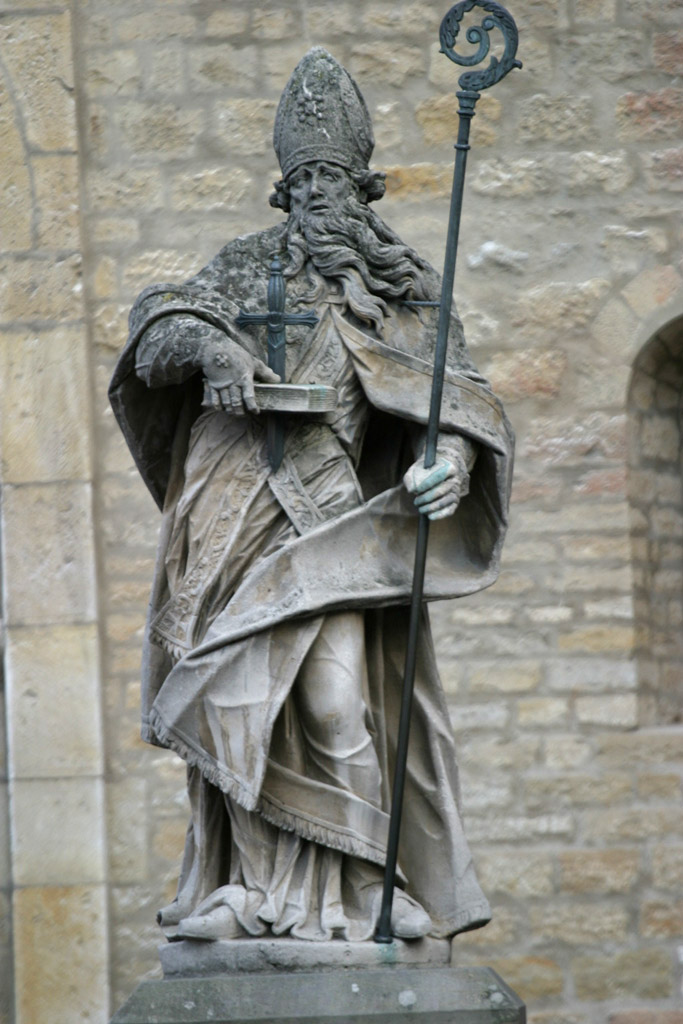
Statue des Bonifatius vor dem Mainzer Dom

Dieser Prozess konnte erst durch die Iro-schottische Mission aufgehalten werden, die 581 vom irischen Mönch Columban von Luxeuil begonnen wurde. Fortgesetzt wurde sie auch von englischen Mönchen, deren bedeutendster Vertreter der 672 in Wessex geborene Benediktinermönch Winfrid war. Winfrid reiste 719 nach Rom, um sich dort von Papst Gregor II. (715–731) als Missionar beauftragen zu lassen. Er erhielt den Beinamen Bonifatius und wurde offizieller Germanenmissionar. 722 weihte der Papst ihn überdies zum Bischof ohne festen Sitz. 723 kehrte Bonifatius in die thüringischen Missionslande zurück, wo er so erfolgreich war, dass ihn Papst Gregor III. (731–741) 732 zum Erzbischof ernannte mit dem Recht, Bischöfe einzusetzen. Später erfolgte gar seine Ernennung zum päpstlichen Legaten.
Im Jahre 742 (oder auch erst 743) berief Bonifatius eine Synode ein, um dort die Reform der kirchlichen Organisation zu beschleunigen. Die Synode sah die Errichtung einer ostfränkischen (austrasischen) Kirchenprovinz mit Sitz in Köln vor. Diese sollte die Suffraganbistümer Tongern/Maastricht, Utrecht, Mainz, Worms, Speyer, Büraburg, Würzburg und Erfurt umfassen. Erster Metropolit der Kirchenprovinz wollte Bonifatius selbst werden. Aus diesem Grund verwehrte sich die fränkische Adelsopposition den Plänen der Synode. Das überaus bedeutende Köln sollte nicht Sitz eines angelsächsischen Erzbischofs werden. 747/48 scheiterte der Plan endgültig.
Bonifatius blieb daher nur das Bistum Mainz, dem er sich nicht sehr verbunden fühlte. Dort hatte er 745 den wegen ausgeübter Blutrache für seinen Vater für unwürdig befundenen Gewiliobus als Bischof abgesetzt und hatte dessen Amt wohl auch selbst sofort übernommen. 752 weihte Bonifatius seinen langjährigen Begleiter Lullus in Mainz zum Chorbischof – eine frühe Form des heutigen Weihbischofs. Nachdem Bonifatius 754 auf einer Missionsreise das Martyrium erlitten hatte, wurde Lullus sein Nachfolger auf dem Mainzer Bischofsthron.

### Mainz wird Erzbistum

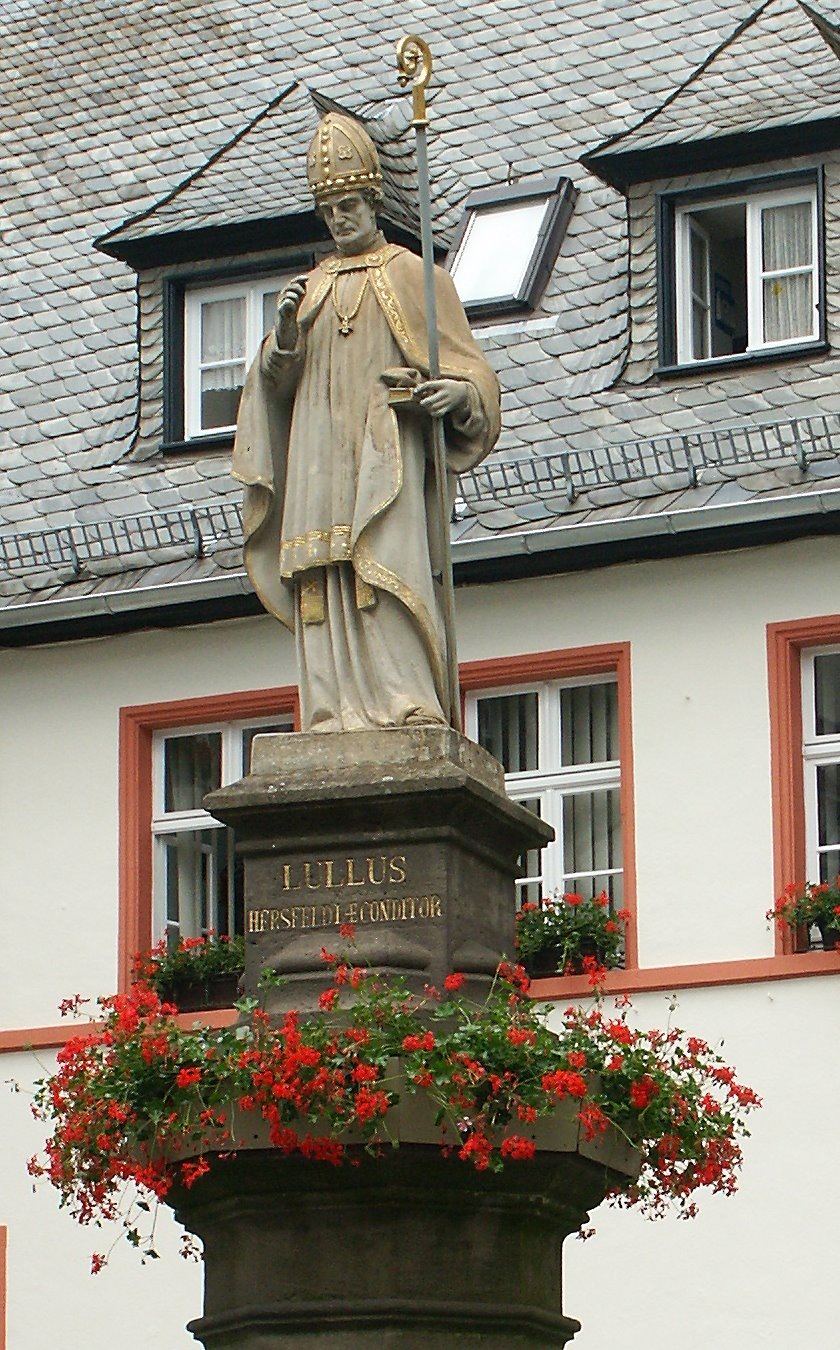
Statue des Hl. Lullus in Hersfeld

Als Lullus Diözesanbischof von Mainz wurde, war Mainz weder Erzbistum noch verfügte es über ein besonderes politisches Gewicht im Reich, welches zuvor vor allem in der Person Bonifatius’ begründet gewesen war. Die Friesenmission übernahm der Abt von Utrecht, die Rolle des bedeutendsten Kirchenmannes im austrasischen Reich fiel Chrodegang von Metz († 766) zu. Es hatte daher den Anschein, dass Mainz in der zukünftigen Kirchengeschichte eine eher unbedeutende Rolle spielen sollte. Trotzdem bemühte sich Lullus, der sich als legitimer Erbe des Bonifatius ansah, seiner Diözese Bedeutung zu verschaffen. Dazu versuchte er zunächst, Metropolit der Rheinbistümer Speyer, Worms und Utrecht zu werden. Dies scheiterte jedoch. Daher wandte sich Lullus dem hessisch-thüringischen Raum zu. Er erreichte, dass die von Bonifatius gegründeten Bistümer Erfurt und Büraburg (bei Fritzlar) nicht wieder besetzt wurden, sondern dem Bistum Mainz einverleibt wurden. Dadurch vergrößerte sich das Bistum flächenmäßig stark. Die Bedeutung des Bistums und dessen Bischofs nahm im Reich ebenfalls deutlich zu.
Nie allerdings sollte es Lullus und seinen Nachfolgern gelingen, das damals berühmte Kloster Fulda unter die Jurisdiktion der Mainzer Oberhirten zu bringen. 765 wurde Fulda Reichsabtei und blieb es fast ein Jahrtausend lang, ehe es – schon im Untergang begriffen – 1755 doch noch Suffragan von Mainz wurde.
Da das reichsunmittelbare Fulda als Stützpunkt für die Seelsorge und Mission der Sachsen ausfiel, gründete Lullus um 770 die Abtei Hersfeld. Hersfeld wurde zum Stützpunkt der Sachsenmission unter König Karl und erlangte so überregionale Bedeutung, die nicht zum Schaden der Mainzer Kirche und ihres Oberhirten Lullus war, der bis zu seinem Tod Abt des Klosters blieb und auch dort begraben wurde. Denn Karl hatte erkannt, dass Mainz für seine Politik der Sicherung des Frankenreiches und Christianisierung der Sachsen eine strategisch günstige Lage besaß. Er behandelte die Diözese und ihren Bischof daher mit Wohlwollen, welches sich noch steigerte, als Erzbischof Chrodegang von Metz 766 starb. Dessen Einfluss am Hof behinderte bis dahin eine Aufwertung der Diözese Mainz.
Zwischen 780 und 782 hatte Lullus in seinem Streben nach der Erzbischofswürde schließlich Erfolg: Papst Hadrian I. erhob Mainz unter nicht genauer bekannten Umständen zum Erzbistum. Bezüglich der Suffragane, die ihm künftig unterstehen sollten behalf sich Lullus mit der Verfälschung des 747/48 gegenstandslos gewordenen Ernennungsdekrets für Bonifatius als Erzbischof der neu zu gründenden Erzdiözese Köln. Er erhielt so mindestens die Bistümer Worms, Speyer, Würzburg und Eichstätt. Köln wurde dagegen erst 795 Erzbistum. Möglich, aber nicht bewiesen ist, dass Köln bis dahin ebenfalls zur Mainzer Kirchenprovinz gehört hat.

### Entstehung der Mainzer Kirchenprovinz

Das Erzbistum Mainz und seine Suffragansitze bis 1803

Lullus’ Nachfolger Richulf (787–813) stammte als erster Mainzer Erzbischof aus dem Rhein-Main-Gebiet. Ihm gelang es, die junge Kirchenprovinz so auszudehnen, dass sie schließlich nach Rom zum größten Metropolitanverband der Lateinischen Kirche wurde. Zunächst kamen die schwäbisch-alemannischen Bistümer Konstanz und Straßburg hinzu. Nach einer Entscheidung des mittlerweile zum Kaiser gekrönten Karl folgten 804 die nach der abgeschlossenen Sachsenmission neugegründeten Bistümer Paderborn, Halberstadt, Verden und Hildesheim. Nach dem Vertrag von Verdun 843 kam auch das Bistum Chur zu Mainz; Chur hatte bis dahin zum Erzbistum Mailand gehört, das nunmehr lotharingisch war. Spätestens 847 muss auch Augsburg zur Kirchenprovinz gehört haben, da in diesem Jahr ein Augsburger Bischof an der Mainzer Synode teilnahm. 948 erhielt Mainz außerdem die neugegründeten Bistümer Havelberg und Brandenburg als Suffragane, behielt diese jedoch nur bis 968, als sie zugunsten des neugegründeten Erzbistums Magdeburg abgetrennt wurden. Als Ausgleich kamen 973 die Bistümer Prag und Olmütz zur Mainzer Kirchenprovinz.
Der Einfluss der Mainzer Oberhirten auf die Suffragane war höchst unterschiedlich ausgeprägt. Offizielle Befugnisse hatten und haben die Erzbischöfe in ihrer Kirchenprovinz nur in Ausnahmefällen. Wichtiges Instrument zur Führung der Kirchenprovinz waren die Provinzialsynoden, auf denen die wichtigen theologischen und organisatorischen Fragen beraten wurden. Die Beschlüsse konnten jedoch längst nicht in jedem Fall durchgesetzt werden; auch erschienen die eingeladenen Bischöfe nicht immer. Ort dieser Synoden war in der Frühzeit des Erzbistums die Klosterkirche St. Alban.

### St. Alban – 200 Jahre geistiges Zentrum des Erzbistums

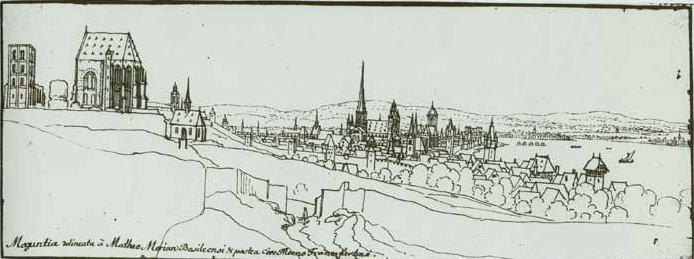
St. Alban vor Mainz im Jahr 1631

782 wurde der angelsächsische Benediktiner Alkuin Leiter der Aachener Hofschule, die von Kaiser Karl dem Großen zur Förderung einer kulturellen Einigung des Reichs gegründet worden war. Alkuin war einer der bedeutendsten Gelehrten jener Zeit und daher Mittelpunkt des gelehrten Kreises der Hofschule, zu dem auch Richulf und der 780 in Mainz geborene Rabanus Maurus gehörten. Beide wurden später Erzbischöfe von Mainz. Richulf gründete nach einem Gebot Kaiser Karls in Mainz eine Schule, ersetzte dazu die römische Basilika St. Alban durch einen großen Neubau und gründete dort 796 ein Benediktinerkloster. Damit hatte er seinem Sprengel ein wichtiges geistiges Zentrum geschaffen, welches sowohl als Versammlungsort als auch als Grablege der Mainzer Erzbischöfe dienen sollte.

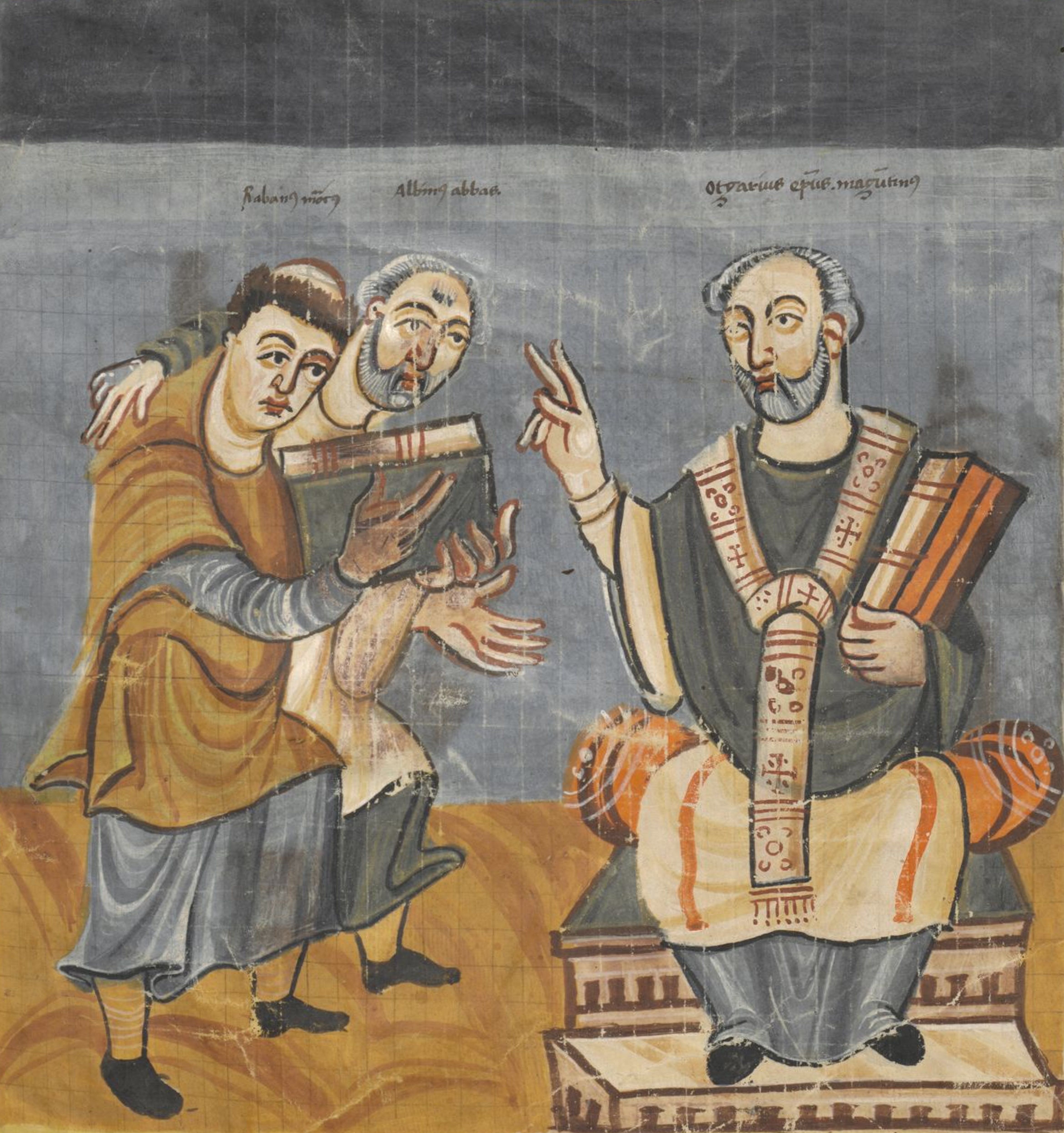
Rabanus Maurus (links) unterstützt von Alkuin (Mitte) übergibt sein Werk an Erzbischof Otgar von Mainz (rechts). Darstellung aus manuscriptum Fuldense um 830

Unter dem Pontifikat des als Praeceptor Germaniae (Lehrer Deutschlands) bezeichneten Rabanus erlebte die Klosterschule von St. Alban ihre Blütezeit. Noch heute befinden sich in Mainzer Bibliotheken Kostbarkeiten aus der „Mainzer Schreibstube“, wie die Klosterschule damals bezeichnet wurde.
Zwischen 813 und 1084 fanden fast alle in Mainz abgehaltenen Synoden, Konzilien und Reichstage in St. Alban statt. Mit einer Länge von 75 Metern war die Kirche für die damalige Zeit überaus großzügig angelegt und bot als eine der wenigen genügend Platz für größere Versammlungen. Zwar wuchs in Mainz seit 975 der Domneubau empor, doch brannte der Neubau in den ersten hundert Jahren seines Bestehens häufig ab, so dass es oft bei St. Alban als Tagungsort blieb. Da die kirchliche und politische Struktur im Reich keineswegs festgeschrieben war, kam es im 9. und 10. Jahrhundert vor allem nach dem Tod Kaiser Karls und den nachfolgenden Wirren zu einer sehr regen Synoden- und Konzilstätigkeit. Die Jahrhunderte wurden überdies von den Kriegen gegen die Normannen geprägt, an denen auch die Mainzer Erzbischöfe teilnahmen.
Zu Zeiten der Erzbischöfe Liutbert (863–889) und Sunderolt (889–891) aber gab es bereits das Streben, die Geschicke der Stadt Mainz maßgeblich zu beeinflussen. Das machte eine Verlagerung des diözesanen Zentrums von St. Alban, welches vor den Toren der Stadt lag, zurück in die Innenstadt nötig. Sunderolts Nachfolger, Hatto I. (891–913), wollte auch die Domkirche wieder mehr in den Mittelpunkt rücken und ordnete umfangreiche Verschönerungsmaßnahmen an seiner Kathedrale an. Bei dieser Kirche handelte es sich aller Wahrscheinlichkeit nach um die heutige St. Johanniskirche. Die Politik Hattos wurde von seinen Nachfolgern fortgesetzt, so dass der Erzbischof in späteren Jahren als Stadtherr auftrat.

### Exkurs: Primatialgewalt des Mainzer Erzbischofs
Die historische Entwicklung hatte aus dem Mainzer Bischofssitz seit Bonifatius wie aufgezeigt ein bedeutendes Amt im Reich gemacht. Die politische und kirchliche Funktion des Bischofs begründeten eine tatsächliche Vorrangstellung gegenüber den anderen Bischofssitzen des Reichs. Um 900 wird Hatto I. im Sendhandbuch des Abts Regino von Prüm als Primas von ganz Germanien bezeichnet. Dieser Primat ist dem Mainzer Erzbischof jedoch nie rechtlich verliehen worden. Es stellt sich daher die Frage, wie die Bezeichnung des Mainzers als Primas Germaniae einzuordnen ist. Die Begründung für den Primat ergab sich aus drei Aspekten: Da war zunächst die Bonifatiustradition, auf die sich später auch Erzbischof Friedrich bezog, als er das Vikariatsprivileg erbat. Bonifatius hatte Privilegien besessen, die über die eines gewöhnlichen Metropoliten herausragten. Ein weiterer Aspekt war die Größe des Erzbistums, seitdem die Bistümer Erfurt und Büraburg eingegliedert worden waren und des Metropolitanverbands, der zeitweise 15 Suffraganbistümer umfasste. Hinzu kam als letzter Aspekt die politische Position des Erzbischofs als Erzkapellan (erstmals 870 an Erzbischof Liutbert verliehen) und später die Würde des Erzkanzlers, die mit dem ersten Sitz am Königsthron verbunden war.
Dieser so begründete Mainzer Primat bedeutete jedoch nie mehr als die gewohnheitsrechtliche Präzedenz, also den Ehrenvorrang vor den anderen Bischöfen. Zur Ausbildung eines Primats im rechtlichen Sinne, als einer hierarchisch gefassten Instanz zwischen Papst und Metropoliten, ist es im Abendland nie gekommen. Dazu kam noch, dass auch der Trierer Erzbischof die Rechte eines Primas beanspruchte und seit 968 auch der Erzbischof von Magdeburg.
Um aus dem Primat Befugnisse ableiten zu können, mussten die Mainzer Erzbischöfe daher die Privilegien eines Vikars oder Legaten vom Papst erbitten, wie es im 10. Jahrhundert wiederholt geschah. Diese Privilegien blieben jedoch stets an die Person des jeweiligen Erzbischofs gebunden. Ab dem 11. Jahrhundert nahmen die Erzbischöfe von sich aus ein ständig mit dem Mainzer Erzstuhl verbundenes Vikariat und eine ständige Legation an, was einen jurisdiktionellen Primat bedeutet hätte. Die Vikar- oder Legatenwürde ist jedoch nie rechtlich auf den Mainzer Bischofssitz als solchen übertragen worden. Der Mainzer Primat bedeutete daher bis zum Ende des Reichs 1806 stets nur einen Ehrenvorrang.

## Mittelalter

### Ottonisch-salische Reichskirche

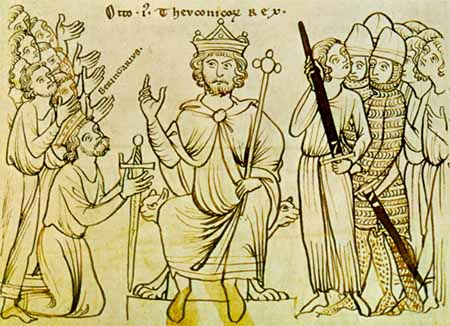
Ottos Sieg über Berengar II. (Illustration einer Handschrift der Weltchronik Ottos von Freising, um 1200 (Mailand, Biblioteca Ambrosiana, Ms. f. 129sup)). Otto I. („Theotonicorum rex“) empfängt als Zeichen der Unterwerfung ein Schwert vom links knienden König, der mit „Beringarius“ bezeichnet wird. Der Gefolgsmann Ottos rechts trägt ein Schwert mit der Spitze nach oben als Zeichen der Richtgewalt.

Entscheidend für das Erzbistum Mainz im Mittelalter – wobei mit „Mittelalter“ hier eine engere zeitliche Definition gemeint ist – war das Entstehen der Ottonisch-salischen Reichskirche. Gegen Ende des 9. Jahrhunderts wurde immer klarer, dass die karolingische Idee vom Gesamtreich zum Scheitern verurteilt war. Die karolingischen Herrscher waren nicht in der Lage, dem Reich Einheit und Schutz zu gewähren. 919 wählten die Fürsten den Sachsen Heinrich I. (919–936) zum neuen König. Dieser war ein Verfechter eines eigenständigen deutschen Reichs. 921 erfolgte daher im Vertrag von Bonn die Teilung des Reiches in Deutschland und Frankreich. Stand der neue König dem mächtigen Episkopat zunächst skeptisch gegenüber, so gab er diese Politik 922/23 auf und ernannte den Mainzer Erzbischof Heriger zum Erzkapellan der königlichen Hofkapelle. Aus diesem Posten entwickelte sich in der Mitte des 11. Jahrhunderts das Amt des Reichserzkanzlers. Heinrichs Nachfolger, Otto I. (936–973), führte die Politik seines Vaters noch konsequenter fort. Nach karolingischer Tradition ließ er sich direkt nach der Wahl in Aachen krönen und salben. Die Handlungen nahm der Mainzer Erzbischof Hildebert (927–937) vor, obwohl Aachen nicht in der Mainzer Kirchenprovinz lag. Dem neuen König jedoch erschien der Mainzer als Repräsentant der Bischöfe und der Kirche seines Reiches, weswegen ihm die Krönungshandlung zukam. Dieses Krönungsrecht konnten die Mainzer Erzbischöfe bis 1024 gegen Kölner Ansprüche behaupten.
Otto I. bemühte sich, das Königtum gegenüber dem Stammesherzogtum zu stärken. Da er die Erblichkeit der Ämter und Würden anerkannte, suchte er nach einer Möglichkeit, dies zu umgehen und stärkte so die Position der erbenlosen Bischöfe. Er belehnte sie mit höchsten Reichsämtern, Gütern und königlichen Privilegien und stellte sie mit den weltlichen Fürsten auf eine Stufe. Von diesem Zeitpunkt an war der Bischof nicht mehr nur Oberhirte seiner Diözese, sondern auch Reichsfürst, dessen Einsetzung (Investitur) der König sich selbst vorbehielt. Die Hofkapelle machte Otto I. dabei zur Zentrale seiner Reichspolitik, was dem Mainzer Erzbischof überregionalen Einfluss sicherte.
Otto I. verlangte im Umkehrschluss aber auch absolute Loyalität seiner bischöflichen Fürsten, was Erzbischof Friedrich (937–954) zu spüren bekam. Als er sich in Opposition zu Otto I. stellte, verlor er 953 sein Hofamt. Der politische Einfluss bei Hofe schien daraufhin von Mainz nach Köln abzuwandern, welches unter dem einflussreichen Erzbischof Brun eine Blüte erlebte.
Den kirchlichen Einfluss dagegen vermochte Friedrich in seiner Amtszeit deutlich auszuweiten. Unter Verweis auf angebliche Vorrechte der Mainzer Kirche seit Bonifatius erbat er von Papst Leo VII. die Ernennung zum ständigen Legaten. Leo VII. entsprach diesem Wunsch und ernannte Friedrich zum Vikar und Gesandten in ganz Germanien, eine Ernennung, die Friedrich Befugnisse über seine Metropolitangewalt hinaus zugestand. Allerdings bezeichnete „Germania“ damals nur den rechtsrheinischen Teil des Reiches (aber auch linksrheinisches Gebiet im heutigen Rheinhessen und der Vorderpfalz), während die Erzbischöfe von Trier und Köln der „Gallia“ und der Erzbischof von Salzburg dem „Noricum“ zugeordnet waren. Friedrich erwirkte daher ein weiteres Schreiben des Papstes, das die Vikariatsgewalt Friedrichs über Germania und Gallia klarstellte. Die Vorstellung Friedrichs von einem ständigen Vikariat, das auf Dauer mit der Person des Erzbischofs verbunden war, wurde von Leo jedoch zurückgewiesen. Das Vikariat musste daher immer von neuem vom Papst verliehen werden, was ein Abhängigkeitsverhältnis begründete.
954 wurde Ottos Sohn Wilhelm (954–968) neuer Erzbischof von Mainz. Wilhelm war 955 der erste Mainzer Oberhirte, der sich als Diener des Heiligen Stuhls von Mainz („sanctae Moguntinae sedis minister indignus“) bezeichnete und zwar in einem Brief an Papst Agapet II. (946–955). Damit sollten die besonderen Beziehungen zwischen Mainz und Rom betont werden. Zudem ließ er sich das Vikariatsprivileg seines Vorgängers bestätigen Wilhelm erreichte bei Agapet II., dass das von Otto I. gewünschte Erzbistum Magdeburg noch nicht gegründet wurde, und brachte es fertig, dass ihn sein Vater trotz dieses Konflikts 965 wieder das Erzkapellanat übertrug. Dieses Amt – 1036 von Heinrich III. in Erzkanzleramt für Deutschland umbenannt – blieb nun bis zum Ende des Heiligen Römischen Reiches Deutscher Nation 1806 mit dem Amt des Mainzer Erzbischofs verbunden. Das Erzbistum Magdeburg wurde erst nach Wilhelms Tod 968 gegründet. Sein Nachfolger Hatto II. (968–970), ein Neffe Ottos I., stimmte der Errichtung aus Dankbarkeit für seine Ernennung zu. Sein Pontifikat blieb wie das seines Nachfolgers Rupert ohne Bedeutung für die Geschichte des Erzbistums.

### Erzbischof Willigis – „des Kaisers und des Reiches Vater“

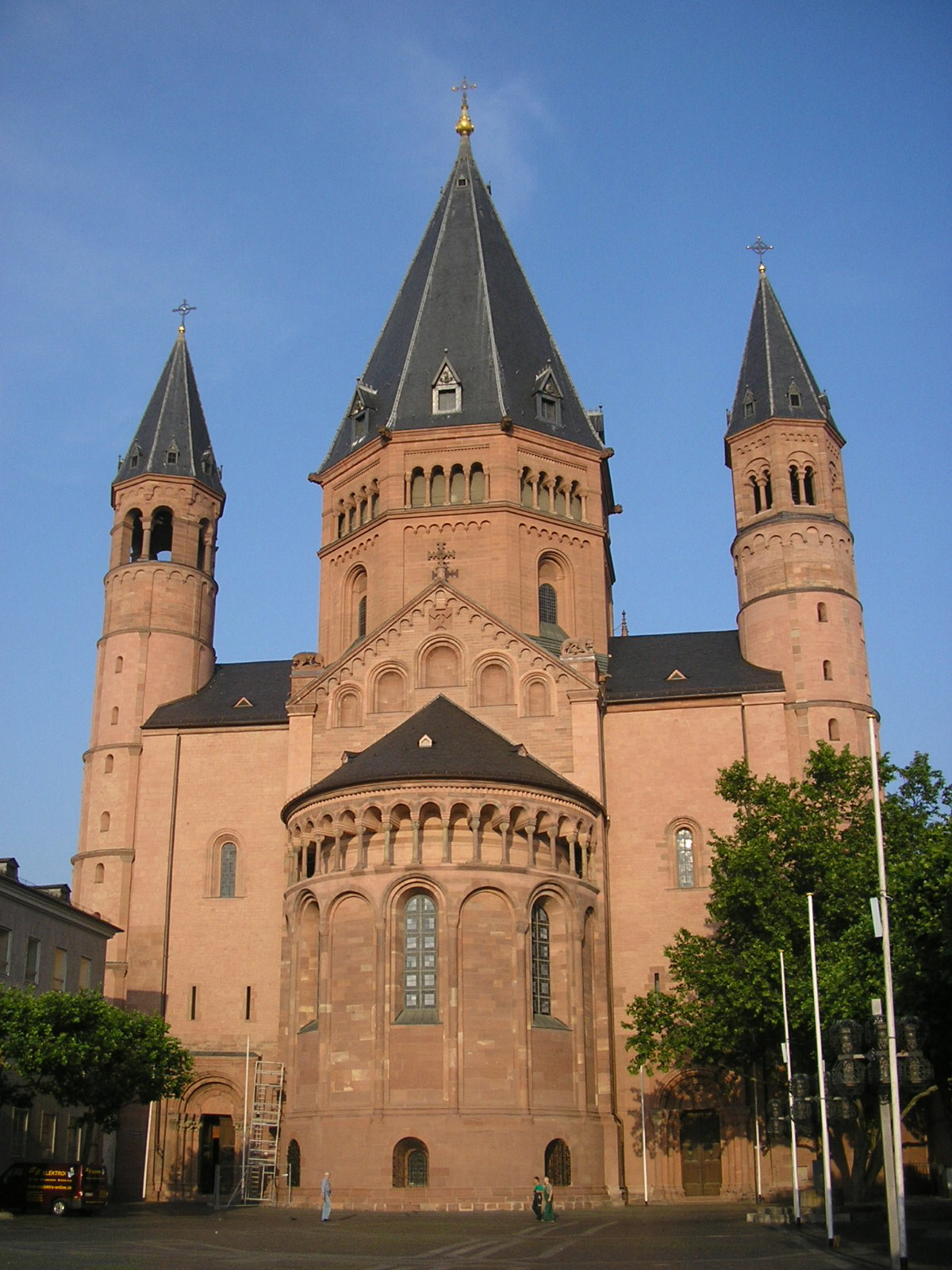
Ostfassade des Mainzer Doms (2007)

Eine wichtige Zäsur für die Geschichte des Erzbistums stellt dagegen die Ernennung von Erzbischof Willigis (975–1011) zum Mainzer Oberhirten dar. Der etwa 940 geborene Willigis arbeitete seit 969 in der kaiserlichen Hofkapelle und wurde 971 Kanzler Ottos I. Nach dessen Tod 973 stieg er zum wichtigsten Berater Ottos II. auf, der ihn nach dem Tod Erzbischof Ruperts zum neuen Erzbischof und Erzkanzler ernannte. Als solcher wurde Willigis zu einer wichtigen Stütze der Herrschaft Ottos II. Willigis unterstützte ihn im Kampf gegen Heinrich den Zänker und gegen die Sarazenen, die Otto II. auf seinem Italienzug 981/83 in seiner Eigenschaft als Schutzherr der Kirche bekämpfte. Politisches Ziel des Königs war die enge Bindung Italiens an das Reich, eine Konstellation, die das ganze hohe Mittelalter und somit auch die Geschichte des Erzbistums Mainz entscheidend beeinflusste. Zum Ende der Italienreise hielt Otto II. 983 in Verona einen Reichstag ab, zu dem auch Willigis gekommen war. Dort nahm dieser die sogenannte Veroneser Schenkung entgegen. Sie umfasste nicht nur die Bestätigung der bisherigen Besitzungen in Mainz und Bingen, sondern auch die Gebiete beiderseits der unteren Nahe, die linksrheinischen Gebiete zwischen Ingelheim und Heimbach und den rechtsrheinischen Rheingau. Diese Gebiete waren zusammen mit dem Stift Aschaffenburg die Keimzelle des späteren Kurstaates.
Der reichspolitische Anlass für den Reichstag zu Verona war die Wahl Ottos III. (983–1002) zum König und designierten Nachfolger seines Vaters. Als Otto II. noch im selben Jahr an Malaria starb, fiel die Macht Otto III. zu, der damals jedoch erst drei Jahre alt war und somit einen Vormund brauchte. Nach dieser Vormundschaft strebte Heinrich der Zänker, der seine eigenen Herrschaftsansprüche noch immer nicht aufgegeben hatte und daher Otto III. in seine Gewalt brachte. Willigis gelang es aber, den Ottonen die Macht zu erhalten. Reichsverweser wurde nicht Heinrich, sondern die Frau Ottos II., die Kaiserin Theophanu. Der Mainzer Erzbischof wurde ihr engster Berater und nach dem Tod der Kaiserin 991, als die Großmutter Ottos III. – die Kaiserin Adelheid († 999) – Vormund des unmündigen Königs wurde, bis 994 eigentlicher Herrscher im Reich. Aus diesen Diensten flossen dem Erzbistum enorme Einnahmen aus Tributzahlungen zu, die es schließlich zu einer der reichsten Diözesen überhaupt machten.
Während der Regierungszeit Ottos III. traten häufiger Spannungen zwischen dem jungen Kaiser und seinem wichtigsten Reichsfürsten auf. Der Einfluss des Mainzers auf die Reichspolitik schwand daher und konnte erst nach dem Tod Ottos III. wieder hergestellt werden, als Willigis Heinrich II. (1002–1024) als neuen König durchsetzte.
Überaus bedeutend für das Erzbistum war aber nicht nur die Reichspolitik des Erzbischofs an sich, sondern eine andere Entscheidung, die aber vermutlich mit dieser in engem Zusammenhang stand, nämlich dem Neubau des Mainzer Doms. Neben der Ansicht, dass Willigis schon zu Amtsantritt mit dem Mainzer Dom begann, hält sich eine Gegenansicht, dass Willigis später mit dem Bau begann, und zwar nachdem ihm durch ein päpstliches Dekret indirekt die Möglichkeit genommen worden war, in Aachen Königskrönungen vorzunehmen. Dies aber beanspruchten die Mainzer Erzbischöfe spätestens seit Erzbischof Hildebert von Mainz (927–937) als ihr gegebenes Recht. Willigis könnte den neuen Dom, den er wie die Aachener Krönungskirche mit bronzenen Türen versah, als neue Krönungskirche erdacht und erbaut haben. Tatsächlich sah es um die Jahrtausendwende eine Zeit lang so aus, als könnte Mainz Aachen als Krönungsort ablösen. Die Könige Heinrich II. und Konrad II. (1024–1039) wurden im Mainzer Dom gekrönt.
Der Neubau des Mainzer Doms war in seiner Größe in der damaligen Zeit Stein gewordener Machtanspruch. Nach dem Vorbild von Alt-St.-Peter in Rom erbaut, sollte der neue Mainzer Dom Staatsdom des Reiches werden und sein Erzbischof Stellvertreter des Papstes jenseits der Alpen. Tatsächlich hatte Papst Benedikt VII. Willigis in seiner Palliumsurkunde vom März 975 zu seinem Stellvertreter in „tota Germania et Gallia“ ernannt. In allen kirchlichen Angelegenheiten sollte der Mainzer Erzbischof den Vorrang gegenüber allen anderen Bischöfen haben.

### Aribo und Bardo
Willigis Nachfolger, der Fuldaer Mönch Erkanbald, hinterließ keine tiefen Spuren in der Bistumsgeschichte. Anders verhielt es sich mit dessen Nachfolger, Erzbischof Aribo (1021–1031). Nachdem er anlässlich der Wahl und Krönung Konrads II. am 8. September 1024 seine Ansprüche durchgesetzt hatte, schien die Frage des Krönungsrechts ein für alle Mal geklärt und Mainz den Vorrang vor Köln und Trier behaupten zu können. Doch noch im selben Jahr kam der entscheidende Rückschlag: Aribo weigerte sich, die in dritter Ehe mit Konrad verheiratete Gisela von Schwaben ebenfalls zu krönen. Der Kölner Erzbischof Pilgrim sah seine Chance gekommen und vollzog die Krönung an der Stelle des Mainzers in Köln. Wohl aus Verärgerung über den Mainzer Erzbischof ließ sich Konrads Nachfolger Heinrich III. (1039–1056) in Aachen vom Kölner Erzbischof krönen. Aachen blieb danach von Ausnahmen abgesehen offizieller Krönungsort, bis es von Frankfurt abgelöst wurde. Dies bedeutete auch, dass der Kölner Erzbischof das Krönungsrecht behielt, während dem Mainzer Erzbischof das Wahleinberufungsrecht oblag.
Aribos Nachfolger wurde der um 980 in Oppertshofen geborene Bardo, der wie Erkanbald vorher Mönch in Fulda gewesen war. Seine Amtserhebung verdankte er der Königin Gisela, mit der er verwandt war. In die über zwanzigjährige Amtszeit Bardos fielen die Weihe des 1036 wieder aufgebauten Mainzer Doms und das Ende der Verklammerung zwischen Erzkapellanat und Erzkanzleramt. Dem Mainzer blieb nur das Erzkanzleramt, das nunmehr auf deutschen Reichsteil beschränkt war.

### Investiturstreit

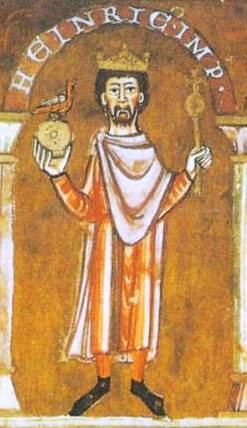
Heinrich IV. Ausschnitt aus einem Evangeliar aus St. Emmeram, nach 1106. Krakau, Bibliothek des Domkapitels 208, fol. 2v

Die Schwäche das Papsttums im 11. Jahrhundert ließen weitere Reformen notwendig werden. Kaiser Heinrich III. hob dazu ihm genehme Männer auf den Stuhl Petri, die nicht mehr römischen Adelsfamilien entstammten, sondern aus dem Reich kamen. Sie brachten die im Reich schon lebendigen Reformbewegungen von Cluny und Gorze nach Rom. Die Reformanstrengungen der Päpste richteten sich vor allem gegen die Simonie und für die Durchsetzung des Zölibats. Einer der wichtigsten Vertreter dieser Reformpäpste war der ehemalige Bischof von Toul, Leo IX. (1049–1054). Im Oktober 1049 kam er nach Mainz und hielt im neuen Dom eine große Kirchenversammlung ab, an der auch Kaiser Heinrich III. sowie 40 Reichsbischöfe teilnahmen. Den Nachfolger des 1054 gestorbenen Leo IX. konnte Heinrich III. auf einem Mainzer Hoftag noch nach eigenem Gusto bestimmen, doch schon kurz darauf wurde in einer Schrift Humbert von Silva Candidas der Simoniebegriff aber so ausgedehnt, dass auch die Laieninvestitur, also die bestehende Ernennungspraxis von Bischöfen durch den König, unter die Simonie fiel. Dies war der Auftakt zum so genannten Investiturstreit, der unter Papst Gregor VII. (1073–1085) seinen Höhepunkt erreichte.
Gregor VII. verlangte vom König Gehorsam bei Bischofsernennungen und überwarf sich deswegen mit Heinrich IV. (1056–1106), der inzwischen Heinrich III. nachgefolgt war. Die deutschen Fürsten, darunter auch der neue Mainzer Erzbischof Siegfried I. (1060–1084) verbündeten sich mit dem König gegen den Papst, der darauf mit Bannstrafen und Exkommunikation reagierte. Siegfried und andere Fürsten schwenkten um und wählten 1077 einen Gegenkönig, Rudolf von Rheinfelden († 1080). Beide wurden noch während der Zeremonie von den königstreuen Mainzer Bürgern aus der Stadt gejagt. Siegfried I. blieb weiterhin der progregorianischen Partei treu, auch als Gregor VII. 1080 für abgesetzt erklärt wurde, nachdem er Heinrich IV. erneut gebannt hatte. Größeren Einfluss konnte er jedoch nicht mehr auf das Geschehen nehmen und zog sich in ein Kloster zurück.
Auch der königstreue Gegenpapst Klemens III. (1080–1100) konnte das Erlöschen des Investiturrechts des Königs nicht mehr verhindern. Dies hatte tiefgreifende Auswirkungen auf die Einheit zwischen Kirche und Staat. Das ottonisch-salische Reichskirchensystem hatte ausgedient. Papst Urban II. (1088–1099) erreichte durch Nachsichtigkeit und geschickte Politik eine Entschärfung der Situation. Ihm lag vor allem an der Überwindung des Schismas, das durch die Erhebung von Gegenpapst Klemens ausgelöst worden war. Weitgehend unbestrittene Anerkennung als oberste Autorität der abendländischen Kirche erreichte er, als er 1095 zum Kreuzzug aufrief. Die Kreuzzugsbewegung führte bald zur Entwicklung fanatischer Heerhaufen, die vor dem Zug ins Heilige Land das jüdische Leben im Reich auszurotten gedachten. Es kam zu schweren Pogromen gegen die jüdische Bevölkerung. 1096 erreichten die Kreuzfahrerscharen des Grafen Emicho Mainz, wo es seit Jahrhunderten eine größere jüdische Gemeinde gab und belagerten die Stadt. Am 27. Mai gelang es ihnen, in die Stadt einzudringen. Zwar konnten sich die Juden unter den Schutz des Erzbischofs Ruthard (1088–1109) flüchten, dieser aber war mit dieser Aufgabe bald überfordert und überließ die Juden ihrem Schicksal. Fast die ganze Gemeinde wurde ausgelöscht, nur wenigen gelang die Flucht.
Der Streit um die Laieninvestitur war aber auch nach der endgültigen Anerkennung Urbans im ganzen Abendland nicht völlig beigelegt. Heinrich V. (1106–1125), der Heinrich IV. nach dessen Tod 1106 endgültig nachgefolgt war, bestand auf dieses Recht und übte es auch aus. Er ernannte den ihm ergebenen Kanzler Adalbert I. von Saarbrücken (1110–1137) zum neuen Erzbischof von Mainz. Von ihm erhoffte er sich die Unterstützung seiner Position gegenüber Papst Paschalis II. (1099–1118). Am 4. Februar 1111 aber kam es zwischen Heinrich V. und Paschalis II. einen geheimen Vertrag, nach dem Heinrich V. auf die Laieninvestitur verzichtete, während der Papst im Gegenzug die Reichsbischöfe unter Bannandrohung zur Rückgabe ihrer Güter und Regalien bewegen sollte. Dies hätte die Kirchenfürsten hart getroffen, da sie ihre Machtstellung und Würde allein diesen Privilegien verdankten. Adalbert I. wechselte daher 1112 die Seiten und wurde dafür vom Kaiser für drei Jahre inhaftiert, ehe ihm ein Aufstand der Mainzer Bürger die Freiheit wiederbrachte. Dafür verlieh er, der als Erzbischof wie seit Zeiten des Willigis üblich Stadtherr in Mainz war, den Bürgern einige Privilegien. Den Kaiser aber exkommunizierte er an Weihnachten 1115. Der Investiturstreit konnte erst 1122 mit dem Wormser Konkordat endgültig beigelegt werden.
Die Mainzer Erzbischöfe, nunmehr wegen ihrer erzbischöflichen Würde dem Papst und wegen ihrer Aufgaben als Reichserzkanzler dem Kaiser verpflichtet, hatten fortan eine gegebene Vermittlerstellung inne, die sie während der Auseinandersetzungen zwischen den Staufern und dem Papst oftmals in den Brennpunkt der Ereignisse rücken ließ.

### Stauferzeit

#### Neue Machtansprüche
Mit Heinrich V. war das Geschlecht der Salier 1125 ausgestorben. Die mit den Saliern verwandten, aber dem staufischen Geschlecht zugehörigen Friedrich von Schwaben und Konrad von Schwaben erhoben den Anspruch auf die Krone. Zwar gelang es Adalbert I., die staufischen Machtansprüche bei der Königswahl von 1125 noch einmal zurückzudrängen, indem er die Wahl Lothars III. von Supplinburg erreichte und so die freie Königswahl sicherte. Dieser Schritt machte ihn aber offen zum Gegner der Staufer, die forthin auf den Erzbischofssitz Einfluss zu nehmen versuchten. Als der Erzstuhl nach dem Tod Adalberts I. 1137 für ein Jahr vakant war, nutzten die Staufer ihre Chance und hoben Konrad von Schwaben als Konrad III. (1138–1152) auf den Königsthron. Gleichzeitig versuchten sie, den Sitz von Mainz mit einem Parteigänger zu besetzen. Diese Bemühungen waren jedoch nicht von Erfolg gekrönt. Sowohl Erzbischof Adalbert II. von Saarbrücken (1138–1141) als auch Heinrich I. (1142–1153) erwiesen sich eher als Stärkung der sächsischen Opposition. Heinrich war nach seinem nur ein Jahr regierenden Vorgänger Markolf der zweite Erzbischof, der durch Wahl in sein Amt gekommen war. Die Wahl wurde von einem Klerikerkollegium vorgenommen, das sich vermutlich aus Domkapitel und bedeutendem Stadtklerus zusammensetzte. Erst ein halbes Jahrhundert später besaß das Mainzer Domkapitel das alleinige Wahlrecht.

#### Zeit Friedrich Barbarossas
Erzbischof Heinrich gedachte, seine politischen Ämter voll auszufüllen und seinen Einfluss auszuweiten. Dies führte nicht nur zu Konflikten mit dem Kölner Erzbischof, sondern auch mit dem Haus der Staufer. Als Friedrich I. Barbarossa 1152 gegen den Widerstand Erzbischof Heinrichs zum König gewählt wurde, ging der neue König sogleich gegen den unliebsamen Erzbischof vor und erreichte 1153 dessen Absetzung. Zum Nachfolger bestimmte Friedrich I. seinen Vertrauten Arnold von Selenhofen († 1160). Arnold musste ihm dafür in kostspielige kriegerische Unternehmen folgen, für die er die Mainzer Bürger mit neuen Steuern belegen wollte. Diese weigerten sich jedoch und erschlugen den Erzbischof am 24. Juni 1160.
Die anschließende Wahl eines Nachfolgers führte zu einer Doppelwahl. Wegen der Unruhen in der Stadt nach Frankfurt geflohene Geistliche und Laien der Oberschicht wählten den Propst des dem Dom angeschlossenen Mariagredenstiftes Christian I. von Buch zum neuen Erzbischof, während die Aufständler die in Mainz verbliebenen Kleriker zur Wahl Rudolfs von Zähringen zwangen. König Friedrich Barbarossa verwarf beide Wahlen unter Berufung auf einen 1157 von hohen Geistlichen und Ministerialen geleisteten Eid, nur in seiner bzw. eines Vertreters Anwesenheit einen neuen Erzbischof zu wählen. Er veranlasste daher Papst Viktor IV. (1159–1164) beide Bischöfe abzusetzen und stattdessen am 20. Juni 1161 den Wittelsbacher Konrad I. (1161–1165) zum neuen Erzbischof zu ernennen.

#### Mainzer Schisma von 1165
Die Politik Friedrich Barbarossas wurde von Konrad I. jedoch bald kritisch beäugt. Friedrich war darauf aus, die Macht der Staufer in Italien gegenüber dem Papsttum zu stärken. Als er dafür sogar einen Gegenpapst – Paschalis III. (1164–1168) – wählen ließ, wandte sich der Mainzer Erzbischof von ihm ab und leistete dem von Friedrich bekämpften Papst Alexander III. (1159–1181) 1165 den Treueid. Nach diesem offenen Bruch ernannte Friedrich nun doch Christian I. von Buch (1165–1183) zum neuen Erzbischof, während der Papst weiterhin Konrad I. von Wittelsbach, den er überdies zum Kardinalbischof machte, als rechtmäßigen Inhaber des Mainzer Erzstuhls ansah. Seit 1165 bestand daher ein offizielles Schisma.
Erzbischof Christian war vor allem Reichspolitiker. In den 18 Jahren seines Pontifikates hielt er sich nur zwei Mal kürzere Zeit in seinem Erzbistum auf, den Rest der Zeit verbrachte er in Italien, wo er zusammen mit dem Kölner Erzbischof Rainald von Dassel an der Seite der Staufer stand. Diese Vernachlässigung führte zu einer politischen und auch wirtschaftlichen Krise im Erzbistum, die erst behoben werden konnte, als Konrad I. von Wittelsbach (1183–1200) nach dem Tod Christians I. 1183 wieder auf den Mainzer Erzbischofsthron zurückkehren durfte, als dessen rechtmäßigen Inhaber er sich all die Jahre ohnehin betrachtet hatte. Er war der erste Kardinal als Oberhirte der Mainzer Kirche.

#### Zweite Amtszeit Konrads I. von Wittelsbach
Konrad I. schaffte den Spagat zwischen seinen Aufgaben als Reichspolitiker und Erzbischof und entwickelte ein gutes Verhältnis zu Kaiser Barbarossa. Dieser hielt daher mehrere Reichstage in Mainz ab, von denen der glanzvollste der Mainzer Hoftag an Pfingsten 1184 war, an dem über 40.000 Ritter sowie die geistliche Elite des ganzen Reiches in Mainz anlässlich der Schwertleite der Söhne Barbarossas teilnahmen. Vier Jahre später, am 27. März 1188 hielt der Kaiser in Mainz den so genannten Hoftag Jesu Christi ab, von dem aus er und die Ritterschaft zum Dritten Kreuzzug aufbrachen. Auf dem Weg dorthin starb der Kaiser. Sein Sohn Heinrich VI. (1190–1197) folgte ihm auf dem Thron nach.
Konrad I. entschied sich 1195 selbst zum Kreuzzug aufzubrechen. Mit den anderen Reichsfürsten wählte er den zweijährigen Sohn von Barbarossas Nachfolger Heinrich VI. (1190–1197), Friedrich, zum Römischen König, ehe er im April 1197 nach Palästina übersetzte. Damit war der Erzbischof von Mainz und bedeutendste Reichsfürst außer Landes, als sich im Reich wenige Monate später die entscheidende Wendung des Mittelalters anbahnte, welche auch und insbesondere die reichsfürstliche Rolle des Mainzer Erzbischofs betraf. Im September 1197 nämlich starb Kaiser Heinrich VI. in Messina. Wegen der antistaufischen Opposition im Reich um den Erzbischof von Köln kam es 1198 zu einer Doppelwahl: In Thüringen wurde der anschließend im Mainzer Dom gekrönte Herzog Philipp von Schwaben gewählt, während die Opposition den Welfen Otto von Braunschweig erwählte und diesen in Aachen durch den Kölner Erzbischof krönen ließ. Diese Doppelwahl spaltete das Reich für Jahrzehnte und führte zum Untergang der universalen Kaisermacht. Außerdem verdrängte es das Geblütsrecht zugunsten des fürstlichen Wahlrechts. Da der Erzbischof von Mainz bis zum Ende des Heiligen Römischen Reiches 1806 immer Wahlfürst (= Kurfürst) blieb, war dies für das Erzbistum auch direkt ein bedeutendes Ereignis.
Konrad I. verkannte die Lage im Reich und kehrte erst 1199 ins Reich zurück. Das Fehlen seiner Autorität und seiner weitreichenden Befugnisse wie Einberufungsrecht zur Königswahl hat die damalige Lage vermutlich entscheidend erschwert.

#### Zweites Mainzer Schisma von 1200
Wie gespalten das Reich war, zeigte sich auch bei der folgenden Erzbischofswahl. Während sich die Mehrheit für den staufertreuen Wormser Bischof Leopold II. von Schönfeld (1200–1208) entschied, wählte eine kleine Minderheit Siegfried II. von Eppstein (1200–1230) zum neuen Erzbischof. Acht Jahre bestand so ein Schisma, ehe Philipp von Schwaben 1208 ermordet wurde und die Welfen die Oberhand gewannen. Leopold II. konnte sich nicht mehr halten und musste Siegfried II. Platz machen. Siegfried war der erste von insgesamt vier Eppsteinern, die in kurzer Folge den Erzbischofsthron von Mainz innehatten. Im selben Jahr ließ sich Otto IV. erneut zum König krönen. Die Wahl war vor allem ein Ausdruck der gestiegenen Macht der Reichsfürsten. Das Kurkollegium befand sich bereits in der Entstehungsphase. Um auch die Kaiserwürde zu erlangen, verzichtete Otto IV. gegenüber Papst Innozenz III. (1198–1216) auf kaiserliche Rechte in Italien und – vor allem – auf die Mitwirkungsrechte bei deutschen Bischofserhebungen. Daraus entwickelte sich der Anspruch des Papstes, Bischöfe unter Ausschluss des Wahlrechts der Domkapitel zu ernennen, was in den folgenden Jahrhunderten auch zu häufigen Verwerfungen zwischen dem Papst und der Mainzer Kirche und so zu Schismen führte, die sich im 14. Jahrhundert überaus destruktiv auf das Bistum und auch die Stadtentwicklung auswirkten.

#### Amtszeit Friedrichs II.
Otto IV. geriet wegen der Italienfrage bald in Konflikt mit Innozenz III. Erzbischof Siegfried II. wandte sich daher bald von ihm ab und versuchte im Reich die päpstliche Linie durchzusetzen. Als Innozenz III. 1211 auf eine erneute Königswahl pochte, hatte Siegfried II. entscheidenden Anteil an der Wahl des Staufers Friedrich II. (1212–1250) zum Gegenkönig. 1212 krönte er ihn im Mainzer Dom. Aus Vergeltung für diesen Verrat ließ Otto IV. etliche mainzische Territorien in Schutt und Asche legen, was an seiner Entmachtung jedoch auch nichts mehr ändern konnte.
Um die Herrschaft der Staufer über seinen Tod hinaus zu sichern, ließ Friedrich II. 1220 auf einer Reichsversammlung in Frankfurt seinen Sohn Heinrich (VII.) zum König wählen. Dies konnte er nur erreichen, indem er den geistlichen Fürsten eine so große Anzahl an Privilegien gewährte, dass diese Confoederatio cum principibus ecclesiasticis faktisch den Beginn einer Landesherrschaft der geistlichen Fürsten, also auch des Kurmainzischen Staates darstellte. Friedrich II. zog anschließend nach Italien, wo er für 15 Jahre blieb. Weil der vorgesehene Reichsverweser, der Kölner Erzbischof Engelbert I., 1225 einem Mordanschlag zum Opfer fiel, war Siegfried II. während dieser Zeit die bestimmende Person in der Reichspolitik. Seine Treue zu Friedrich II. war mit dafür verantwortlich, dass nach der Exkommunikation Friedrichs II. 1227 kein neuer Gegenkönig gewählt wurde, sondern eine Aussöhnung zwischen Papst und Kaiser zustande kam.
Auf Erzbischof Siegfried II. von Eppstein folgte 1230 sein Neffe Siegfried III. von Eppstein (1230–1249). Er verfolgte eine stauferfreundliche Politik und war darauf aus, das politische Gewicht des Mainzer Fürsten zu steigern.

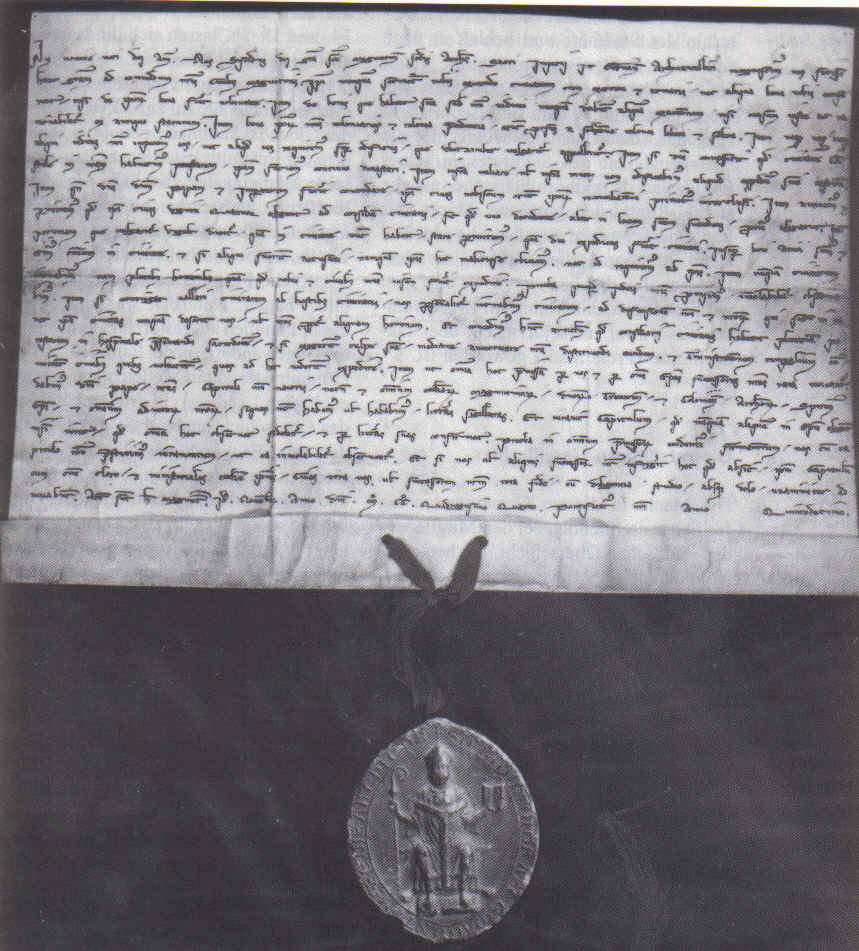
Das Freiheitsprivileg von 1244

Bedeutend für die Amtszeit Siegfrieds III. war der „Endkampf“ der Stauferdynastie mit dem Papsttum, der 1237 begann und in dessen Verlauf der Erzbischof und Reichsverweser 1241 die Seiten wechselte. Er verbündete sich mit dem Kölner Erzbischof und zog gegen den Kaiser zu Felde. Die Folge waren etliche Kriege, die das Erzbistum in Mitleidenschaft zogen, zumal längst nicht alle Mitglieder des Domkapitels die Kehrtwende des Erzbischofs mitmachen wollten. Auch die Bürger der Bischofsstadt Mainz waren eher staufisch gesinnt. Um das zu ändern gewährte Siegfried III. den Bürgern 1244 ein umfangreiches Stadtprivileg und begründete so die Freie Stadt Mainz, die bis 1462 das Ende der Stadtherrschaft der Mainzer Erzbischöfe bedeutete, die es im Prinzip seit den Tagen des Bischofs Sidonius gegeben hatte und spätestens seit Erzbischof Willigis festgeschrieben gewesen war.
Damit hatte Siegfried den Rücken frei. Es gelang ihm, seinen Nachfolger als Reichsverweser – Heinrich Raspe IV. – auf seine Seite zu ziehen, wodurch sich die staufische Herrschaft im Reich endgültig dem Ende zuneigte.

### Bis zum Ende des 13. Jahrhunderts
Nach dem Tod Friedrichs II. begann im Reich das Interregnum. Die Nachfolger Siegfrieds III. auf dem Mainzer Erzbischofsthron nutzten die Zeit, um ihre Position als Landesherren zu stärken. Die confoederatio Friedrichs II. hatte sie zu unabhängigen Reichsfürsten gemacht. Ihr Territorium blieb aber stets zerstückelt. Es erstreckte sich zu diesem Zeitpunkt über die Gebiete der bereits beschriebenen Veroneser Schenkung, der in und um Aschaffenburg gelegenen Ländereien und der Stadt Erfurt in Thüringen. Dieses Territorium gedachten die Mainzer auszudehnen. Dies führte Streitigkeiten um das Territorium der Thüringer Landgrafschaft, das die Mainzer für sich beanspruchten, das aber auch von Sophie von Brabant, einer Tochter der Hl. Elisabeth und ihrem Sohn Heinrich I. beansprucht wurde. Die Gebietsstreitigkeiten zwischen dem Erzstift und den Thüringern bzw. Hessen setzte sich noch jahrhundertelang fort. Erfolgreicher waren die Erzbischöfe bei der Ausdehnung des so genannten Oberstifts, der Gegend um Aschaffenburg.
Das Interregnum endete erst während der Amtszeit des Erzbischofs Werner von Eppstein (1259–1284). Dieser hatte sich bemüht, die Voraussetzungen für eine neue Königswahl zu schaffen. Aus ihr ging 1273 Rudolf von Habsburg hervor. In die weitere Amtszeit Werners fielen die Auseinandersetzungen mit dem böhmischen König Ottokar II. König Ottokar II. versuchte, die Bistümer Olmütz und Prag aus der Mainzer Kirchenprovinz zu lösen, um so den Einfluss der Mainzer Erzbischöfe zurückzudrängen. Als zuständigem Metropoliten oblag diesem nämlich auch die Krönung der böhmischen Könige. Werner gelang es jedoch, Papst Alexander IV. (1254–1261) von der Abtrennung der Gebiete abzubringen.
Werners Nachfolger wurde 1286 nach zweijähriger Sedisvakanz der Minorit Heinrich II. (1286–1288) aus Isny im Allgäu. Er war der letzte bürgerliche Erzbischof von Mainz. Heinrich II. wurde nicht vom Domkapitel gewählt, sondern von Papst Honorius IV. (1285–1287) ernannt, was ein Beispiel für die aufkommende Zentralgewalt des Papsttums war. Die Päpste reklamierten spätestens seit Klemens IV. (1265–1268) das Recht auf die Besetzung der Bistümer für sich und stießen damit auf den Widerstand der so entmachteten Domkapitel. Auch in der Mainzer Kirche sollte diese Ausprägung päpstlichen Machtanspruches bei allen Bischofsernennungen des 14. Jahrhunderts zu schweren Auseinandersetzungen führen. Nach dem Tod Heinrichs II. war der Erzbischofsthron von Mainz für immer dem Adel vorbehalten, wie 50 Jahre später auch die Mitgliedschaft im Domkapitel. Da die Erzbischöfe häufig in reichspolitischen Angelegenheiten unterwegs waren, verfügten die Domkapitulare über große Macht im Erzbistum, zumal sie sich auf ihre Adelshäuser stützen konnten.
Heinrich II. folgte der vierte (und letzte) Eppsteiner auf dem Mainzer Erzbischofsthron: 1289 wurde Gerhard II. (1289–1305) als Mainzer Erzbischof wiederum vom Papst ernannt. Wie Werner von Eppstein verfolgte er eine Politik, die auf ein Wahlkönigtum abzielte, also die Position der Kurfürsten stärken sollte. Damit geriet er in natürlichen Gegensatz zu König Rudolf von Habsburg, der ein Erbkönigtum installieren wollte. Nach dem Tod Rudolfs schien der Eppsteiner seine Politik durchsetzen zu können. Er sorgte dafür, dass nicht Rudolfs Sohn Albrecht, sondern der nicht über eine Hausmacht verfügende Adolf von Nassau (1292–1298) neuer König wurde. Adolf griff alsbald in die Hoheitsrechte des Erzbischofs ein, weswegen dieser ihn am 23. Juni 1298 für abgesetzt erklärte und statt seiner den Österreicher Albrecht I. zum neuen König wählen ließ. Albrecht begann jedoch kurz darauf, gegen die Kurfürsten einen Krieg zu führen, aus dem er siegreich hervorging. Dies war eine schwere Niederlage für Erzbischof Gerhard II., der sein Erzbistum durch die Fehden zudem mit schweren Schulden belastet hatte. Gerhard II., unter dessen Pontifikat das Mainzer Rad ins erzbischöfliche Wappen kam, starb 1305.

### Der Reichspolitiker: Erzbischof Peter von Aspelt

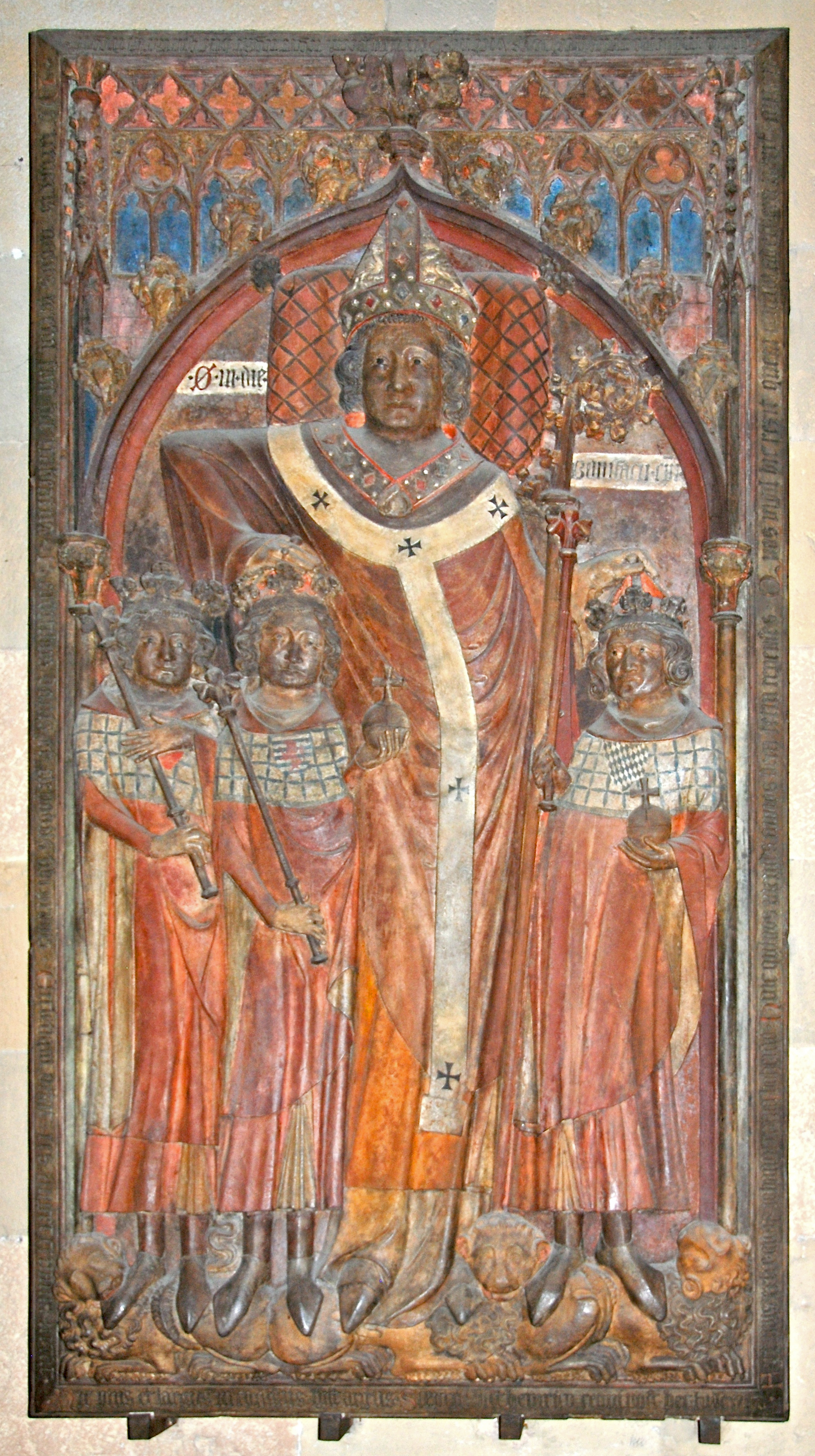
Grabdenkmal Peter von Aspelts im Mainzer Dom

Auch Peter von Aspelt (1305–1320), einer der bedeutendsten Mainzer Erzbischöfe des Mittelalters, wurde wiederum gegen den Willen des Domkapitels vom Papst ernannt. Der Papst – Klemens V. – stützte sich dabei auf eine Verfügung Bonifaz’ VIII., der sich die Besetzung des Mainzer Erzbistums vorbehalten hatte. Peter von Aspelt erwies sich als hervorragender Politiker in unruhigen Zeiten. Zusammen mit dem Haus Luxemburg, dessen Spross Heinrich VII. er zur Königskrone verhalf, entwickelte er sich zu einem Hoffnungsträger für stabile Zustände im Reich. Nachdem er den Luxemburger Johann auf den böhmischen Königsthron gehoben hatte, erhielt er von diesem reiche Geschenke, mit denen er die ruinierten Finanzen seines Erzbistums sanieren konnte. Seine Landesherrschaft sicherte er durch die Rückgewinnung der wichtigen Zollburgen von Oberlahnstein und Ehrenfels. Nach Heinrichs plötzlichem Tod 1313 aber brachen im Reich die alten Konflikte und Kriege wieder aus. 1314 kam es zu einer Doppelwahl, die weitere Verheerungen auslöste und auch das Erzbistum Mainz und das Erzstift betraf. Es war der letzte Kampf zwischen Imperium und Sacerdotium, der 1356 mit der Goldenen Bulle endete. Die Königswahl war danach von der Gewalt des Papstes unabhängig.

### Unruhige Verhältnisse im 14. Jahrhundert
Nicht nur in reichspolitischer Hinsicht, sondern auch in Bezug auf die Verhältnisse in Erzbistum und Erzstift war das 14. Jahrhundert wie auch das folgende eine höchst unruhige Zeit. Der Streit zwischen Papst Johannes XXII. (1316–1334) und Kaiser Ludwig dem Bayern (1314–1347) fand auch in der Diözese des wichtigsten Reichsfürsten seinen Niederschlag. Da traf es sich gut, dass der neue Erzbischof Matthias von Buchegg (1321–1328) ein gutes Verhältnis zu seinem Trierer Amtsbruder Balduin von Luxemburg pflegte, obwohl Matthias statt des eigentlich gewählten Balduin durch päpstliche Ernennung in sein hohes Amt gekommen war. Unter dem Einfluss des Trierers hing Matthias von Buchegg einer eher bedächtigen und verdeckten Reichspolitik an und bezog in der heftigen Auseinandersetzung keine klare Position. Diese aber wurde von Papst Johannes XXII. aus Dankbarkeit für die Ernennung eingefordert. Außerdem setzte der Papst den Mainzer Oberhirten durch die Einforderung von immensen Servitiengeldern unter Druck. Servitien waren Gelder, die ein Bischof für päpstliche Ernennung bzw. Bestätigung an die Kurie – damals in Avignon – zu entrichten hatte. Da Matthias die Mittel nur schwer oder gar nicht aufbringen konnte, erwartete der Papst zumindest politische Unterstützung durch den wichtigsten Reichsfürsten. Diese blieb aber weitgehend aus. Innerhalb seines Bistums war sein Pontifikat vom Emanzipationsstreben der Bürgerschaft und schweren Auseinandersetzungen zwischen Bürgern und Klerus geprägt. Matthias gelang es, seine Person aus den Streitigkeiten herauszuhalten, indem er den Bürgern in Erfurt und Mainz weitere Privilegien gewährte. Dies änderte jedoch nichts an dem grundsätzlichen Konflikt, der in den folgenden Jahrzehnten immer gravierender wurde. Als Territorialpolitiker verfolgte Matthias einen offensiven Kurs. Wie fast alle seine Vorgänger im 13. und 14. Jahrhundert ließ er sich auf schwere Fehden mit der Landgrafschaft Hessen ein, die letztendlich in einer Niederlage endeten. Die Landgrafschaft Hessen lag zwischen den kurmainzischen Gebieten am Rhein und der Wetterau und der Stadt Erfurt, die mit ihrer Umgebung ebenfalls zum Erzstift gehörte (→ Erfurter Staat). Die Mainzer Kirchenfürsten wollten ein zusammenhängendes Territorium schaffen, weswegen sie die Landgrafschaft beanspruchten. In diesem Bestreben hatten sie jedoch nie Erfolg.

#### Schisma von 1328
Nach dem Tod von Erzbischof Matthias von Buchegg im September des Jahres 1328 brachen die Machtkämpfe zwischen Papst und Domkapitel um die Besetzung der Erzstuhls erneut aus. Die Domkapitulare ließen sich von jedem Gewählten in einer Wahlkapitulation umfangreiche Rechte gewähren. In der päpstlichen Einsetzungspolitik erblickten sie eine natürliche Bedrohung für diese Vorgehensweise. Demonstrativ wählten die Mainzer Kapitulare daher wie schon 1320 den Trierer Erzbischof Balduin von Luxemburg zum neuen Erzbischof. Der Papst versagte seine Anerkennung und ernannte noch 1328 Heinrich III. von Virneburg zum neuen Erzbischof. Da Balduin entgegen seiner Haltung im Jahr 1320 keine Anstalten machte auf das Amt zu verzichten, bestand ab diesem Zeitpunkt ein Schisma. Bei den anschließenden militärischen Auseinandersetzungen im so genannten Mainzer Bistumsstreit konnte sich Balduin auf seine trierischen Besitztümer sowie auf fast alle Domkapitulare stützen. Heinrich III. dagegen gewann die Mainzer Bürgerschaft durch Anerkennung ihrer Privilegien für seine Seite. Zwischen dem Domkapitel und der Bürgerschaft brach daher 1329 eine Revolte aus, bei der nicht nur die Klöster und Stifte St. Alban, St. Jakob und St. Viktor zerstört, sondern auch fast der ganze Klerus aus der Stadt getrieben wurde. Davon unbeeindruckt versuchte Balduin weiter, den Widerstand in der Stadt zu brechen. Er ließ die Stadt einschließen und baute die Städte Eltville und Flörsheim am Main zu Festungen aus, um von dort aus die Handelsrouten der Mainzer zu blockieren. Die Burg in Eltville wurde anschließend für 200 Jahre bevorzugte Residenz der Mainzer Erzbischöfe. Bis heute trägt die Stadt das Mainzer Rad im Wappen.
Als Balduin sich auch noch mit dem deutschen König Ludwig dem Bayern verbündete, der über die Stadt wegen der Zerstörungen die Reichsacht verhängte und dem Luxemburger außerdem erlaubte, die Stadt Frankfurt zu befestigen, gaben die Mainzer auf und suchten 1332 einen Vergleich mit Balduin und dem König. Der Trierer hatte sich durchgesetzt. Doch Heinrich III. von Virneburg, im Reich längst isoliert, beharrte weiter auf seinem Anspruch und konnte sich auch der päpstlichen Unterstützung sicher sein. Der Nachfolger Johannes’ XXII., Benedikt XII. (1335–1342) exkommunizierte schließlich den Trierer Erzbischof und Administrator von Mainz und mit ihm gleich das ganze Domkapitel. Außerdem verhängte er über das ganze Erzbistum das Interdikt.
Diese Maßnahmen ließen Balduin von Luxemburg zu einem Einlenken bereit werden. Er erklärte am 12. November 1336 seinen Verzicht auf den Heiligen Stuhl von Mainz. Die Kurie in Avignon zeigte sich damit zufrieden und wollte die Krise durch Gesandte endgültig beilegen. Deren offenbar zu herrisches Auftreten ließ den Konflikt jedoch aufflackern und führte zu einer antipäpstlichen Stimmung in Stadt und Erzbistum. In dieser Situation vollzog Heinrich III. von Virneburg eine politische Kehrtwende und leistete Ludwig dem Bayern am 29. Juni 1337 den Treueid. Um auch die Anerkennung des Mainzer Domkapitels zu erreichen, musste der Erzbischof diesem jedoch hohe Zugeständnisse machen, was die Kapitulare zu den eigentlichen Gewinnern des Mainzer Bistumsstreites machte. Erzbischof Heinrich III. dagegen wurde wegen seines Seitenwechsels von Papst Benedikt XII. suspendiert und exkommuniziert, übte sein Amt jedoch trotzdem weiter aus.

#### Abspaltung der Suffraganbistümer Prag und Olmütz
Heinrich III. versuchte ab Februar 1338, im Streit zwischen Ludwig dem Bayern und dem Papst zu vermitteln. Alle Kompromissvorschläge wurden jedoch von der Kurie zurückgewiesen. Dies führte zu einer antikurialen Politik im Reich, die schließlich im Rhenser Kurverein vom 16. Juli 1338 gipfelte. Die Kurfürsten beschlossen, dass der gewählte König keiner päpstlichen Bestätigung bedürfe, um seine Rechte auszuüben. Dies setzte dem päpstlichen Hoheitsanspruch auf die Königskrone ein Ende und steigerte die Bedeutung des Kurfürstenkollegiums ganz erheblich, insbesondere die des Mainzer Kurfürsten, der bei der Wahl eine besondere Rolle innehatte. Er berief die Wahl ein und gab seine Stimme 1356 als Letzter ab, so dass ihm bei Gleichstand die Entscheidung zukam. Das bedeutete auch, dass der Krönungsakt an sich an offizieller Bedeutung verlor, und somit den Einfluss des Kölner Erzbischofs und Kurfürsten schwächte, der seit je her der größte Rivale der Mainzer Kurfürsten im Ringen um die politische Macht im Reich gewesen war. Dementsprechend zog sich der Kölner Erzbischof Walram auch alsbald aus dem Kurverein zurück.
Der Kurverein bedeutete eine Stärkung des weiterhin vom Papst nicht anerkannten Königs Ludwig und hätte zu stabilen Verhältnissen führen können, wenn Ludwig der Bayer nicht durch seine Hausmachtpolitik in einen Streit mit König Johann von Böhmen geraten wäre, der ein Spross des Hauses Luxemburg-Böhmen war. Die Kurie um den neuen Papst Klemens VI. (1342–1352) sah darin eine Gelegenheit, den ungeliebten Ludwig doch noch zu stürzen und baute den Sohn des böhmischen Königs, Karl von Mähren (1316–1378), zum Gegenkönig auf. Der Erzbischof von Trier, Balduin von Luxemburg, deutete dem Papst 1343 an, er wolle die Kurfürsten von einer neuen Königswahl überzeugen. Sein Widerpart Heinrich III. von Virneburg blieb indes treuer Gefolgsmann des Bayern. Karl von Mähren ersuchte daher den Papst, im Fall seiner Krönung zum böhmischen König nicht durch den (zuständigen) Mainzer Erzbischof, sondern durch den Bischof von Prag gekrönt werden zu dürfen. Klemens VI. gewährte ihm dies zunächst als Ausnahmefall. Doch nachdem 1343 durch den Papst erneut Anklage gegen den 1338 exkommunizierten Erzbischof erhoben worden war, nutzte Karl diesen Streit geschickt aus, um die Bistümer Prag und Olmütz aus der Mainzer Kirchenprovinz zu lösen. Am 30. April 1344 erhob Klemens VI. Prag zum Erzbistum mit Olmütz als Suffraganbistum. Der Prager Erzbischof erhielt zudem das Krönungsvorrecht für die böhmischen Könige.

#### Erneutes Schisma im Jahre 1346

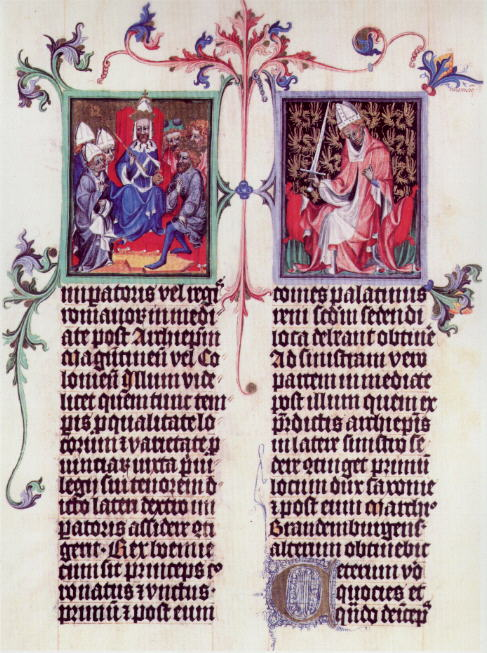
Goldene Bulle: Seite einer Abschrift aus dem Jahr 1400

Nachdem sich Heinrich III. auch nach der Abspaltung der östlichen Suffraganbistümer weiter einer erneuten Königswahl widersetzte, erklärte ihn der Papst am 7. April 1346 für abgesetzt und ernannte Gerlach von Nassau (1346–1371) zum neuen Erzbischof. Dieser wurde zwar vom Mainzer Domkapitel nicht akzeptiert, konnte aber dennoch die ihm zugedachte Aufgabe der Einberufung zur Königswahl erfüllen. Am 11. Juli 1346 trafen sich die Kurfürsten von Mainz, Köln, Trier, Sachsen und Böhmen in Rhens und wählten Karl von Mähren, jetzt Karl IV., zum neuen König. Karl IV. sagte Gerlach von Nassau zwar seine Unterstützung zu, erfüllte dieses Versprechen jedoch nur ungenügend, weswegen sich Gerlach nicht gegen Heinrich III. von Virneburg durchsetzen konnte. Auch nach dessen Tod konnte er sich noch nicht als Herr im Erzbistum fühlen, da vor allem der mächtige Dompropst Kuno II. von Falkenstein gegen ihn opponierte. Erst 1354 kam zwischen den beiden ein Friedensvertrag zustande, was dem Nassauer endgültig das Erzbistum sicherte. Während seines Pontifikats hatte er als Reichspolitiker großen Anteil am Erlass der Goldenen Bulle (1356), die die Königswahl und die Rechte der nunmehr auf sieben festgelegten Zahl der Kurfürsten abschließend regelte. Danach blieb dem Mainzer Kurfürsten das Recht, zur Wahl einzuladen und diese zu leiten. Wahlort war Frankfurt am Main, das zum Erzbistum Mainz gehörte. Zudem bestätigte das Reichsgesetz die Beschlüsse des Rhenser Kurvereins, wonach der mit Stimmenmehrheit Gewählte sofort seine Königsrechte ausüben durfte. Die Goldene Bulle bedeutete für Mainz eine äußerst starke Position im Verfassungsgefüge des Reiches. Sie blieb bis zum Ende des Heiligen Römischen Reiches Deutscher Nation 1806 in Kraft.

#### Großes Abendländisches Schisma
Erzbischof Gerlach folgte 1371 Johann von Luxemburg-Ligny (1371–1373), dessen Pontifikat ohne jede Bedeutung blieb. Das Domkapitel wählte anschließend Adolf I. von Nassau (1373–1390) zum neuen Erzbischof. Die notwendige Bestätigung der Wahl durch Papst Gregor XI. (1370–1378) wurde jedoch von Kaiser Karl IV. aus politischen Gründen hintertrieben. Stattdessen erreichte der Kaiser, dass der Papst den Bamberger Bischof Ludwig von Meißen (1374–1381) zum neuen Erzbischof berief. Dies wurde jedoch vom Domkapitel nicht hingenommen. Wieder war ein Schisma die Folge, in dessen Verlauf es zu kriegerischen Auseinandersetzungen zwischen den beiden Kandidaten um die Besitzungen des Erzstifts kam. Adolf I. behielt in den Kämpfen die Oberhand. Trotzdem blieb Ludwig von Meißen der von Papst und Kaiser anerkannte Erzbischof und nahm als solcher auch an Wahl und Krönung Wenzels zum König im Jahr 1376 teil. Bis 1378 änderte sich nichts an dieser Situation. Dann aber, im April des Jahres, wählten die Kardinäle – nun wieder in Rom, das „Exil von Avignon“ hatte Gregor XI. 1376 beendet – Urban VI. (1378–1389) zum neuen Papst. Dessen Amtsführung ließ die Kardinäle aber bald von ihm abrücken. Sie erklärten die Wahl für ungültig und wählten am 20. September 1378 Robert von Genf, der als Klemens VII. (1378–1394) den Stuhl Petri bestieg. Die Folge dieser Doppelwahl war die Spaltung der gesamten abendländischen Kirche.
Die Spaltung wirkte sich auch auf das Mainzer Schisma aus. Das Domkapitel hatte den Fall Urban VI. zur Prüfung vorgelegt. Dieser war den Domkapitularen zunächst zugeneigt und bestätigte Adolf I. als Erzbischof. Doch Wenzel, nach dem Tode Karls IV. am 29. November 1378 Herrscher des Reiches, beharrte auf Ludwig von Meißen. Wenzel war der wichtigste Verbündete Urbans VI., daher nahm der Papst die Bestätigung Adolfs I. auf Forderung des Königs zurück. Adolf I. und seine Verbündeten erkannten daraufhin Klemens VII. als rechtmäßigen Papst an, der die Chance, einen mächtigen Verbündete im Reich zu gewinnen gerne annahm und Adolf I. zum rechtmäßigen Inhaber des Heiligen Stuhls von Mainz erklärte. Beide Kandidaten beharrten in der Folge auf ihre Ansprüche. Erst 1381 kam es zur Einigung zwischen König Wenzel und Adolf I. von Nassau. Der Nassauer erkannte Urban VI. an und wurde nun mit königlicher und päpstlicher Bestätigung Erzbischof von Mainz. Ludwig von Meißen wurde mit dem Erzbistum Magdeburg abgefunden. Damit war das letzte längere Schisma der Mainzer Kirche beendet.
Bis zu seinem Tod am 6. Februar 1390 regierte Adolf I. von Nassau nun unumstritten. Sein Pontifikat war vor allem von Bemühungen geprägt, in den unruhigen und unsicheren Zeiten Sicherheit und Frieden zu schaffen. Noch im selben Monat, am 27. Februar 1390, wählte das aus 28 Kapitularen bestehende Domkapitel Konrad II. von Weinsberg (1390–1396) zum neuen Erzbischof. Den Ausschlag für seine Wahl gab die Tatsache, dass er in der Frage des Papst-Schismas auf der römischen Seite stehen würde. Er wurde daher von Papst Bonifaz IX. (1389–1404) auch sofort bestätigt. Konrad II. bemühte sich, den Landfrieden am Rhein und Umgebung zu halten und schloss 1392 ein Bündnis mit Worms, Speyer und Frankfurt. Als wenig glücklich erwies sich die Unterstützung des Landgrafen von Hessen bei dessen Erhebung in den Reichsfürstenstand. Die Landgrafschaft Hessen war etliche Jahrhunderte in der mitteldeutschen Territorialpolitik der große Rivale der Mainzer Kurfürsten gewesen. Durch die Erhebung in den neuen Stand wurde es noch mächtiger und lief den Mainzern bald den Rang ab. Im Oktober 1395 beteiligte Konrad sich am Kurfürstentreffen in Boppard, bei dem die vier rheinischen Kurfürsten die Wahl eines Gegenkönigs zum als zunehmend unwürdig empfundenen Wenzel erwogen. Der Erzbischof starb nach kurzem und ansonsten wenig bedeutendem Pontifikat am 20. Oktober 1396.

### 15. Jahrhundert
Die Nachfolge des Erzbischofs strebte Johann von Nassau-Wiesbaden-Idstein (1397–1419) an, der schon 1390 Ansprüche angemeldet hatte. Er sicherte sich die Unterstützung des Pfalzgrafen Ruprecht II. und der Mainzer Bürger, die seit der Verleihung der Freiheitsprivilegien 1244 beharrlich die Erweiterung ihrer Rechte verfolgten. Das Domkapitel entschied jedoch nicht zu seinen Gunsten, sondern wählte den Neffen des Kölner Erzbischofs, Jofrid von Leiningen, zum neuen Oberhirten. Gegen die Wahl legte Johann II. von Nassau Protest bei Papst Bonifaz IX. ein. Dieser gab dem Anliegen des Nassauers statt und ernannte ihn am 24. Januar 1397 zum neuen Erzbischof. Unterstützt von den sechs übrigen Kurfürsten konnte Johann II. seinen Anspruch sofort durchsetzen und das Erzbistum in Besitz nehmen.
Wie bereits beschrieben, hatten die rheinischen Kurfürsten die Politik König Wenzels schon vor der Amtszeit Johanns II. argwöhnisch verfolgt. Wenzel beabsichtigte, den Schwerpunkt des Reiches in Richtung Osten zu verlagern, was nicht im Sinne der rheinischen Kurfürsten sein konnte. Sie schlossen sich 1399 erneut zum Kurverein zusammen und erklärten Wenzel am 20. August 1400 für abgesetzt. An seiner Stelle wählten sie einen Tag später in Rhens Ruprecht III. von der Pfalz (nun Ruprecht I.) zum neuen König. Obwohl er Anhänger der römischen Obödienz war – das abendländische Schisma dauerte noch immer an – zögerte Bonifaz IX. seine Anerkennung hinaus. Noch während dieser Zeit gerieten Johann II. und Ruprecht III. in Dissens. Dieser Streit wirkte sich später auch auf die Kirchenpolitik aus.
1409 unternahmen Kardinäle beider Obödienzen einen Lösungsversuch zur Beilegung des Schismas. Sie beriefen das Konzil von Pisa ein, das sowohl den Papst in Avignon als auch den in Rom für abgesetzt erklärte und stattdessen Alexander V. (1409–1410) zum neuen Papst wählte. Eine Beilegung dieser Krise des Papsttums und der abendländischen Kirche brachte die jedoch nicht: Statt zweier Obödienzen gab es nun deren drei. Weil Ruprecht fest zu Rom hielt, stellte sich Johann II. auf die Seite der Pisaner Obödienz, weswegen er von Papst Alexander zum „geborenen Legaten mit voller Machtbefugnis“ ernannt wurde, ein früher den Patriarchen des Ostens vorbehaltener Titel. Der für abgesetzt erklärte römische Papst Gregor XII. (1406–1415) erklärte die Anhänger des Pisaner Papstes Alexander für schismatisch und veranlasste König Ruprecht I., die Anhänger Alexanders durch romtreue Prälaten zu ersetzen. Als Nachfolger Johanns II. als Erzbischof von Mainz bestimmte Gregor XII. Matthäus von Krakau, den er zum Apostolischen Legaten ernannte. Einen Teil seiner Gewalt übertrug Matthäus sogleich auf den Bischof von Verden, der Johann II. 1410 für abgesetzt erklärte.
Weitaus gefährlicher für Johann und die Einheit des Erzstifts war jedoch, dass der Landgraf von Hessen, Hermann II. (1376–1413) ebenfalls Anhänger Gregors XII. war. Hermann II. sah in der Auseinandersetzung um den rechtmäßigen Papst seine Chance gekommen, den schon zwei Jahrhunderte andauernden Streit um die territoriale Vorherrschaft für das Haus Hessen zu entscheiden. Gregor XII. gestattete Hermann II., Hessen aus dem Mainzer Jurisdiktionsbereich zu lösen, indem er ihm erlaubte, die kirchlichen Stellen in seinen Ländereien selbst zu besetzen. Zwar konnte Hermann keinen endgültigen Erfolg erzielen, der erste Schritt für eine Landeskirche war jedoch getan. Im 16. Jahrhundert erreichten die Hessen ihr Ziel.

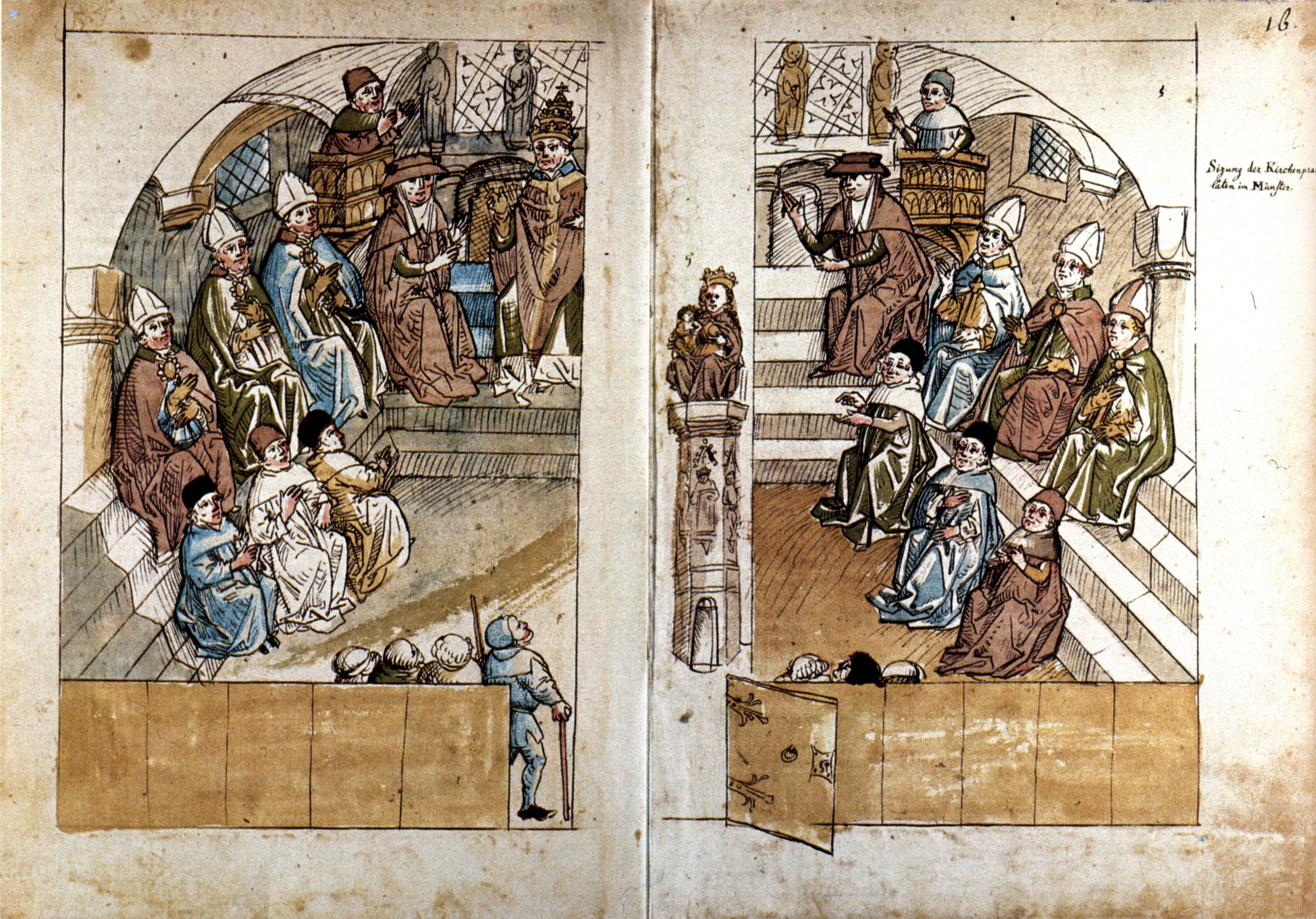
Konzilssitzung in Konstanz

Nach dem Tod König Ruprechts am 18. Mai 1410 kam es unter dem zerrissenen Kurkollegium erneut zu einer Doppelwahl. Der Kandidat des Mainzer und des Kölner Kurfürsten starb jedoch kurz darauf, weswegen sie sich ebenfalls für den Kandidaten der Trierer und der Kurpfälzer, Sigismund (1411–1437) entschieden. Diesem gelang es, nach langwierigen Verhandlungen 1414 das Konzil von Konstanz einzuberufen. Auch Erzbischof Johann II. nahm an ihm teil. Das Konzil sollte das abendländische Schisma beenden. Die drei Päpste wurden schließlich abgesetzt und der Italiener Oddo di Calonna zum neuen Papst gewählt, der als Martin V. (1417–1431) den Thron bestieg.
Erzbischof Johann II. starb 1419. Zu seinen letzten Amtshandlungen gehörte die Abwicklung der einst berühmten und nun durch Zerstörungen und wirtschaftliche Notlagen schwer angeschlagenen Abtei St. Alban, aus der ein ritterliches Kollegiatstift wurde.

#### Konflikte
In den Folgejahren war auch das Bistum von den Widerständen zwischen Klerus und aufstrebendem Bürgertum in der Bischofsstadt betroffen. Die Freie Stadt Mainz steuerte auf die finale Auseinandersetzung zu, an deren Ende die Niederlage des Bürgertums und das Ende der Freien Stadt stand. Johanns Nachfolger wurde bezeichnenderweise nicht in der Stadt, sondern auf der Burg Ehrenfels gewählt, wo sich das Domkapitel für Konrad III. von Dhaun (1419–1434) entschied. Konrad III. beteiligte sich zunächst nicht an dem von Martin V. ausgerufenen Kreuzzug gegen Wiclifiten und Hussiten, sondern kümmerte sich um die Stabilität des Reiches. Das ihm dafür 1422 verliehene Reichsvikariat musste er jedoch bald wieder niederlegen, um die Unterstützung der anderen geistlichen Kurfürsten nicht zu verlieren. Deren Rückendeckung brauchte er, weil sich erneut ein Krieg mit Hessen abzeichnete. 1425 brach er offen aus. 
 Die Schlacht bei Großenenglis führte schließlich zum Frieden von Frankfurt, der am 6. Dezember 1427 geschlossen wurde. Er besiegelte der Ende der kurmainzischen Vorherrschaft in Hessen und führte zu einer Trennung von landesherrlicher und geistlicher Gewalt. Dies hatte später in der Reformation weitreichende Folgen.
Im andauernden Konflikt mit den Bürgern seiner Bischofsstadt ging Konrad III. zunächst vorsichtig vor. Er bestätigte den Bürgern ihre Privilegien, konnte damit die sozialen Unruhen in der Stadt aber nicht beenden, da nun auch unter den Bürgern selber gestrittenen wurde. Die unterprivilegierten Zünfte kämpften mit den Patriziern um mehr Einfluss bei der Verwaltung der Stadt. Konrad III. schaffte 1430 einen vorläufigen Friedensschluss, dem 1433 ein so heftiger Konflikt zwischen den Bürgern und den Geistlichen folgte, dass der Klerus die Stadt verließ. Die seelsorgerliche Versorgung der Stadt kam damit zum Erliegen, Erzbischof Konrad III. verhängte außerdem die Exkommunikation über die Stadt. Kurz darauf starb er. Sein Nachfolger wurde Dietrich Schenk von Erbach (1434–1459), den die Domkapitulare in Bingen wählten. Seine Wahlkapitulation lässt erkennen, dass das Domkapitel nicht mehr wie in den Jahrzehnten zuvor immer weitergehende Rechte an der Leitung des Bistums und des Erzstifts beanspruchte. Dietrichs Amtszeit, die ein Vierteljahrhundert andauerte, war vor allem von den Konflikten in seiner Bischofsstadt, den Fehden mit den Landgrafen von Hessen und kirchlichen Krisen geprägt. Die Geistlichen der Stadt hatten sich schon vor der Wahl an das Konzil von Basel gewandt, wo 1435 ein Kompromiss zwischen den Mainzer Bürgern und dem Klerus erreicht werden konnte. Dieses Konzil, ein Ergebnis des in Konstanz entstandenen Konziliarismus, war aber zugleich Auslöser für innerkirchliche Krisen, die sich vor allem an päpstlichen Finanzansprüchen gegenüber den geistlichen Fürsten entzündeten. Auf Provinzialsynoden in Mainz und Aschaffenburg wurde der Ruf nach umfassenden Reformen in der Kirche immer lauter. Erzbischof Dietrich wirkte auf diese Bestrebungen mäßigend ein.

#### Mainzer Stiftsfehde
Nach dem Tod Dietrichs kam es im Juni 1459 zur Bischofswahl. Das Domkapitel musste sich zwischen dem Nassauer Grafen Adolf II. und dem Domkustos Diether von Isenburg entscheiden und votierte schließlich mit knapper Mehrheit für den Isenburger. Dieser hatte sogleich das so genannte antipfälzische Bündnis zu beurkunden, zu dem es schon 1458 aufgrund eines Streits mit dem Pfalzgrafen Friedrich dem Siegreichen gekommen war. Diether schmiedete sogleich ein Bündnis und zog gegen den Pfalzgrafen zu Felde, verlor aber die Entscheidungsschlacht von Pfeddersheim im Juli 1460. Da Diether nur mühsam und gegen hohe Servitiengelder (20.000 fl) seine päpstliche Bestätigung erreichen konnte, opponierte er gegen die politischen, rechtlichen und finanziellen Anforderungen von Kaiser und Papst. Pius II. betrieb daraufhin seine Ersetzung durch den bei der Wahl 1459 unterlegenen Adolf von Nassau. Am 1. Oktober 1461 wurde Adolf inthronisiert. Da Diether von Isenburg nicht resignierte, bestand abermals ein Schisma, das beide Parteien militärisch zu lösen suchten. Das Ergebnis war die so genannte Mainzer Stiftsfehde. Diether gelang es, den Mainzer Stadtrat und den Pfalzgrafen auf seine Seite zu ziehen. Friedrich I. und seine Bündnispartner brachten den Verbündeten des Nassauers im Juni 1462 eine empfindliche Niederlage bei. Besiegt war Adolf dadurch jedoch nicht. Durch Verrat Mainzer Bürger gelang es ihm in der Nacht zum 28. Oktober 1462, die Stadt Mainz zu erobern. Er kassierte sogleich alle Privilegien der Bürger und unterwarf sie der Herrschaft eines vom Erzbischof einzusetzenden Vizedoms.
Die Stiftsfehde selbst konnte jedoch erst nach etlichen Vermittlungsversuchen im Oktober 1463 beigelegt werden. Diether verzichtete und wurde entsprechend abgefunden. Die Bündnisse der beiden Kontrahenten um den Erzstuhl waren jedoch mit Verschreibungen auf eigenen und erzstiftischen Besitz teuer erkauft worden. Etliche Burgen und Städte gingen in pfälzischen, hessischen und kurzzeitig auch sächsischen Besitz über. Die Schuldenregulierung blieb im Erzstift für die nächsten Jahre ein beherrschendes Thema.
Die weitere Regierungszeit Adolfs von Nassau war vor allem durch die Anlehnung an den Kaiser gezeichnet. Adolf zog sich aus der Regierung des Erzstifts weitgehend zurück und residierte am Hofe des Kaisers als dessen Kanzler. Am 6. September 1475 starb er in Eltville.

#### Zweite Amtszeit Diethers von Isenburg

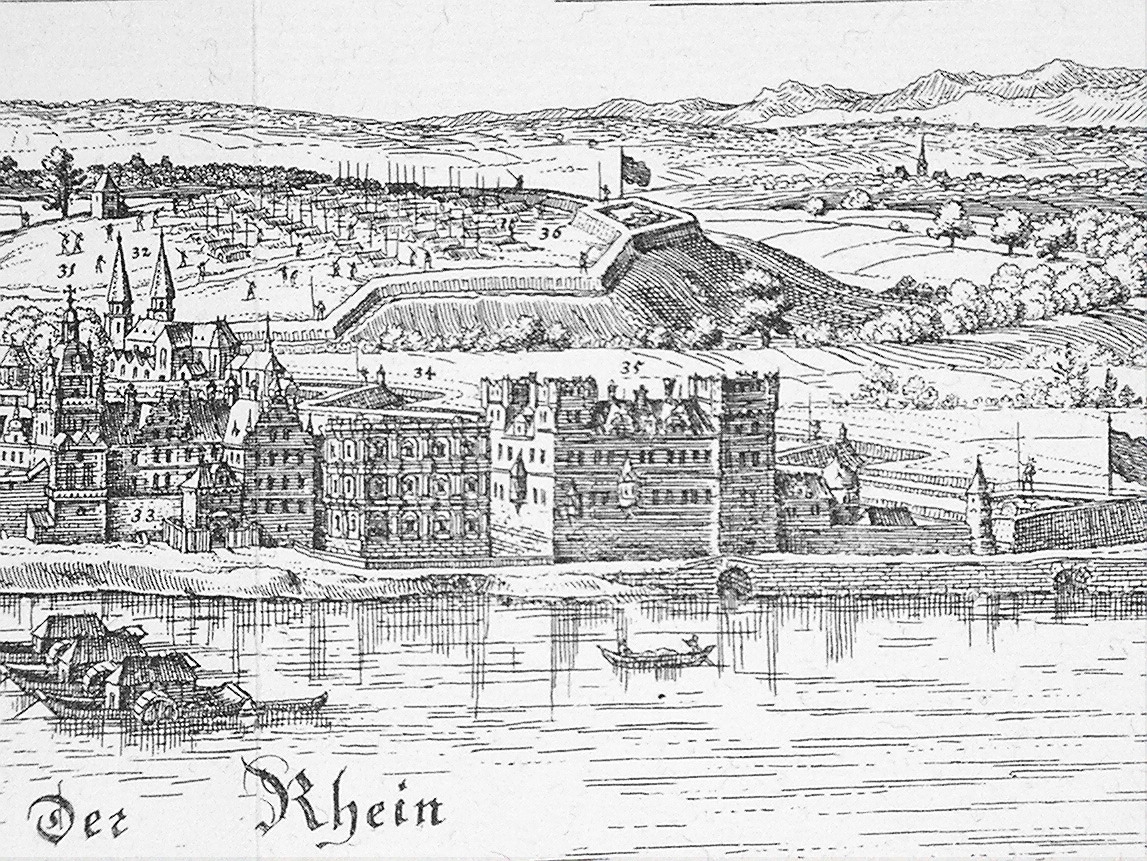
Die Martinsburg bildete mit dem später entstandenen Kurfürstlichen Schloss lange Zeit eine Einheit

Nach Adolfs Tod wählte das Domkapitel wie schon 1459 Diether von Isenburg (1475–1482) zum Erzbischof.
Zum Dank für diese Wahl musste der neue Erzbischof dem Domkapitel die Stadt Mainz abtreten, ein Zustand, der allerdings nur ein knappes Jahr andauerte, ehe ein Aufstand der Bürger die erzbischöfliche Herrschaft wiederherstellte. Diether errichtete eine Burg und machte Mainz zur erzbischöflichen Residenzstadt. Außerdem trieb er die Bemühungen um die Errichtung einer Universität in der Stadt erfolgreich voran. Am 1. Oktober 1477 wurde die Universität Mainz eröffnet. Um sein Territorium zusammenzuhalten und insbesondere um die Stadt Erfurt zu behalten, suchte Diether das Bündnis mit dem sächsischen Kurfürsten Ernst. Dessen Sohn Adalbert ließ er zum Koadjutor mit dem Recht der Nachfolge wählen. Nach Diethers Tod wurde der damals erst 18-jährige Adalbert in Mainz inthronisiert. Ihm zur Seite stand eine Regierung, deren „starker Mann“ Berthold von Henneberg den Konflikt um Erfurt im Frieden von Amorbach lösen konnte. Nachdem Adalbert 1484 plötzlich gestorben war, folgte ihm der Henneberger auf dem Mainzer Bischofsthron nach.

#### Berthold von Henneberg
Die Amtszeit Berthold von Hennebergs (1484–1504) fällt bereits in den Vorabend der Reformation. Die notwendigen innerkirchlichen Reformen, die die Konzilien von Konstanz (1414–1418) und Basel (1431–1449) angestoßen hatten, wurden auch unter dem neuen Papst Innozenz VIII. (1484–1492) nicht umgesetzt. Dagegen bemühte sich der neue Mainzer Erzbischof um eine Kirchenreform. Die Disziplinierung des Klerus und die Förderung der Volksfrömmigkeit gehörten dabei zu seinen hauptsächlichen Zielen. Außerdem arbeitete er auf ein neues Reichskonkordat hin, um die weithin kritisierten Mängel bei der kirchlichen Ämtervergabe und er päpstlichen Finanzpraxis zu beheben. Mit diesen Forderungen konnte sich Berthold jedoch letztendlich nicht durchsetzen.
Wie viele seiner Vorgänger war Berthold von Henneberg vor allem Reichspolitiker. Er nahm an der Wahl Maximilians I. teil, der dem Erzbischof nicht nur den Besitz der Stadt Mainz bestätigte (wie es bereits seit 1462 Praxis war), sondern ihn auch persönlich mit der Leitung der Reichskanzlei beauftragte. Die Reformanstrengungen des Erzbischofs lagen auf der Überwindung des territorialen Partikularismus. Berthold trat für eine Änderung der Verfassung ein, die die Fürsten und Reichsstände an den Reichs- und Regierungsorganen beteiligen sollte. Das Kaiserhaus trat dagegen für die Schaffung einer starken Zentralgewalt ein.
Gegen den durch militärische Niederlagen geschwächten Maximilian schien sich Berthold zunächst durchsetzen zu können. 1500 entstand ein erstes Reichsregiment, in dem der König nur noch den Ehrenvorrang innehatte. Maximilian verweigerte aber deshalb seine Zusammenarbeit, wodurch das Regiment wirkungslos blieb. 1502 hob er es wieder auf. Berthold von Henneberg war mit seinen Plänen gescheitert. Dies führte zu einer politischen Isolation des Mainzer Erzbischofs, die auch seine Nachfolger nicht überwinden konnten. Das Ausbleiben der nötigen Reformen auf Reichs- und Kirchenebene ebnete schließlich der Reformation den Weg.

## Reformation

### Beginn der Reformation

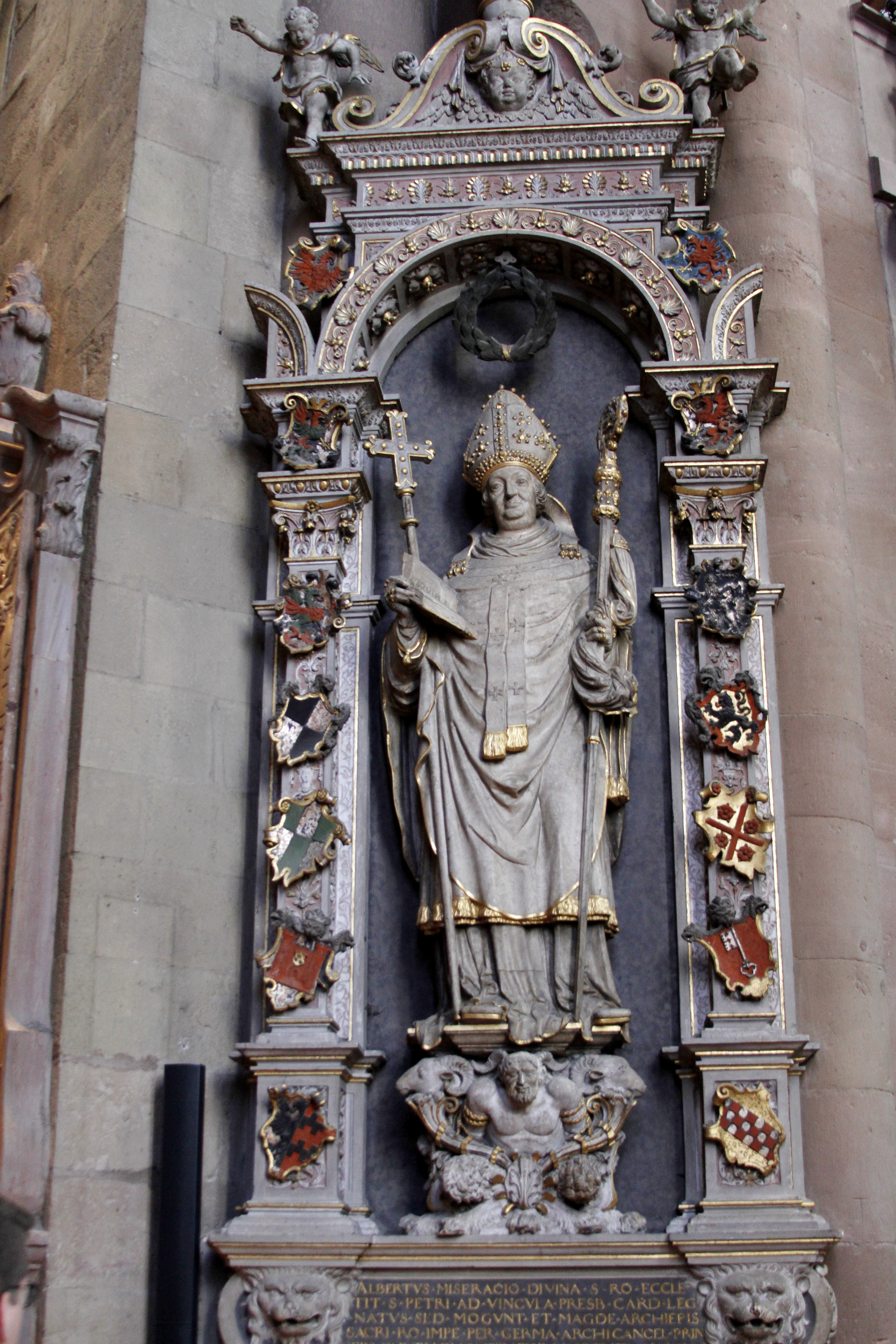
Grabdenkmal Albrechts von Brandenburg im Mainzer Dom

Die Nachfolger Bertholds, Jakob von Liebenstein (1504–1508) und Uriel von Gemmingen (1508–1514) blieben ohne Bedeutung. Zum Nachfolger Uriels wählte das Domkapitel 1514 Albrecht von Brandenburg. Albrecht war zu diesem Zeitpunkt bereits Erzbischof von Magdeburg und Administrator von Halberstadt. Für jede dieser Ernennungen hatte Albrecht hohe Servitiengelder an Rom zu entrichten, um seine Bestätigung durch den Papst zu erreichen. Albrecht musste hohe Kredite aufnehmen, zu deren Tilgung er mit päpstlicher Zustimmung durch den Dominikanerpater Johann Tetzel Ablassbriefe verkaufen ließ. Gegen diese Praxis erhob der Wittenberger Theologieprofessor Martin Luther Einspruch und schickte Albrecht, in dessen Brandenburger Sprengel Wittenberg lag, einen Brief, in dem er in 95 Thesen zum Ablass und seiner gegenwärtigen Praxis Stellung nahm. Dieser eigentlich nicht ungewöhnliche Vorgang löste in Kirche und Reich die Reformation aus. Zu lange hatten sich beide notwendigen Reformen verschlossen. Was zunächst als innerkirchliche Reformbewegung begann, endete 1521 mit dem Kirchenbann Luthers und der Spaltung der Christenheit.

### Auswirkungen der Reformation auf das Erzbistum
Die Reformation fasste bald auch in Mainz Fuß. Professoren der Universität und Vikare am Dom schlossen sich der neuen Lehre an. Aus Basel kamen die Prediger Wolfgang Fabricius Capito und Kaspar Hedio als Domprediger nach Mainz. Capito wurde von Albrecht in dessen Rat berufen, Hedio erhielt bald eine Stelle als Dozent an der Mainzer Universität. Beide setzten darauf, den humanistisch gebildeten Albrecht auf die Seite der Reformation zu ziehen. Doch die Ereignisse auf Reichsebene veränderten die Situation und die Einstellung des Erzbischofs.

#### Pfaffenkrieg und Verlust Hessens
Der einflussreiche Franz von Sickingen, ein reichsfreier Ministeriale und Unterstützer der Reformation, zettelte 1522 den so genannten „Pfaffenkrieg“ an, als er versuchte, dem Trierer Kurfürsten Richard von Greiffenklau zu Vollrads das trierische Erzstift zu entreißen. Der Kurfürst konnte sich des Angriffs mit Hilfe seiner Verbündeten, dem Pfalzgrafen Ludwig V. und dem hessischen Landgrafen Philipp I., erwehren. Kurfürst Albrecht unterstützte die verbündeten Fürsten nicht und musste dafür mit 25.000 Gulden Abbitte leisten. Aus der Auseinandersetzung ging der hessische Landgraf gestärkt hervor. Dies und die Reformation gaben ihm nun die Gelegenheit, dem Mainzer Erzbischof nach der in der Vergangenheit schon errungenen Landesherrschaft auch die kirchliche Jurisdiktion in hessischen Gebieten zu entreißen. 1527 war die reformatorische hessische Landeskirche Wirklichkeit geworden.

#### Bauernkriege
Eine weitere Bedrohung für die bestehende Ordnung des Kurstaates waren die Aufstände während des Deutschen Bauernkriegs, die im Erzbistum im Februar 1525 begannen. Sie richteten sich vor allem gegen die adeligen Grundherrschaften und Steuerfreistellungen sowie die steuerlichen Privilegierungen einzelner Städte. Den Aufständischen gelang es im Mai 1525, den Statthalter des in Halle weilenden Albrecht, Bischof Wilhelm von Straßburg zur Annahme der Zwölf Artikel zu zwingen. Noch im selben Monat wurden sie jedoch von einem Fürstenheer vernichtend geschlagen. Die erzbischöfliche Gewalt wurde restauriert, die Privilegien der mit den Aufständischen paktierenden Städte und Regionen kassiert.

### Ablehnung der Reformation
Pfaffenkrieg und Bauernkrieg führten zunehmend zu einer Ablehnung der Reformation im Erzbistum. Antireformatorische Maßnahmen hatten jedoch schon früher eingesetzt. 1523 erließ Albrecht ein Dekret, gemäß den Beschlüssen des Nürnberger Reichstags stärker gegen die Reformation vorzugehen. 1524 wurden die ersten reformatorischen Prediger verhaftet. Im April 1525 wagten Mainzer Bürger den Aufstand gegen Privilegien der Geistlichkeit, mussten sich aber den im Deutschen Bauernkrieg siegreichen Fürsten unterwerfen und dem Erzbischof die Stadt überlassen. Die Episode beendete die Geschichte reformatorischer Bewegungen in Mainz. In anderen Bereichen des Erzbistums setzte sich die Reformation hingegen durch, vor allem in der Reichsstadt Frankfurt am Main, die 1533 die katholische Messe verbot. Erst nach dem Augsburger Interim 1548 gab Frankfurt die drei Stiftskirchen und einige Klöster in der Stadt an die katholische Kirche zurück.

### Katholische Reformbewegung
Die Reformation führte dazu, dass sich die jahrzehntealte Forderung nach einer Kirchenreform endlich durchsetzen konnte. Der Ablehnung der Reformation folgte so der Beginn einer katholischen Reform, sowohl im Erzbistum als auch in der Weltkirche.
Von besonderer Wichtigkeit erschien den führenden Geistlichen der damaligen Zeit eine Reform des Klerus und der Glaubenslehre. Albrecht, der – wie er einem päpstlichen Legaten klagte – nahezu alle seine Priester im Konkubinat befindlich wusste, gründete zur Klerusreform eigens eine Kommission, der auch der Mainzer Weihbischof Michael Helding angehörte. Helding war es auch, der als Domprediger von 1542 bis 1544 24 Predigten über das apostolische Glaubensbekenntnis, das Vater unser, das Ave Maria, die Zehn Gebote und die sieben Sakramente hielt, die 1551 als deutscher „Catechismus, das ist christliche Unterweißung“ erschienen. Helding gehörte neben dem Propst von St. Bartholomäus in Frankfurt und späteren Bischof von Hildesheim Valentin von Teutleben sowie dem Domprediger und späteren Bischof von Wien Friedrich Nausea zu den bedeutendsten Vertretern der katholischen Reform im Erzbistum Mainz, denen sich ab 1543 auch die ersten Jesuiten um Petrus Canisius anschlossen.
Die Reformbestrebungen auf der Ebene der Weltkirche führten 1544 zur Einberufung des Trienter Konzils durch Papst Paul III. (1534–1549). Die für März 1545 geplante Eröffnung zog sich bis zum 13. Dezember hin. Inzwischen war der Mainzer Erzbischof Albrecht gestorben. Zu seinem Nachfolger wählten die Domkapitulare den aus ihren Reihen stammenden Sebastian von Heusenstamm (1545–1555). Dieser stand sofort vor reichspolitischen Problemen, weswegen er den als einzigen deutschen Kleriker nach Trient entsandten Helding nach Mainz zurückrief.

### Weg zum Religionsfrieden

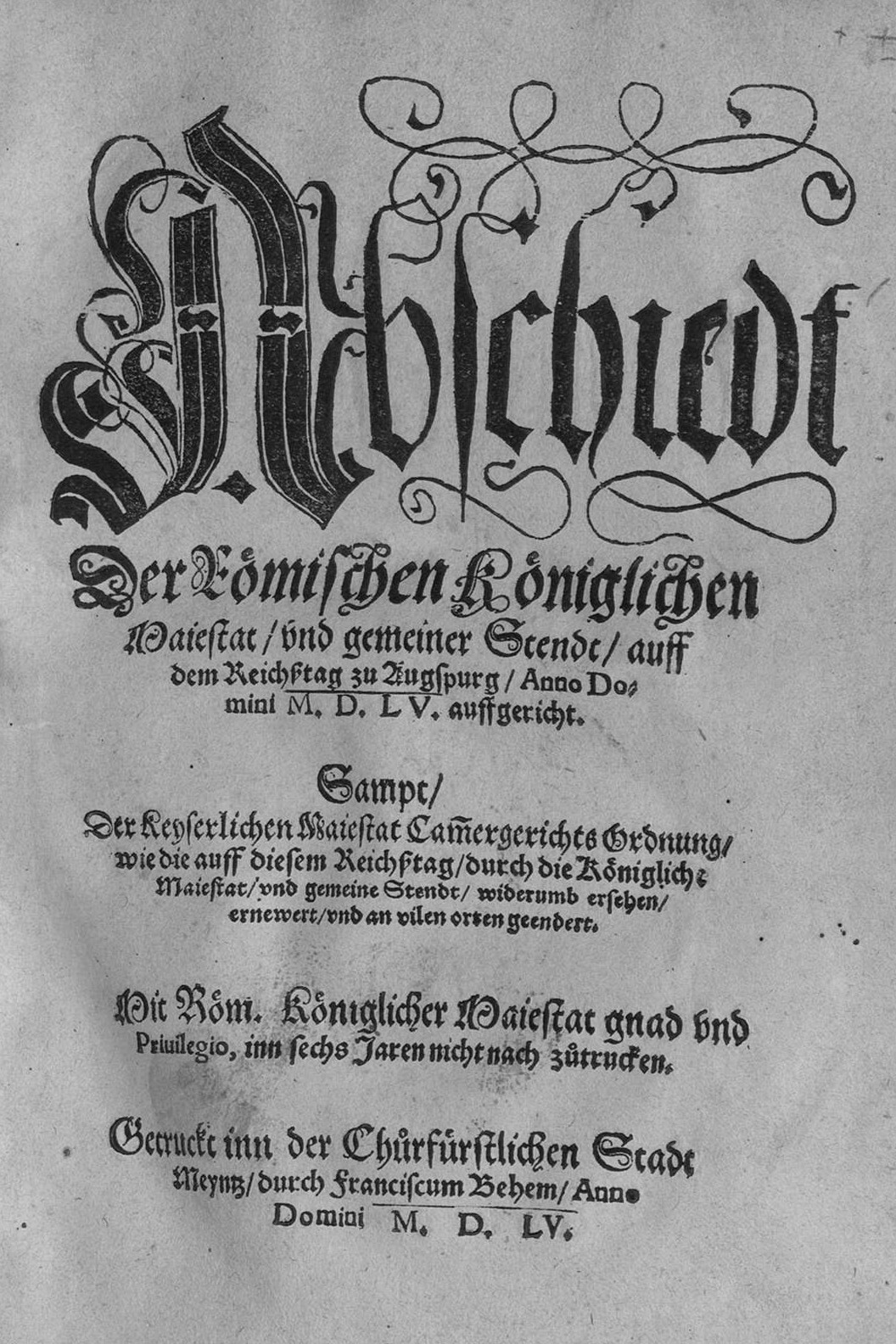
Abschrift des Augsburger Religionsfriedens, in Mainz gedruckt von Franz Behem

Die Reformation hatte das Reich in zwei Bekenntnisse gespalten und so die Reichseinheit erheblich gefährdet. Nach erfolglosen Bemühungen auf diplomatischer Ebene begann Kaiser Karl V. 1546 mit dem Krieg gegen den Schmalkaldischen Bund, in dem sich die protestantischen Reichsfürsten zusammengeschlossen hatten. Da sich Mainz in unmittelbarer Nachbarschaft zu protestantischen Fürstentümern befand, versuchte es, in dem Konflikt neutral zu bleiben, was sich aber als nachteilig erwies, da Hessen das Erzstift dennoch mit Krieg überzog und der Kaiser Kontributionszahlungen verlangte. Der Kaiser beabsichtigte, die Protestanten auf das Konzil von Trient zu zwingen, auf dem die Glaubenseinheit wiederhergestellt werden sollte. Bevor es dazu kommen konnte, hatte Paul III. das Konzil 1548 jedoch wieder aufgehoben. Karl V. ließ daraufhin von Theologen, unter denen sich auch Michael Helding befand, einen eigenständigen Religionskompromiss, das so genannte „Augsburger Interim“ ausarbeiten. Noch 1548 wurde es Reichsgesetz. Außerdem wies der Kaiser die Bischöfe an, Visitationen und Synoden in ihren Sprengeln abzuhalten. In Mainz begann sogleich eine größere Visitationstätigkeit, in deren Verlauf etliche evangelisch gewordene Gemeinden im Erzstift wieder rekonziliert wurden. Schwieriger war dies in den Gebieten, die nur kirchlich, nicht aber territorial zu Mainz gehörten, also alle Teile des Erzbistums außerhalb des Kurstaates. Dort verweigerten Hessen und Sachsen jede Visitationstätigkeit. Für das Restbistum kam jedoch ein umfangreicher Visitationsbericht zusammen, der die Grundlage für die Ausarbeitung der weiteren Reformbestrebungen bilden sollte. Er zeigte eine völlig veränderte Bistumsstruktur. 700 Pfarreien sowie 300 von 370 Klöstern hatte das Erzbistum im Laufe der Reformation bis dahin verloren. Erzbischof Sebastian von Heusenstamm reagierte und berief im September 1548 eine Diözesansynode ein, die praktische Wege zur Kirchenreform aufzeigen sollte. An der Synode nahmen auch inzwischen protestantisch gewordene Geistliche teil. Die Ergebnisse dieser Synode trachtete Sebastian auch auf der Ebene seiner Kirchenprovinz umzusetzen, weshalb er im Mai 1549 eine Provinzialsynode abhielt, zu der die Oberhirten der Suffragane geladen waren.
Karl V. hatte indes sein Ziel von der Wiederherstellung der Glaubenseinheit auf einem Konzil nicht aufgegeben. Er drängte Papst Julius III. (1549–1555), das Trienter Konzil wieder einzuberufen, was der Papst 1551 tat. Erzbischof Sebastian und die beiden anderen geistlichen Fürsten nahmen an den ersten Beratungen teil. Die protestantischen Fürsten weigerten sich jedoch weiterhin, das Konzil mit einer Delegation zu beschicken. Sie sahen in den kaiserlichen Bemühungen den Versuch, ihre Eigenständigkeit zugunsten einer Stärkung der Zentralgewalt einzuschränken. 1552 kam es zum Fürstenaufstand. Er führte schließlich zum Passauer Vertrag, der dem Augsburger Religionsfrieden vorausging. Die Protestanten wurden den Katholiken reichsrechtlich gleichgestellt.
Der Fürstenaufstand betraf das Erzstift zunächst nicht. Alsbald jedoch begann der den aufständischen Fürsten angehörige Albrecht Alcibiades von Brandenburg-Kulmbach, das Erzstift zu bekriegen. Seine Truppen überfielen Oppenheim, Worms, Speyer, Aschaffenburg und schließlich Mainz, wo er etliche Stifte plündern und niederbrennen ließ. Von diesem Schlag konnte sich Mainz lange nicht erholen, zudem warf Erzbischof Sebastian dem Kaiser, der zeitweise mit Albrecht Alcibiades paktiert hatte, vor, das Erzstift im Stich gelassen zu haben. Auch Sebastian befürwortete anschließend den Abschluss eines Reichsreligionsfriedens, der ihm als einzige Chance erschien, die geistlichen Stifte zu retten. Am 25. September 1555 wurde der Augsburger Religionsfriede geschlossen.

### Gegenreformation
Diesen Friedensschluss auf dem Augsburger Reichstag erlebte Sebastian von Heusenstamm allerdings nicht mehr. Der Tod des Erzbischofs brachte das Mainzer Domkapitel unter Druck. Kursachsen verlangte auf dem Reichstag die Führung der Reichskanzlei, der Pfalzgraf und der hessische Landgraf versuchten, den zum Protestantismus neigenden Reichard von Simmern als Nachfolger Sebastians durchzusetzen. Das Domkapitel entschied sich jedoch für Daniel Brendel von Homburg (1555–1582). Möglich, dass es durch diese Entscheidung seiner Protestantisierung entging. Das Pontifikat des Homburgers war entscheidend für die Vollendung der katholischen Reform und den Beginn der Gegenreformation. Wegen der Beschlüsse des Augsburger Religionsfriedens mussten sich dahingehende Aktionen jedoch auf das Gebiet des Erzstifts beschränken. Ein Großteil des Erzbistums unterstand der Landesherrschaft des protestantischen hessischen Landgrafen oder des calvinistischen Pfalzgrafen.
Dessen unbeschadet machte sich der neue Erzbischof an die vor ihm liegende Aufgabe. Dazu holte er zunächst die Jesuiten nach Mainz. Kontakte zu dem neuen Orden hatten bereits 1551 existiert. Der neue Erzbischof sandte Alumnen zur Ausbildung an jesuitische Kollegien in Rom und Köln und schuf die finanziellen Grundlagen für ein eigenes Kolleg in Mainz. Im März 1561 wurde ein offizieller Vertrag zwischen dem Erzbistum und dem Orden geschlossen. Im Oktober kamen die ersten Jesuiten nach Mainz und eröffneten eine Schule, auf der neben gymnasialem auch philosophischer und theologischer Unterricht stattfand. Erzbischof Daniel verfügte 1562 ihre Annahme als Hochschullehrer. 1568 wurde die Gründungsurkunde des neuen Jesuitenkollegs Mainz ausgefertigt. Dieses Kolleg war anschließend für zwei Jahrhunderte die wichtigste Ausbildungsstätte des Erzstifts. Erster Rektor der Niederlassung war von 1561 bis zu seinem Tod, Pater Lambert Auer (1533–1573). Den Jesuiten gelang es, das darniederliegende katholische Religionswesen wieder zu beleben. Die in Teilen der Bevölkerung vorherrschenden protestantischen Lehren verschwanden wieder.
Der zweite Schritt war die Durchsetzung der Reformdekrete des Konzils von Trient. Das nach dem Fürstenaufstand 1552 unterbrochene Konzil wurde durch den neuen Papst Pius IV. 1561 wieder aufgenommen. Die instabilen Verhältnisse zwischen den beiden Konfessionsgruppen ließen eine Teilnahme der geistlichen Fürsten von Mainz, Köln und Trier nicht zu. Erzbischof Daniel befürchtete, dass der Pfalzgraf Friedrich III. während seiner Abwesenheit seine Drohung wahrmachen könnte, das Erzstift zu säkularisieren. Auch hätten die Protestanten in einem Besuch des Konzils den Bruch des Religionsfriedens sehen können. Mit denselben Problemen war die Umsetzung der Dekrete des Tridentinums behaftet. Die zwangsweise Durchsetzung erschien dem Mainzer Kurfürsten nicht angebracht. Die Anwendung von Zwang hätte protestantische Tendenzen verstärken und die benachbarten Fürsten als Schutzmacht auf den Plan rufen können. Daniel setzte daher auf eine behutsame Umsetzung durch das Heranziehen eines reformwilligen Klerus’.
Der dritte Schritt war die Rekatholisierung vor allem des Eichsfelds und die Bewahrung der übriggebliebenen katholischen Stifte. Daniel gelang es 1572, das Mainzer Domkapitel auf das tridentinische Glaubensbekenntnis zu verpflichten, was damals im generell protestantisch geprägten deutschen Stiftsadel ein großer Erfolg war. Danach wendete er sich dem Eichsfeld zu, das damals einen beträchtlichen Teil des Erzstifts ausmachte, aber zum größten Teil protestantisiert war. Dazu reiste der Erzbischof 1574 dorthin und ersetzte die dortigen dem Protestantismus nahestehenden erzstiftischen Amtsträger durch ihm genehme Leute. Gewalt als Mittel der Bekehrung lehnte der Erzbischof ab, weswegen sich die Erfolge seiner Politik erst langfristig zeigten. Bestimmend für das Handeln Daniels waren nicht nur geistliche, sondern auch politische Motive. Ein protestantisches Eichsfeld hätte den territorialen Bestand des Erzstifts gefährdet. Von der Stabilität der geistlichen Territorien hing aber nicht zuletzt der Bestand der katholischen Kirche im Reich ab. Dies zeigte sich vor allem am Kölner Bistumsstreit, dessen Ausgang zu Gunsten der katholischen Seite auch eine Stärkung der katholischen Kirche im Westen des Reichs zur Folge hatte.

### Religiöse Erneuerung und Neuorientierung
Der Kölner Bistumsstreit hatte sich entzündet, nachdem der Kölner Erzbischof Gebhard I. von Waldburg 1582 seine Konversion zum Protestantismus angekündigt hatte. Der Nachfolger des im selben Jahr gestorbenen Daniel, Wolfgang von Dalberg (1582–1601), hatte nun zusammen mit dem Kurfürstenkollegium zu überlegen, welche Position man in dem Streit einnehmen sollte. In langen Verhandlungen fand sich schließlich eine Mehrheit für den katholischen Konkurrenten Gebhards. Doch ähnlich gelagerte Fälle bestimmten auch in den Folgejahren die Reichspolitik und damit auch die Politik Wolfgangs von Dalberg, der häufig als Vermittler aufzutreten hatte.
Dabei verfolgte er – nicht selten zum Ärger der römischen Nuntien in Deutschland – einen eher vermittelnden Kurs. Erst nachdem zu Beginn der neunziger Jahre durch sich stabilisierende Verhältnisse die Gefahr einer Säkularisation des Erzstifts gebannt worden war, drängte der Erzbischof stärker auf die Durchsetzung der kirchlichen Reformen. Diese waren zwar schon von seinem Vorgänger vorangetrieben worden, waren aber längst noch nicht überall vollendet. Im Domkapitel allerdings war die konfessionelle Spaltung überwunden. So gab es bei der Wahl Johann Adam von Bickens (1601–1604) keine Richtungskämpfe mehr wie bei seinen Vorgängern. Sein Pontifikat war von der Wiederbelebung der katholischen Volksfrömmigkeit geprägt, die sich in prachtvollen Prozessionen ausdrückte. Der Erzbischof unterdrückte jedoch auch, allerdings ohne Anwendung direkter Gewalt, die protestantische Religionsausübung. Zudem kam es unter seiner Herrschaft vor allem im Oberstift zu zahlreichen Hexenverbrennungen, die auch während der Regentschaft seines Nachfolgers Johann Schweikhard von Cronberg (1604–1626) weitergingen. Auch Johann Schweikhard war vor allem mit der Gegenreformation beschäftigt. Er gab 1605 das Gesangbuch „Catholisches Manual“ heraus, das auch deutsche Lieder enthielt und holte die Franziskaner und Kapuziner nach Mainz. In das sich so wieder entfaltende religiöse Leben kamen die Wirren des Dreißigjährigen Kriegs.

## Dreißigjähriger Krieg
Der Krieg eröffnete dem Erzstift zunächst sogar neue Chancen. Die Siege der katholischen Armeen brachten verlorengegangene Territorien wieder zurück. Dort wurde mit der Gegenreformation begonnen. Zudem wurde in vielen pfälzischen Territorien die katholische Religion wieder eingeführt. Entscheidenden Anteil daran hatten wiederum Jesuiten, Franziskaner und Kapuziner. Erzbischof Georg Friedrich Greiffenclau von Vollrads (1626–1629) konnte so noch weitgehend in Frieden regieren, unter Anselm Casimir Wambolt von Umstadt (1629–1647) war es damit jedoch vorbei. Der Krieg griff auf das Erzstift über. Am 22. Dezember 1631 eroberte der schwedische König Gustav II. Adolf die Stadt. Vier Tage zuvor waren der Erzbischof und sein Hof nach Köln ins Exil gegangen. Die Schweden planten die Säkularisierung des Erzstifts und die Installierung eines protestantischen Staates unter Axel Oxenstierna. Militärische Niederlagen vereitelten die Pläne. Erzbischof Anselm Casimir konnte Anfang 1636 zurückkehren. Die schwedische Besatzung hatte nach einer langwierigen Belagerung der Stadt durch kaiserliche Truppen kapituliert, die Bischofsstadt und ihre Bevölkerung waren allerdings schwer in Mitleidenschaft gezogen worden. 1644 musste der Erzbischof erneut fliehen musste, diesmal vor französischen Truppen. Um einer erneuten langen Belagerung zu entgehen, übergab das Domkapitel gegen den Willen der Garnison und der verbündeten bayerischen Truppen unter Franz von Mercy die Stadt kampflos an die Franzosen. Jene überließen im Gegenzug die zivile Verwaltung weiter dem Domkapitel. Der Krieg und die Plünderungen verwandelte das Erzstift wie auch das ganze Bistum zum Ende des Krieges in ein zerstörtes und teilweise entvölkertes Land.

## Vom Ende des Dreißigjährigen Kriegs bis zur Aufklärung

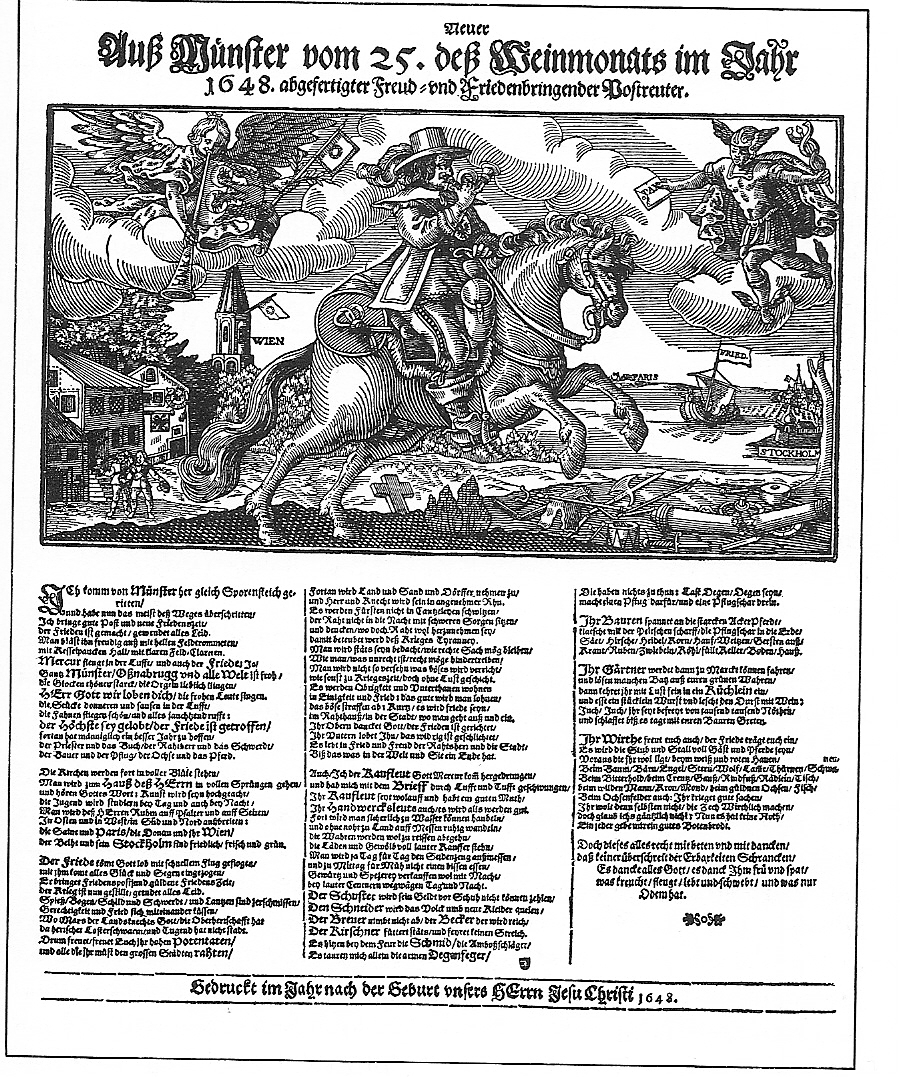
Ein Flugblatt verkündet das Ende des Dreißigjährigen Kriegs

### Pontifikat Johann Philipps von Schönborn

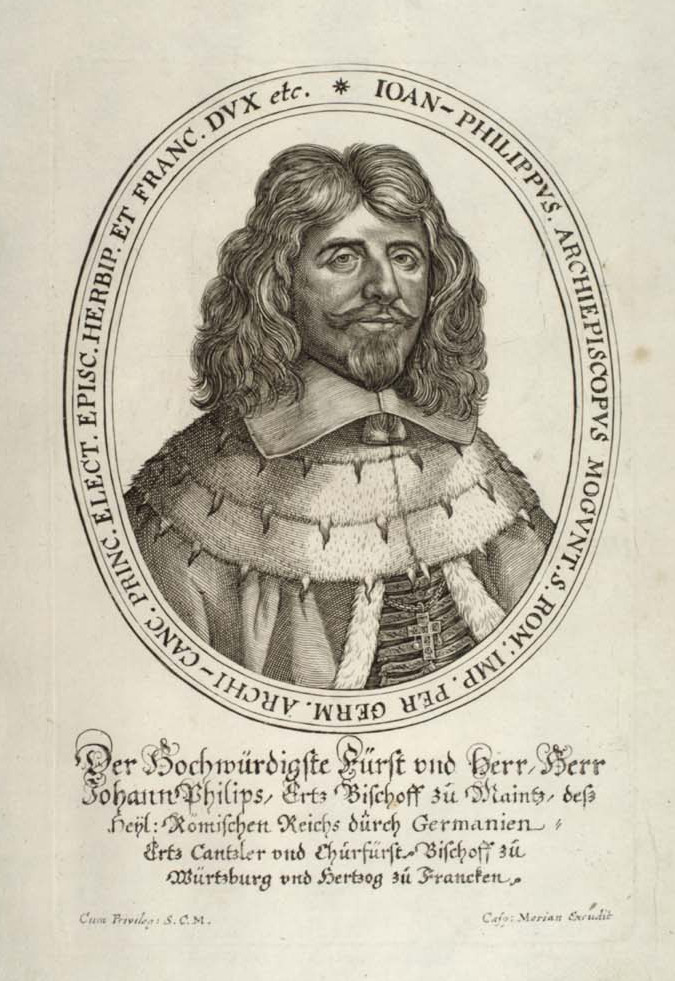
Johann Philipp von Schönborn

In dieser schwierigen Situation wurde Johann Philipp von Schönborn (1647–1673) Nachfolger von Anselm Casimir Wambolt von Umstadt. Er ging sofort daran, sein Territorium von der Last des Krieges zu erleichtern. Dazu verhandelte er sowohl mit den verbündeten kaiserlichen Armeen als auch mit den Franzosen und Schweden. Schon vor seiner Wahl zum Erzbischof war er zu der Einsicht gelangt, dass der Krieg nicht mehr zu gewinnen sei. Daher suchte er früh Wege zu einem Friedensschluss. Er setzte eine Beteiligung der Reichsstände auf den Friedenskongressen in Münster und Osnabrück 1644 durch. Als er dort mit dem Versuch scheiterte, die Religionsfrage aus den Verhandlungen herauszuhalten, war er als einer der ersten Reichsstände zu Zugeständnissen bereit. Im Gegensatz zu den Hardlinern wie dem päpstlichen Friedensvermittler Fabio Chigi war er nicht bereit, einen Friedensschluss an der Religionsfrage scheitern zu lassen. Als Erzbischof von Mainz wurde Johann Philipp automatisch auch Leiter des Reichstags und konnte so die Politik des Reiches entscheidend mitbestimmen. So hatte er am Zustandekommen eines politischen Reichsreligionsvergleiches und des Westfälischen Friedensschlusses 1648 großen Anteil. Die Sicherung dieses Friedens bestimmte seine Politik bis zu seinem Tode. Auf geistlichem Gebiet kümmerte er sich um die Umsetzung des Trienter Konzils. Er ordnete die Einführung des gregorianischen Chorals in der Erzdiözese an und wirkte an der Edition einer Bibelübersetzung mit. Darüber hinaus gab er die Beschlüsse des Konzils in einer Schrift heraus und ließ ein neues Rituale erarbeiten, das bis 1950 in Gebrauch blieb. Gegenüber den Protestanten war er tolerant. Er berief protestantische Gelehrte an seinen Hof und bemühte sich nach den kriegerischen Auseinandersetzungen um eine neue Einheit. Johann Philipp von Schönborn, der am 12. Februar 1673 starb, gehört zu den bedeutendsten Oberhirten in der Geschichte des Erzbistums.

### Pontifikate von 1673 bis 1695
Die Regierungszeiten der unmittelbaren Nachfolger Johann Philipps waren von der Bedrohung durch französische Truppen geprägt. Schon Johann Philipp war wegen der Hegemonialpolitik des Sonnenkönigs Ludwig XIV. nach anfänglicher Bewunderung von Frankreich abgerückt. Sein Nachfolger Erzbischof Lothar Friedrich von Metternich-Burscheid (1673–1675) musste mit ansehen, wie französische Soldaten in sein Territorium eindrangen. Auf Gesuch des Domkapitels rückten kaiserliche Schutztruppen in Mainz ein. Die Anwesenheit dieser Truppen wirkte sich auf die Wahl des Nachfolgers aus. Sie fiel auf den vom Kaiser protegierten Damian Hartard von der Leyen (1675–1678). Politischen Spielraum hatte der neue Erzbischof in dieser Situation nicht, und so konnte er in seinem kurzen Pontifikat kaum Akzente setzen. Von noch kürzerer Dauer war die zehnmonatige Amtszeit seines Nachfolgers Karl Heinrich von Metternich-Winneburg (1679).

### Zeit des Barock
Nachfolger Erzbischof Karl Heinrichs wurde im November 1679 Anselm Franz von Ingelheim (1679–1695). Gleich zu Beginn seiner Amtszeit sah er sich mit der Reunionspolitik des französischen Königs Ludwig XIV. konfrontiert. Nach den Friedensverträgen des Reiches mit Frankreich beanspruchte Ludwig alle Territorien für sich, die in einem Abhängigkeitsverhältnis zu den vom Reich abgetretenen Gebieten gestanden hatten, was nach seiner Auffassung auch pfälzische und rheinische Lande in unmittelbarer Nachbarschaft von Kurmainz betraf. Da weder Kurmainz noch das durch die Türkenkriege gebundene Reich der französischen Armee gewachsen waren, suchte der Kurfürst zunächst nach einer politischen Lösung. Als es doch zu der Aufstellung eines Reichsheeres kam, gab Anselm Franz hierzu doch seine Zustimmung. 1684 wurden den Franzosen die okkupierten Reunionsgebiete für 20 Jahre zugesprochen. Ludwig begnügte sich damit jedoch nicht und forderte eine dauerhafte Anerkennung der Reunionen sowie den Erbanspruch auf Teile der Kurpfalz, was 1688 zum so genannten Pfälzischen Erbfolgekrieg führte. Ludwig ließ seine Armee ins Reich einmarschieren. Im Oktober 1688 wurde Mainz besetzt. Daraufhin schloss ein Reichsheer die Stadt ein, um sie zurückzuerobern. Die Belagerung führte schließlich zur Kapitulation der französischen Besatzung, die Stadt jedoch war durch die Gefechte stark in Mitleidenschaft gezogen worden. Durch die Kriegsereignisse ohnehin geschwächt, wurde der Erzbischof ab 1690 auch noch durch ein Gichtleiden in seiner Arbeitsfähigkeit eingeschränkt. 1691 kam es daher zu der Wahl eines Koadjutors, der jedoch schon 1694 starb. Danach einigte sich das Domkapitel auf Lothar Franz von Schönborn als neuen Koadjutor. Der Neffe des Mainzer Erzbischofs Johann Philipp von Schönborn konnte sein Amt nach dem Tode Anselm Franz’ 1695 antreten (1695–1729).

#### Zeit Lothar Franz’ von Schönborn

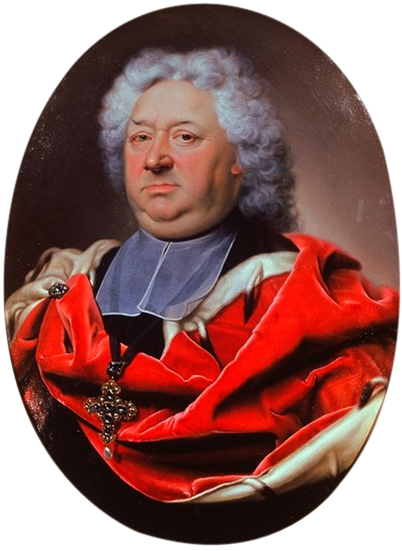
Lothar Franz von Schönborn

Die beginnende Frühaufklärung ging unter dem Pontifikat des Kirchenfürsten Lothar Franz an Mainz weitgehend vorbei. Aus einer mächtigen adeligen Familien stammend, regierte er sein Bistum und sein Territorium zentralistisch und absolutistisch. Sein hauptsächliches Wirkungsgebiet war die Reichspolitik, während er die geistliche Sorge seinen Weihbischöfen überließ. Lothar Franz gelang es, den Kurstaat von weiteren Verwüstungen durch den immer noch tobenden Pfälzischen Erbfolgekrieg zu bewahren. Über seinen Neffen Friedrich Karl von Schönborn, der seit 1705 Reichsvizekanzler in Wien war, übte Lothar Franz seinen Einfluss am Hofe des Kaisers aus.
Die Amtszeit Lothar Franz’ war von einer Stärkung der katholischen Position im Erzbistum geprägt. Schon die französische Reunionspolitik hatte dazu geführt, dass Katholiken in den protestantischen Gebieten der Pfalz, die geistlich zum Erzbistum Mainz gehörten, wieder Kirchengüter zugesprochen bekamen. Seit 1685 stammte der pfälzische Kurfürst zudem aus dem katholischen Haus Pfalz-Neuburg. Kurfürst Philipp Wilhelm gestand den Katholiken freie und öffentliche Religionsausübung in seinem ganzen Territorium zu. Daraufhin etablierten sich wieder katholische Gemeindestrukturen. 1698 verfügte der Kurfürst gar, dass in seinem ganzen Gebiet das Simultaneum zu gelten habe, Katholiken also wie Reformierte Zugang zu den Kirchen haben sollten. Dies rief jedoch massive Proteste des protestantischen Kurbrandenburg (1701 zum Königtum ausgerufen) hervor. 1705 bestimmte eine Religionsdeklaration in einem Kompromiss die Aufhebung des Simultaneums und die Religionsfreiheit für beide Konfessionen. In Ausnahmefällen blieben jedoch Simultankirchen erhalten.

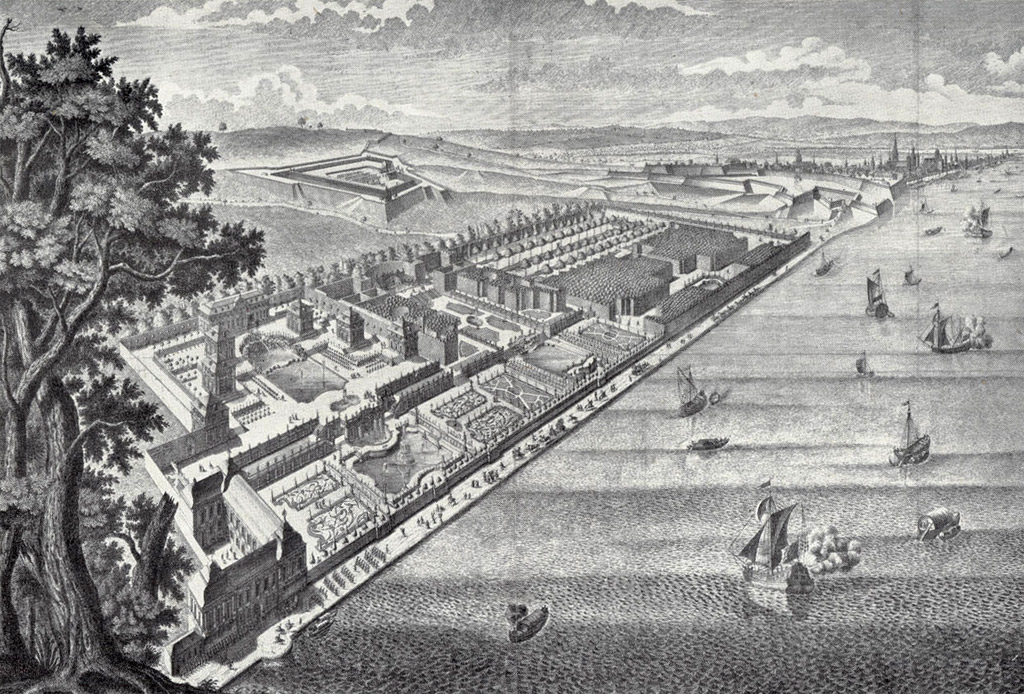
Die Mainzer Favorite

Seine Residenzstadt behielt Kurfürst Lothar Franz vor allem als großen Baumeister in Erinnerung. Der Erzbischof beschäftigte die bedeutendsten Baumeister seiner Zeit, darunter auch Balthasar Neumann und Johann Maximilian von Welsch. Er ließ dutzende Kirchen und Profanbauten neu bauen oder im Barockstil umgestalten. Vor der Toren der Stadt errichtete er eine neue Sommerresidenz, die Favorite. Um seiner Familie den Einfluss zu erhalten, setzte er sich für die Wahl seines Neffen Friedrich Karl zum Koadjutor ein. Das Domkapitel, dessen Einfluss der Zentralist Lothar Franz erheblich zurückgedrängt hatte, folgte ihm jedoch nicht und wählte 1710 stattdessen Franz Ludwig von Pfalz-Neuburg (1729–1732) zum Koadjutor.

#### Nachfolger Lothars von Schönborn

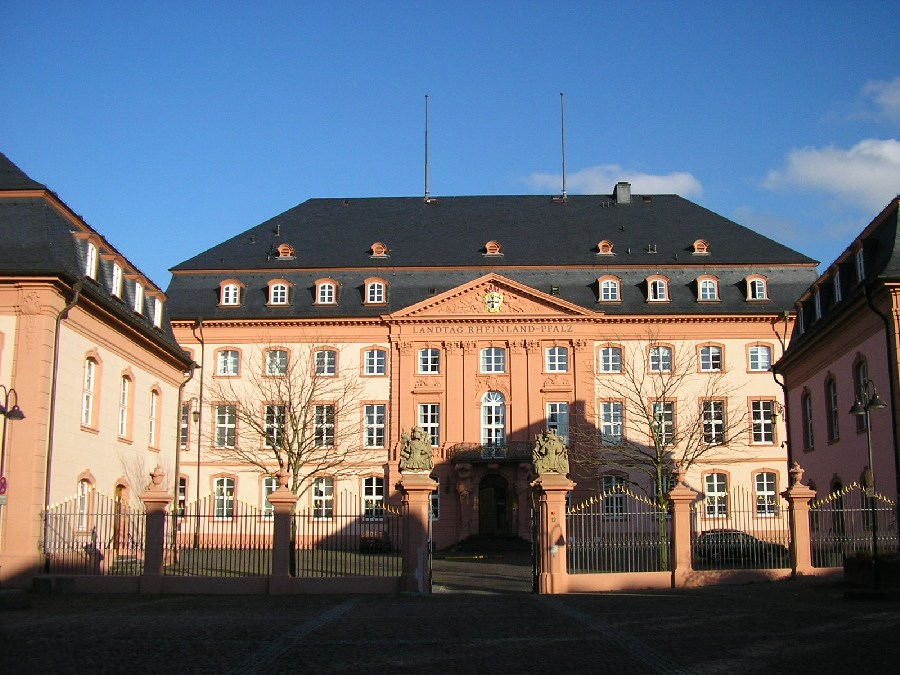
Die ehemalige Deutschordenskommende, heute Sitz des rheinland-pfälzischen Landtags

Die Amtszeit Franz Ludwigs dauerte nur drei Jahre, nachdem er zuvor 19 Jahre Koadjutor gewesen war. Besondere Spuren konnte er in der Bistumsgeschichte nicht hinterlassen, wohl aber im Stadtbild. Auf ihn geht die Deutschordenskommende zurück, die heute Sitz des rheinland-pfälzischen Landtags ist und zusammen mit Schloss und Neuem Zeughaus das Rheinufer der Stadt prägt.
Nachfolger Franz Ludwigs wurde der bei Amtsantritt beinahe schon 67-jährige Philipp Karl von Eltz (1732–1743). Er kümmerte sich eher um die geistlichen denn die politischen Belange des Kurstaats. Doch als ranghöchster Reichs- und Kurfürst konnte er sich nicht selbst aus den politischen Abläufen heraushalten. So geriet er in die Auseinandersetzungen zwischen dem unter Friedrich II. erstarkenden Königreich Preußen und dem habsburgischen Österreich. Mit der Zusicherung einer jährlichen Rente von 100.000 Gulden hatte sich der österreichische Thronanwärter Franz Stephan von Lothringen die Stimme des Mainzers bei der kommenden Wahl gesichert. Die Thronanwartschaft des Lothringers war jedoch nur zustande gekommen, weil Kaiser Karl VI. in der so genannten „Pragmatischen Sanktion“ die Thronfolge seiner Tochter Maria Theresia zugewiesen hatte. Diese Sanktion wurde Preußen und seinen Verbündeten nicht anerkannt. Das Ergebnis der Auseinandersetzungen war der Österreichische Erbfolgekrieg. Philipp Karl brach sein Versprechen und wählte mit den anderen Kurfürsten den Wittelsbacher Karl-Albrecht 1742 zum Kaiser. Ein Jahr später starb er in Mainz.

## Aufklärung
Das Zeitalter des preußisch-österreichischen Dualismus brachte eine Einschränkung der politischen Rolle des Mainzer Kurfürsten. Philipp Karls Nachfolger Johann Friedrich Karl von Ostein (1743–1763) erklärte sich im Österreichischen Erbfolgekrieg für neutral und konnte so seinen Staat aus den Wirren des Krieges weitgehend heraushalten. 1745 gelang es dem Kurfürsten immerhin, den Füssener Friedensvertrag zwischen Österreich und Bayer zu vermitteln. 1756 schloss Mainz sich dem Reichsexekutionszug gegen den Preußenkönig Friedrich II. an, der gerade Sachsen überfallen hatte und damit auch kurmainzisches Territorium bedrohte. Friedrich eroberte die kurmainzische Stadt Erfurt und verlangte hohe Kontributionszahlungen, die die Finanzen des Kurstaats ruinierten. Kurfürst Johann Friedrich Karl erklärte sich daraufhin in den weiteren Auseinandersetzungen wiederum für neutral und verzichtete damit im Wesentlichen auch auf eine weitere Rolle in der Reichspolitik.

### Reformprozess unter Johann Friedrich Karl von Ostein

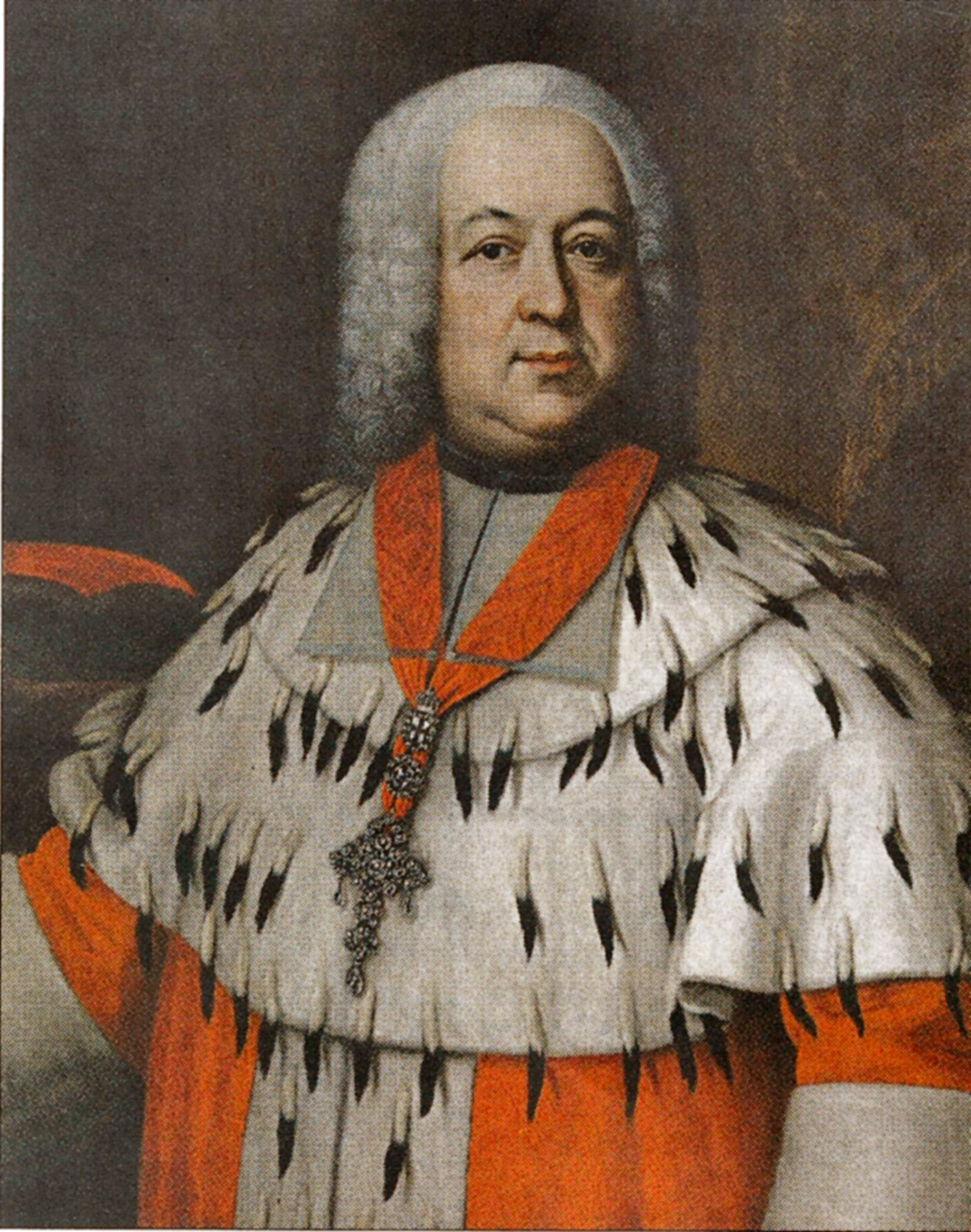
Johann Friedrich Karl von Ostein

Entscheidend für die Geschicke von Erzbistum und Kurstaat waren aber nicht so sehr die militärischen Auseinandersetzungen der Großmächte des 18. Jahrhunderts, sondern vielmehr die beginnende Aufklärung im Kurstaat. Die entscheidende Rolle bei diesem Reformprozess fiel nicht dem Kurfürsten, sondern seinem Onkel und Großhofmeister Anton Heinrich Friedrich von Stadion (1691–1768) zu.
Stadion nahm sich zunächst Wirtschaft und Verwaltung vor. Er richtete die Wirtschaft im Sinne des Merkantilismus aus, siedelte Industriebetriebe wie die Höchster Porzellanmanufaktur an und löste den Handelsstand aus der Krämerzunft heraus. Er erließ eine neue Handelsordnung, errichtete eine Handelskammer und ein Handelsgericht und veranstaltete jährlich zwei Handelsmessen in der Stadt. Zudem wurden Infrastruktur und Rechtswesen tiefgreifenden Reformen unterworfen. Ein weiteres Augenmerk Stadions und des Kurfürsten lag auf der Schulbildung. Das Unterrichtswesen wurde reformiert und für den Unterricht der Mädchen das von der Engländerin Maria Ward gegründete Institut Beatae Mariae Virginis in Mainz angesiedelt, das noch heute dort eine Schule betreibt.
Neben dem Schulwesen wurde auch das Universitätswesen Änderungen unterworfen. Die theologische Ausbildung wurde nach einer neuen Konzeption umgestaltet. All diese Reformen griffen in den Wirkungskreis des Jesuitenordens ein, dessen monopolartige Stellung im Bildungswesen vor allem den Aufklärern ein Dorn im Auge war. Im Gegensatz zu dem ganz von aufklärerischen Ideen durchdrungenen Großhofmeister von Stadion protegierte Erzbischof Johann Friedrich Karl die Jesuiten jedoch zeitlebens, wodurch sie ihre Position zunächst behaupten konnten. Da der Osteiner die Reformen insgesamt zaghaft anging, galt sein Territorium den Aufklärern jener Zeit als eher reaktionär und rückständig. Den Durchbruch schaffte die Aufklärung in Mainz erst unter seinem Nachfolger.

### Durchsetzung der Aufklärung

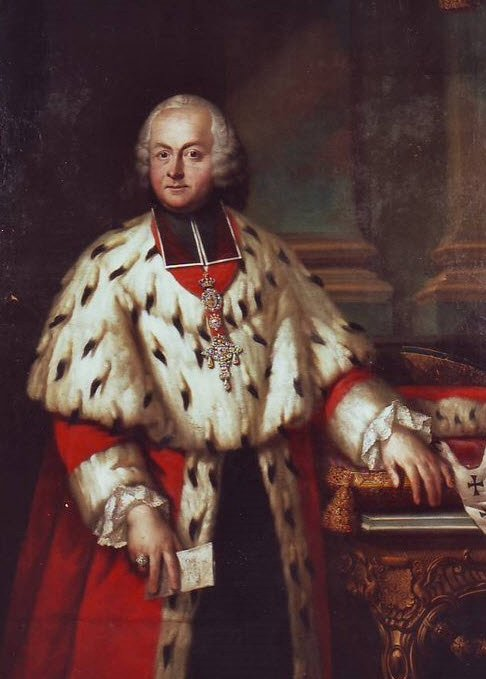
Emmerich Joseph von Breidbach zu Bürresheim

Nach dem Tod Johann Friedrich Karls fiel die Wahl des Mainzer Domkapitels auf Emmerich Joseph von Breidbach zu Bürresheim (1763–1774). Dieser setzte die von Stadion betriebenen Reformen und Wirtschaft, Justiz und Regierung konsequent fort. Im Gegensatz zu seinem Vorgänger nahm er bei der Reform des Bildungswesens keine Rücksicht mehr auf die angestammten Rechte der Jesuiten. Während die Veränderungen in Wirtschaft, Justiz und Verwaltung zumeist tatsächlichen Missständen geschuldet waren, ging es bei der Reform des Bildungswesens und auch der Klosterverwaltung auch um weltanschauliche Fragen. Vielen erschienen vor allem die Jesuiten als Verfechter eines veralteten Lehr- und Kirchensystems. Als Papst Klemens XIV. (1769–1774) den Orden auf Druck von antijesuitischen Regierungen aufhob, wurde der entsprechende Erlass in Mainz sofort exekutiert und die Patres der Jesuiten in geschlossenen Karren und von Bewaffneten begleitet aus der Stadt gebracht. Ähnlich erging es ihnen im zum Erzbistum gehörenden Hochstift Worms, dessen Fürstbischof ebenfalls Emmerich Joseph war. Der Erzbischof ordnete sogleich die Neubesetzung der vakanten Lehrstühle an. Im ehemaligen Jesuitenkolleg wurde das Gymnasium Emmericianum eingerichtet, das Jesuitennoviziat wurde vom diözesanen Priesterseminar übernommen.
Neben seiner von der Aufklärung geprägten Schulpolitik vertrat Emmerich Joseph auf gesamtkirchlicher Ebene die Idee des neu aufkommenden Episkopalismus, mit der er sich gegen die zentralistischen Ansprüche der römischen Kurie wandte. Die aus dem Episkopalismus entstehenden Gegensätze zwischen den deutschen Bischöfen und dem Papst spielten noch lange über den Tod Emmerich Josephs 1774 hinaus eine gewichtige Rolle.
Bei der Wahl von Emmerich Josephs Nachfolger standen sich im Domkapitel die Gegner und Befürworter des neuen Kurses unversöhnlich gegenüber, wobei die restaurativen Kräfte in der Mehrheit waren. Schon einen Tag nach dem Tod des Erzbischofs wurden einige Reformkommissionen aufgelöst und Stellen anderer neu besetzt. Zum neuen Erzbischof wählten die Kapitulare den Domkustos Friedrich Karl Joseph von Erthal (1774–1802), der sich als Vertreter der Restauration hervorgetan hatte. Erthal erfüllte auch sofort die Erwartungen seiner Wähler, als er die aufklärerischen Kräfte am Hof in ihrem Einfluss beschnitt und einem Ex-Jesuiten und Aufklärungsgegner die Schulpräfektur übertrug, die auch für die Auswahl der Lehrer verantwortlich war. Damit schienen sich die Hoffnungen der restaurativen Kräfte erfüllt zu haben. Doch zeigte sich bald, dass der Erzbischof und Kurfürst sich keineswegs auf eine Linie festlegen ließ.

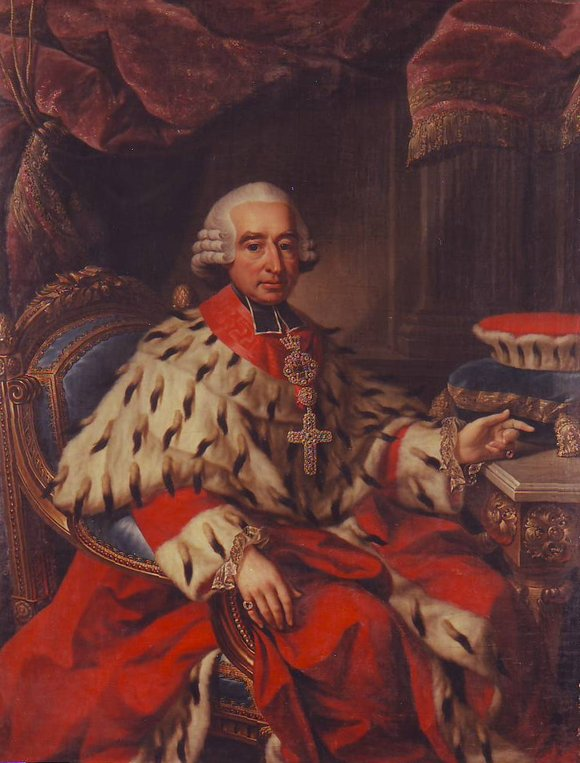
Friedrich Karl Joseph von Erthal

Schon 1774 begann Erthal mit der Reform des Landschulwesens und setzte dabei auch auf fortschrittliche Kräfte. 1777 kehrte er zur modernen Finanz- und Verwaltungspolitik seines Vorgängers zurück und auch in die Universitäts- und Kirchenpolitik wurde wieder näher nach den Maßstäben der so genannten katholischen Aufklärung ausgerichtet. Im gleichen Jahr erließ Erthal ein Dekret zu strengen Überwachung des gesamten klösterlichen Vermögens. Dies bildete eine Abkehr von der klosterfreundlichen Politik Erthals hin zu einer Politik, wie sie schon der Aufklärer Emmerich Joseph von Breidbach zu Bürresheim verfolgt hatte. Die Politik des Kurfürsten war spätestens ab diesem Zeitpunkt von der Aufklärung geprägt. Er berief den 1774 im Zuge der Restauration entlassenen Kanzler Anselm Franz von Bentzel 1782 zum Kurator der Universitäten Mainz und Erfurt und übertrug ihm die Neuordnung der beiden Institutionen. Dessen Wirken machte die Mainzer Hochschule zu einer der modernsten, wissenschaftsorientierten und tolerantesten Hochschule des Reiches.
Reichspolitisch versuchte Erthal, seinen Ämtern wieder mehr Bedeutung zu verschaffen. Als Reichserzkanzler trat er 1785 dem Fürstenbund bei, dem allerdings aufgrund preußischer Ansprüche und konfessioneller Gegensätze nur ein kurzes Leben vergönnt war. Kirchenpolitisch war Erthal wie sein Vorgänger der Idee des Episkopalismus verbunden. In diesem Kurs wurde er von seinem Weihbischof (seit 1783) Johann Valentin Heimes unterstützt, der außerdem noch für wesentliche Reformen in der noch immer barocken Gottesdienstgestaltung, der Adelsvorherrschaft im Domkapitel und beim Zölibat eintrat.
Die Reformanliegen waren Beratungsgegenstand auf dem Emser Kongress, der im Juli 1786 eröffnet wurde. Delegierte der Erzbischöfe von Mainz, Köln, Trier und Salzburg, darunter Weihbischof Heimes, berieten dort die Rechte der Metropolitansitze gegenüber Rom. Die Emser Punktation hielt als Ergebnis der Konferenz eine Machterweiterung der Metropoliten fest, was sicher auch im Sinne des Mainzer Weihbischofs Heimes war. Erthal dagegen hatte bei seiner Unterstützung des Emser Kongresses vor allem im Sinn, die versammelten Erzbischöfe für den Fürstenbund zu gewinnen. Als sich dies als illusorisch erwies, verlor er das Interesse an dem Kongress. 1787 ging er mit der Kurie eine geheime Verständigung ein, danach erlahmte sein reformatorischer und politischer Elan. Ohnehin stand die Zeit für weitere Initiativen nicht gut: Das alte Erzbistum stand am Ende des 18. Jahrhunderts kurz vor dem Untergang.

## Untergang von Erzbistum und Kurstaat

### Auswirkungen der Französischen Revolution

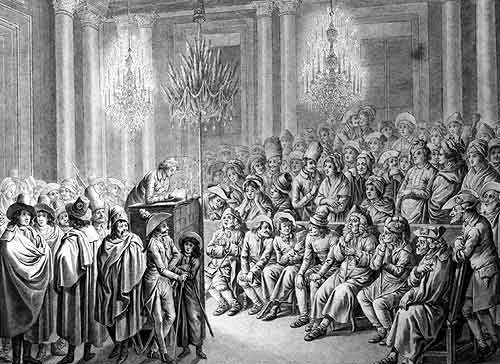
Versammlung des Mainzer Jakobinerklubs

Der direkte Anlass für den Zusammenbruch von Erzbistum und Kurstaat ging von der Französischen Revolution aus. Die politischen Kräfte des Reiches, allen voran Preußen und Österreich, betrachteten die Umwälzungen in Frankreich als Bedrohung und schlossen sich gegen Frankreich zusammen. Frankreich reagierte im April 1792 mit der Kriegserklärung an Österreich, das Reich reagierte mit der Kriegserklärung an Frankreich im Juli 1792. Erthal schloss sich dem Ersten Koalitionskrieg trotz eigener Bedenken an. Ohne es zu wissen, leitete er damit das Ende seines Erzbistums und des Kurstaats ein. Die Hauptverbündeten konzentrierten ihre Truppen im Nordwesten und ließen daher im Rheinland eine Lücke zurück, durch die die französische Armee im September 1792 in Richtung Mainz vorrücken konnte. Im Oktober erreichte sie die Stadt, die Erthal und sein Hof bereits Richtung Aschaffenburg verlassen hatten. Sie kapitulierte kampflos. Die Franzosen errichteten in der Stadt die erste Republik auf deutschem Boden, die allerdings kurzlebige Mainzer Republik. Im März 1793 wurde die Stadt von den Koalitionstruppen eingeschlossen und belagert. Nach wochenlangem Artilleriebeschuss kapitulierte die französische Besatzung im Juli 1793. Die Stadt und mit ihr viele Kirchen wurden durch diesen Beschuss zerstört. Die von der Besatzung nach Mainz gebrachten Ideen der Revolution ließen sich durch die Rückeroberung der Stadt nicht rückgängig machen.

### Ende des Erzbistums
Gegen die überlegenen französischen Armeen konnten sich die Koalitionstruppen insgesamt aber nicht behaupten. 1797 wurde der Frieden von Campo Formio geschlossen, in dem Österreich der Abtretung der von Frankreich beanspruchten linksrheinischen Gebiete zustimmte. Preußen erhob keine Einwände. Am 30. Dezember 1797 rückten die französischen Truppen wieder in Mainz ein, das Erzbischof Erthal wiederum und nun für immer verlassen hatte. Mainz und die linksrheinischen Gebiete wurden der französischen Republik angeschlossen. Viele auf diesem Gebiet befindlichen Teile des Erzbistums waren in den folgenden knapp zwei Jahren kaum verwaltbar, was vor allem mit der grundsätzlichen Opposition der Revolutionäre gegenüber der katholischen Kirche zu tun hatte. Das änderte sich erst mit der Machtergreifung Napoleons im November 1799. Napoleon suchte den Ausgleich mit der Kirche und schloss mit Papst Pius VII. (1800–1823) ein Konkordat, das ihm die Neuorganisation der Kirche in seinem Staat erlaubte. Napoleon bildete das neue Bistum Mainz aus Teilen der alten Erzdiözese und der Diözesen Worms, Speyer und Metz. Es gehörte nun als Suffraganbistum dem Erzbistum Mecheln an. Alle Klöster und geistlichen Territorien auf französischem Gebiet wurden säkularisiert. Am 29. November 1801 bestätigte der Papst die Neueinteilung der Bistümer in der Bulle „Qui Christi Domini“.

### Reichsdeputationshauptschluss

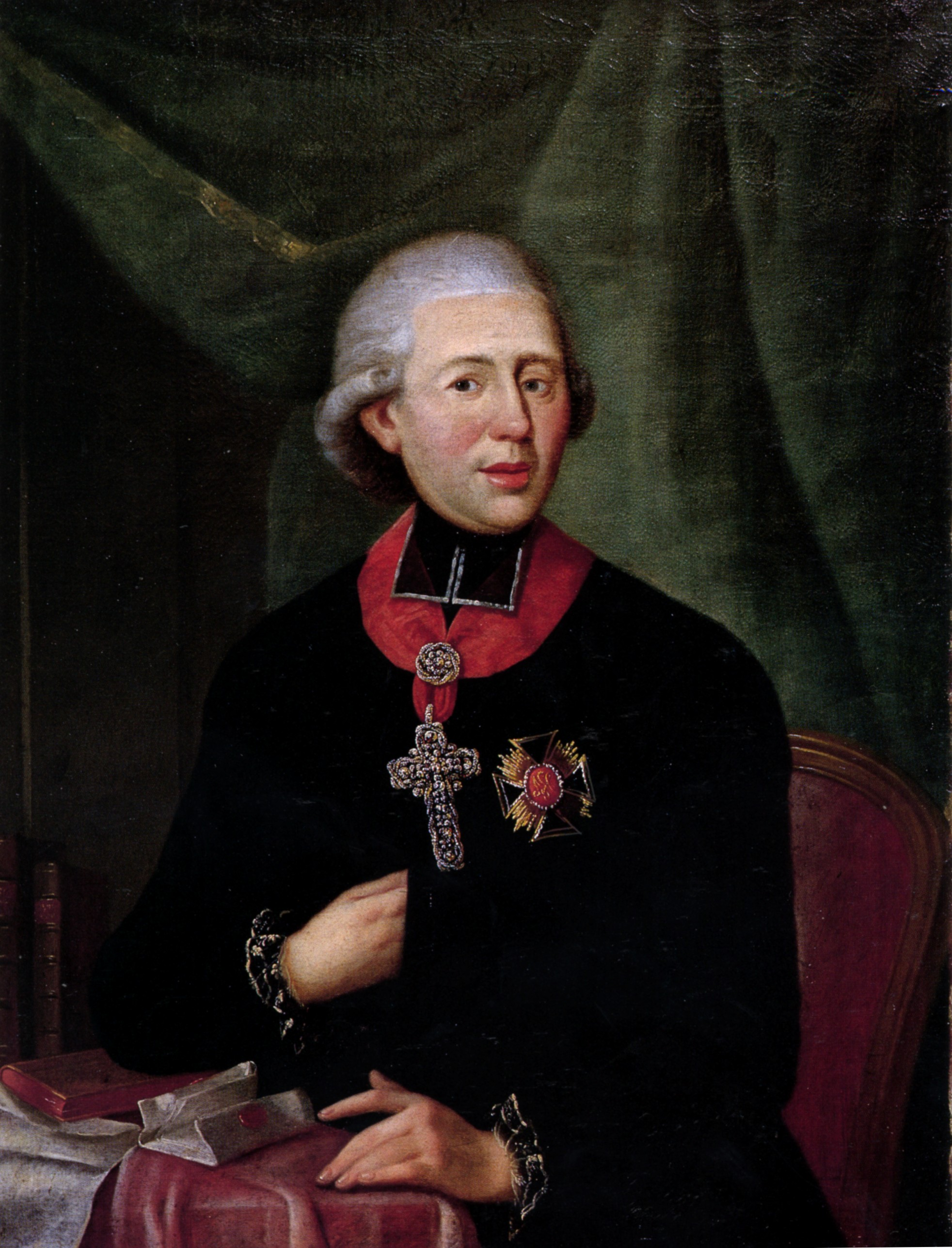
Karl Theodor von Dalberg

Der in Aschaffenburg residierende Erthal erkannte daraufhin, dass das Erzbistum nicht mehr zu retten war. Um wenigstens seinen Staat zu erhalten, stimmte er den Änderungen der Diözesangrenzen zu. 1802 aber setzten Kaiser und Reichstag in Regensburg eine außerordentliche Reichsdeputation ein, die die Entschädigung der aus den linksrheinischen Territorien vertriebenen Fürsten regeln sollte. Der am 25. Februar 1803 – Kurfürst von Erthal war inzwischen verstorben – angenommene Hauptschluss dieser Deputation verfügte in § 25 die Übertragung aller Würden des Mainzer Erzstuhls auf die Domkirche von Regensburg. Am 1. Mai 1805 bestätigte Papst Pius VII. die Translation. Damit war die seit 782 existierende Kirchenprovinz Geschichte. Für Erthals Nachfolger Karl Theodor von Dalberg blieb das neu geschaffene geistliche Territorium der Fürstentümer Aschaffenburg und Regensburg als einziges seiner Art bestehen. Ab 1806 nannte sich der Kurfürst-Erzkanzler des nunmehr untergegangenen Heiligen Römischen Reiches Fürstprimas und erhielt zusätzlich Frankfurt am Main. 1810 verlor er sein Regensburger Territorium an Bayern und wurde mit den Fürstentümern Hanau und Fulda abgefunden, die er mit Frankfurt und Aschaffenburg zum Großherzogtum Frankfurt vereinigte. Rechtsrheinisch war noch keine Neuumschreibung der Diözesen erfolgt, die Gebiete des alten Erzbistums wurden bis zur endgültigen Auflösung vom Generalvikariat in Aschaffenburg verwaltet. Dalberg, letzter Erzbischof von Mainz, starb 1817 in Regensburg.

## Neubeginn: Das Bistum Mainz

### Unter französischer Herrschaft
Die Reorganisation des neuen Bistums war die wichtigste Aufgabe, des von Napoleon eigenmächtig zum ersten Bischof ernannten Elsässers Joseph Ludwig Colmar (1802–1818). Das neue Bistumsterritorium vereinigte Teile von vier Diözesen und umfasste vor allem die Pfalz und Rheinhessen. Colmar, der zuvor Stadtpfarrer in Straßburg gewesen war, war kein Politiker mehr wie so viele seiner Vorgänger, sondern vor allem Seelsorger. Während sein noch in den rechtsrheinischen Gebieten zuständiger Vorgänger Dalberg nach einer politischen Lösung suchte, ging Colmar an die Rechristianisierung seines Bistums, die von inneren Reformen begleitet war. Colmar gelang es, den Mainzer Dom vor dem Abriss zu bewahren und die hergebrachten Frömmigkeitsformen, vor allem die Fronleichnamsprozessionen, wieder zu beleben. Darüber hinaus widmete er der religiösen Bildung große Aufmerksamkeit. 1805 eröffnete er das Mainzer Priesterseminar im alten Augustinerkloster in Mainz zu dessen Leiter er Bruno Franz Leopold Liebermann berief. In Folge gründete sich der Mainzer Kreis, eine im damaligen kulturkämpferischen Sprachjargon, als ultramontan bezeichnete Gruppe. Auf organisatorischer Ebene schuf er eine neue Pfarrei- und Vikariatsstruktur. Das Mainzer Domkapitel wurde neu aufgestellt und bestand nunmehr aus zehn bürgerlichen Geistlichen. Nur wenige Jahre später ereigneten sich jedoch erneut tiefgreifende Veränderungen, die durch Napoleons Sturz und den Wiener Kongress von 1815 ausgelöst wurden.

### Neuumschreibung

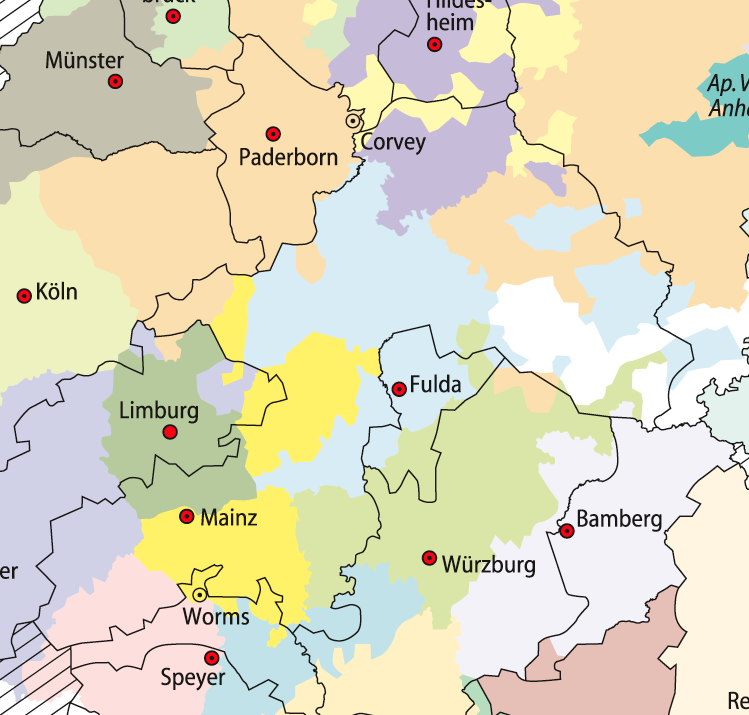
Grenzen des alten Erzbistums (schwarze Linie) und Gebiet des neuumschriebenen Bistums (gelb)

Napoleons Niederlage führte im Frieden von Paris 1814 zur Annullierung der Gebietsabtretungen von 1797. An eine Restaurierung der alten geistlichen Fürstentümer war jedoch nicht zu denken. Die Territorien wurden auf dem Wiener Kongress in zähen Verhandlungen unter den Siegern über Napoleon aufgeteilt. Die territoriale Neuordnung führte auch zu einer Neuumschreibung der Bistumsgrenzen in Deutschland. Da Bayern die Rheinpfalz erhielt, wurden die dortigen Gebiete dem Bistum Mainz wieder ausgegliedert und daraus das Bistum Speyer wiedererrichtet. Die Aschaffenburger Gebiete des alten Erzbistums kamen an das Bistum Würzburg. Die Stadt Mainz selbst wurde dem Großherzogtum Hessen (Hessen-Darmstadt) zugesprochen.
Die Neuorganisation der Kirche im Reich erfolgte nicht durch eine gemeinsame Politik, wie es Fürstprimas Dalberg vorgeschlagen hatte, sondern durch mehrere Konkordate der einzelnen Staaten mit dem Heiligen Stuhl. Für die das Bistum Mainz betreffende Neuordnung traten im März 1818 die Staaten Württemberg, Baden, Nassau, Hessen-Kassel, Hessen-Darmstadt und Frankfurt (sowie einige Kleinstaaten) zusammen. Anfänglich sollte das Bistum Mainz die Staaten Nassau, Hessen-Kassel und Hessen-Darmstadt umfassen. Hessen-Darmstadt forderte für diesen Fall die Erzbistumswürde für das Bistum. Doch zu einer Ausdehnung des Bistums auf Nassau und Hessen-Kassel kam es nicht. Die beiden Staaten fürchteten einen starken Metropolitansitz in Mainz und gaben dem badischen Vorschlag eines neu zu gründenden Erzbistums Freiburg den Vorzug. Am 16. August 1821 wurde die Neuumschreibung in der päpstlichen Zirkumskriptionsbulle „Provida solersque“ festgeschrieben. Das Bistum Mainz war ab diesem Zeitpunkt mit dem Gebiet des Großherzogtums Hessen (Hessen-Darmstadt) identisch. Mit Ausnahme kleinerer Korrekturen hat sich an den Grenzen seither nichts mehr verändert.
Hinsichtlich der neuen Besetzungspraxis wurde erst 1827 ein Kompromiss gefunden. Demnach sollten die ersten Bischöfe der neuen Bistümer von den Regierungen ernannt werden. Danach hatten die Regierungen nur noch das Recht von den eingesandten Kandidatenlisten der Domkapitel nicht genehme Namen zu streichen. Diese Regelung blieb bis zum Badischen Konkordat von 1932 in Kraft, das wiederum bis heute gilt.

### Das Bistum und die hessisch-darmstädtische Landesregierung
Das Bistum Mainz lag nun auf dem Gebiet eines protestantischen Fürstentums, das die Herrschaft des Staates über die Kirche postulierte. Daher lag es im Interesse des Großherzogs, den Bischofsstuhl von Mainz mit einem ihm genehmen, staatskirchlich ausgerichteten Bischof zu besetzen. Dies führte unweigerlich zu einem Konflikt mit Rom. Die Folge war, dass der 1818 durch den Tod Colmars vakant gewordene Stuhl jahrelang nicht wiederbesetzt werden konnte. Hinsichtlich des Besetzungsrechts kam erst 1827 ein Kompromiss zustande, jedoch missfiel dem Papst der durch Großherzog Ludewig I. vorgeschlagene Kandidat, Carl Joseph von Wrede, der sich zuvor kritisch gegenüber päpstlichen Machtansprüchen positioniert hatte. Erst nach dessen Tod 1829 erfolgte die Besetzung.
Der Konflikt zwischen Ultramontanen und Staatskirchlern bestimmte auch die Folgejahre des Bistums. Es war auch ein Konflikt zwischen Aufklärung und Restauration und zwischen den Konfessionen. Ihre Keimzelle hatte die ultramontane Bewegung im Mainzer Priesterseminar, wo sich eine Theologenschule gebildet hatte, die von den französischen Restaurationsphilosophen geprägt war. Die Landesregierung ergriff schließlich Gegenmaßnahmen und verfügte die Aufhebung des Seminars und die Einrichtung einer von ihr kontrollierten katholischen Fakultät an der Universität Gießen.

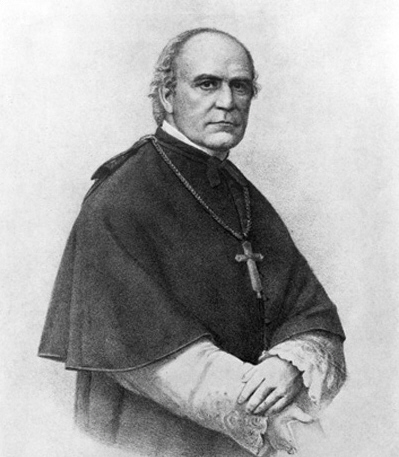
Bischof Wilhelm Emmanuel von Ketteler

Erst 1851 wurde von Bischof Wilhelm Emmanuel von Ketteler ohne Erlaubnis der Behörden wieder eine „theologische Lehranstalt am bischöflichen Seminar zu Mainz“ eingerichtet.
Die nun begonnene zweite Hälfte des 19. Jahrhunderts war von einer Stärkung des katholischen Selbstverständnisses geprägt. Die gemäßigte, von der Aufklärung geprägte Generation trat langsam ab, an ihre Stelle traten Kräfte, die sich immer mehr gegen Eingriffe staatlicher Behörden in innerkirchliche Angelegenheiten auflehnten. Das Staatskirchentum wurde von diesen Strömungen demgemäß rigoros verworfen. Dabei kamen ihnen die Umwälzungen im Revolutionsjahr 1848 zugute. Die Pressefreiheit ermöglichte die einfachere Verbreitung katholischer Publikationen, das Vereinsrecht führte zur Gründung (durch Adam Franz Lennig) des „Vereins für religiöse Freiheit“, der sich kurz darauf in Piusverein umbenannte. Im Oktober 1848 verfügte dieser Verein bereits über 17 Zentralvereine mit 1200 Ortsvereinen, die sich zu einem Delegiertentreffen in Mainz versammelten. Das war die Geburtsstunde des Deutschen Katholikentags.
Die zentrale Forderung des Katholikentags, der die Ereignisse in der Frankfurter Paulskirche im Blick hatte, war vor allem die kirchliche Freiheit. Dieser generellen Forderung des deutschen Katholizismus war die hessische Landesregierung schon bei der Märzrevolution entgegengekommen. Die Konflikte zwischen Staat und Kirche vermochte das aber nicht zu mindern. Als Bischof Peter Leopold Kaiser im Dezember 1848 starb, versuchte die Landesregierung daher, einen gemäßigten Kandidaten auf den Bischofsstuhl zu befördern. Der von ihr präferierte Kandidat Leopold Schmid scheiterte jedoch am Widerstand der ultramontanen Kräfte im Domkapitel. Erst 1850 konnte der Bischofsstuhl nach zähem Ringen wiederbesetzt werden. Die Domkapitulare entsandten nach Rom einen Dreiervorschlag, aus dem Papst Pius IX. den Propst von St. Hedwig in Berlin Wilhelm Emmanuel von Ketteler (1850–1877) zum neuen Bischof ernannte.
Ketteler wendete sich umgehend der Aufgabe zu, der Kirche die von der Landesregierung vorenthaltenen Rechte zurückzugeben. Die Erleichterungen des Revolutionsjahres waren 1850 wieder zurückgenommen worden. Ketteler erreichte 1854 eine Übereinkunft, die ihm die selbstständige Besetzung aller geistlichen Stellen einräumte. Diese Konvention wurde bald zum Stein des Anstoßes liberaler und protestantischer Kreise. 1866 bat Ketteler daher selbst um Aufhebung der Bestimmungen, die aber gewohnheitsrechtlich im Wesentlichen fortbestanden.
Die zweite Hälfte von Kettelers Amtszeit war durch das Erste Vatikanische Konzil geprägt. Ketteler nahm an der Versammlung teil und stand im Lager der Minorität, die eine Definition der Unfehlbarkeit des Papstes ablehnte. Ketteler war jedoch kein grundsätzlicher Gegner der Infallibilität, protestierte jedoch gegen die Ausgestaltung des Unfehlbarkeitsdogmas.

### Kulturkampf
Die letzten Jahre des Pontifikats von Wilhelm Emmanuel von Ketteler waren vom so genannten Kulturkampf geprägt. Nach der Ausrufung des deutschen Staates im Anschluss an den Deutsch-Französischen Krieg 1871 wurden katholische Kirche und ihr angeschlossene Orden und Vereine Repressionen seitens der preußisch dominierten Staatsgewalt ausgesetzt. Die Regierung um den ersten Reichskanzler Otto von Bismarck sah in den Katholiken Reichsfeinde, die nicht dem eigenen Staat, sondern dem Papst in Rom, mithin also einer ausländischen Macht, verantwortlich seien.
Von Ketteler gehörte zu den entschiedensten Gegnern der Kulturkampfgesetze und mobilisierte dementsprechend die katholische öffentliche Meinung. In Mainz wurde 1872 der „Verein der Deutschen Katholiken“ gegründet, der sich für die Freiheit der Kirche und gegen Willkürmaßnahmen des Staates einsetzen sollte. Ab 1873 nahm der Kulturkampf im Großherzogtum Hessen (Hessen-Darmstadt) deutlich an Schärfe zu. Die Regierung anerkannte den neugewählten altkatholischen Bischof Joseph Hubert Reinkens und erlaubte den Altkatholiken die Benutzung katholischer Kirchen und Friedhöfe. 1874 beschloss die Regierung die staatliche Schulhoheit und verpflichtete Priesteramtskandidaten zum dreijährigen Besuch einer deutschen Universität, an dessen Abschluss eine staatliche Prüfung zu stehen hatte. Die Proteste des Bischofs blieben ohne Erfolg. Das Bistum reagierte mit passivem Widerstand und ließ die Theologiestudenten in Eichstätt oder Rom ausbilden. Vakant gewordene Pfarreien wurden offiziell nicht wiederbesetzt.
Als von Ketteler 1877 auf einer Rückreise aus Rom starb, verweigerte die Regierung dem gewählten Nachfolger Christoph Moufang die Anerkennung. Moufang war Präsident des 21. deutschen Katholikentags 1871 gewesen, auf dem die Gründung des oppositionellen „Vereins der Deutschen Katholiken“ vorbereitet worden war. Die Wahl eines Kompromisskandidaten kam nicht zustande. Das Bistum blieb daraufhin neun Jahre vakant und wurde währenddessen von Moufang als Administrator verwaltet. Der Kulturkampf entspannte sich erst unter Papst Leo XIII. (1878–1903). Ab 1886 revidierte die preußische Staatsregierung schrittweise die Kulturkampfgesetze, im gleichen Jahr konnte in Mainz wieder ein Bischof gewählt werden. Nach einigem Hin und Her fiel die Wahl auf den Domkapitular Paul Leopold Haffner (1886–1899), der schon 1877 auf der Dreierliste des Domkapitels gestanden hatte. Preußen und auch Hessen-Darmstadt bemühten sich in der Folgezeit um eine Annäherung an die Kirche. 1887 fiel das Gesetz über die Vorbildung der Geistlichen, im gleichen Jahr konnte das 1876 geschlossene Priesterseminar wiedereröffnet werden. 1895 fiel das Ordensverbot. Andere Gesetze aus der Kulturkampfzeit, darunter auch das Gesetz über die Einführung der Zivilehe blieben in Kraft. Das Verhältnis zwischen Kirche und Staat war mit dem Abschluss des Kulturkampfs geregelt. Es wurde erst durch das Badische Konkordat 1932 wieder den neuen politischen Verhältnissen angepasst.

## 20. Jahrhundert

### Weimarer Republik
Das Jahr 1919 markierte den Beginn der ersten deutschen Republik. Während der eher monarchisch geprägte Katholizismus der neuen Staatsform eher ablehnend gegenüberstand, wurde die Demokratie vom rheinischen Katholizismus, also auch im Bistum Mainz positiv aufgenommen. Die Schwierigkeiten der Republik in den ersten Nachkriegsjahren bestimmten auch die kirchlichen Verhältnisse jener Zeit. Dem schwer kranken Bischof Georg Heinrich Maria Kirstein (1904–1921) war im März 1921 mit Ludwig Maria Hugo (1921–1935) ein Koadjutor mit dem Recht der Nachfolge beigestellt worden. Schon einen Monat später trat er das Bischofsamt an.
Im Vordergrund standen nach dem Ersten Weltkrieg seelsorgerliche Aspekte. Der Krieg hatte schwere Verluste gebracht. Zwei Millionen deutsche Soldaten waren von der Front nicht wieder heimgekehrt. Dazu kamen die traumatischen Erfahrungen der Heimkehrer und der vom Hunger bedrohten Bevölkerung in der Heimat. Die ersten Jahre der Republik waren von Unruhen und Putschversuchen geprägt, dazu kam die schwierige wirtschaftliche Situation, bedingt durch Reparationen und Inflation. Mainz und ein Großteil des Bistums waren von den Franzosen besetzt (→ Alliierte Rheinlandbesetzung). Die Nöte der Nachkriegszeit führten in Mainz zur Gründung des ersten Caritasverbands.
Politisch gesehen war die Zeit der Weimarer Republik im Bistum eher von gutem Einvernehmen zwischen den neuen Volksstaat Hessen und der Kirche bestimmt. Für Kontroversen sorgte nur die Frage der Bekenntnisschulen. 1932 wurde das Verhältnis zwischen Kirche und Staat im Badischen Konkordat neu festgelegt.
Auf kirchlicher Ebene begannen die Reformbewegungen, die es schon zu Beginn des Jahrhunderts und davor gegeben hatte einen breiteren Raum einzunehmen. Dazu gehörte vor allem die Liturgische Bewegung, zu deren bekannteren Vertretern der Mainzer Priester Romano Guardini (seit 1923 Professor in Berlin) gehörte. Die schon von Papst Pius X. geforderte Kinderkommunion wurde im Bistum eingeführt, daneben kam es zum Aufleben von Frömmigkeitsformen wie der Herz-Jesu-Verehrung. Dazu kam ein umfangreiches Kirchenbau und -restaurationsprogramm, bei dem an erster Stelle der Mainzer Dom zu nennen ist, der in den 20er Jahren durch Verrottung der Fundamente vom Einsturz bedroht war. Neben neuen Wallfahrtsstätten entstanden auch 27 Pfarreien oder Kuratien.
Zu Beginn der 30er Jahre jedoch erhielt die NSDAP immer mehr Zulauf. Die Zeichen zwischen Kirche und Politik standen damit wieder zunehmend auf Konfrontation.

### Nationalsozialismus

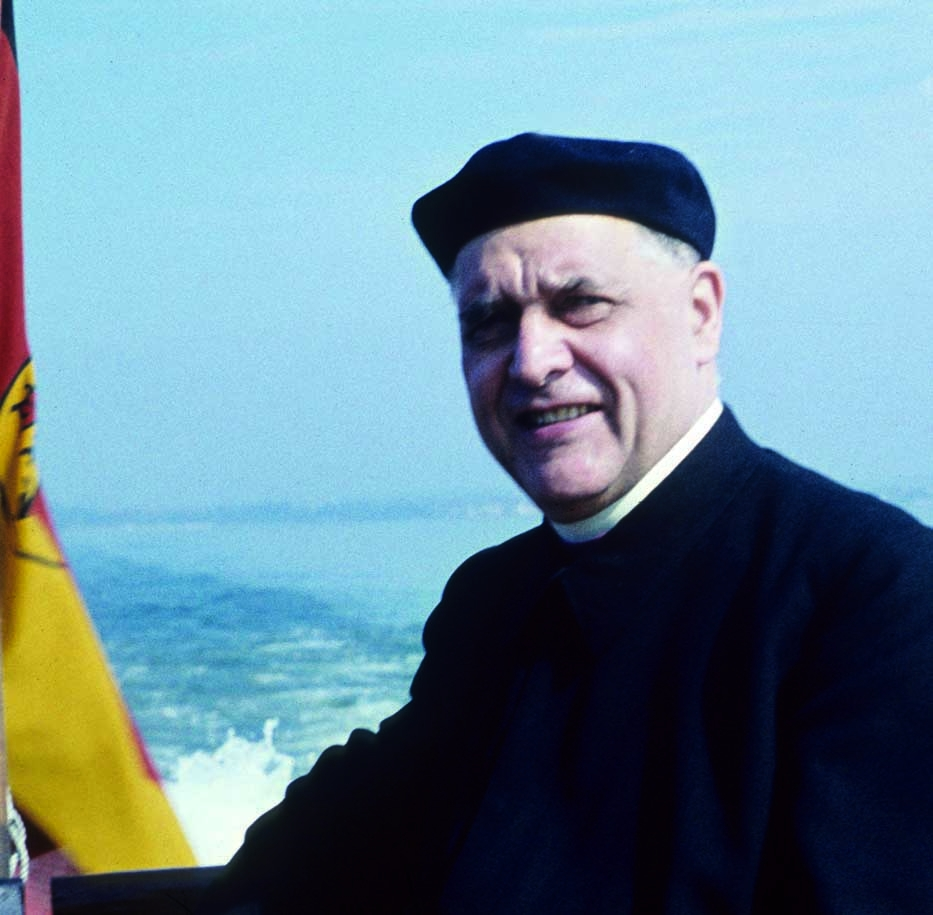
Albert Stohr, Mainzer Bischof 1935–1961

Ab 1930 nahmen die Konfrontationen zwischen der Kirche und der Hitler-Partei NSDAP zu. Der Mainzer Generalvikar Philipp Jakob Mayer erklärte am 1. September 1930, die NSDAP falle unter die von der Kirche verbotenen Gruppierungen. Kein Katholik dürfe Mitglied dieser Partei werden. Korporative Teilnahme der Partei an katholischen Gottesdiensten oder Beerdigungen sei verboten. Die Sakramente dürfe ein Parteimitglied nur erhalten, wenn es verspreche, aus der Partei auszutreten. Die scharfe Erklärung führte zu erheblichen Protesten seitens der NSDAP und auch zu Diskussionen zwischen den Diözesen, wobei sich für die Erklärung der Terminus „Mainzer Position“ entwickelte. Ein einheitliches Vorgehen des deutschen Episkopats gegen die Nazi-Bewegung ging von ihr jedoch nicht aus.
Das Mainzer Ordinariat aber blieb bei seiner strikt ablehnenden Haltung, bis Hitler 1933 die Macht übernahm. Damit war aus der lehramtlich verurteilten Bewegung die legitime staatliche Obrigkeit geworden, der Gehorsam geschuldet war. Dies stellte den deutschen Episkopat vor erhebliche Probleme bezüglich des weiteren Umgangs mit Hitler und der NSDAP. Hitler gelang es in seiner Regierungserklärung vom 23. März 1933, die Bedenken der Bischöfe hinsichtlich des aggressiven Antikatholizismus der Nazi-Bewegung zu zerstreuen, indem er im Rahmen einer christentumsfreundlichen Politik eine friedliche Ausgestaltung des Verhältnisses zwischen Staat und Kirche in Aussicht stellte. Die Bischöfe, auch Bischof Hugo, erklärten am 28. März 1933 in Fulda ihre bedingte Loyalität, freilich jedoch ohne die in „früheren Maßnahmen liegende Verurteilung bestimmter religiös-sittlicher Irrtümer aufzuheben“. Die bisherigen Regelungen hinsichtlich des Sakramentenempfangs und der Teilnahme an Gottesdiensten in Uniform blieb zwar bestehen, waren aber de facto nicht mehr aufrechtzuerhalten und durch gegensätzliche Instruktionen durchlöchert. Die persönliche Haltung des Mainzer Bischofs und seines Generalvikars zur Erklärung ist nicht überliefert.
Das Reichskonkordat vom 20. Juli 1933, von Hitler in seiner Erklärung vom 20. März zugesagt, erweckte zusätzliche Hoffnungen, die aggressive Feindlichkeit der Nazis gegenüber der katholischen Kirche habe nun endgültig ein Ende. Dies stellte sich bald als großer Irrtum heraus: Hugo, dessen Oppositionshaltung nicht in Vergessenheit geraten war, wurde wiederholt zur Zielscheibe nationalsozialistischer Agitation und trotz Garantie durch das Konkordat wurden die katholischen Verbände und Vereine aufgelöst und gleichgeschaltet. Ähnlich traf es die katholische Presse. Hitler hatte nie daran gedacht, sich an das Reichskonkordat zu halten.
Nachfolger des 1935 gestorbenen Ludwig Maria Hugo wurde im Juli desselben Jahres Albert Stohr (1935–1961), der die Position seines Vorgängers hinsichtlich der Nazi-Ideologie teilte und dies auch deutlich zum Ausdruck gebracht hatte. Er wurde sofort mit weiteren Maßnahmen der NSDAP-geführten Regierung gegen die Kirche konfrontiert. Die Nazis begannen mit den Prozessen gegen Ordensleute und Priester wegen angeblicher sittlicher oder devisenrechtlicher Vergehen. Als Papst Pius XI. am 21. März 1937 die Enzyklika Mit brennender Sorge veröffentlichen ließ, nahmen die Maßnahmen noch an Härte zu. Es kam zu Verhaftungen und Einweisungen ins KZ. Ab 1938 wurden die katholischen Schulen im Bistum geschlossen, 1939 kam das Verbot für Geistliche, an Volksschulen Religionsunterricht zu halten, wenn dies auch von weltlichen Lehrkräften übernommen werden konnte. Im selben Jahr wurde das Kloster Ilbenstadt aufgehoben, das Priesterseminar musste seinen Betrieb einstellen.
Stohr verhielt sich nach außen politisch zurückhaltend, gehörte innerkirchlich aber eher dem Lager des Berliner Bischofs und Regimegegners Konrad von Preysing an. Die Bischofskonferenz jedoch konnte sich nie auf einen gemeinsamen Kurs verständigen und blieb daher im Angesicht der Verbrechen des NS-Regimes still.

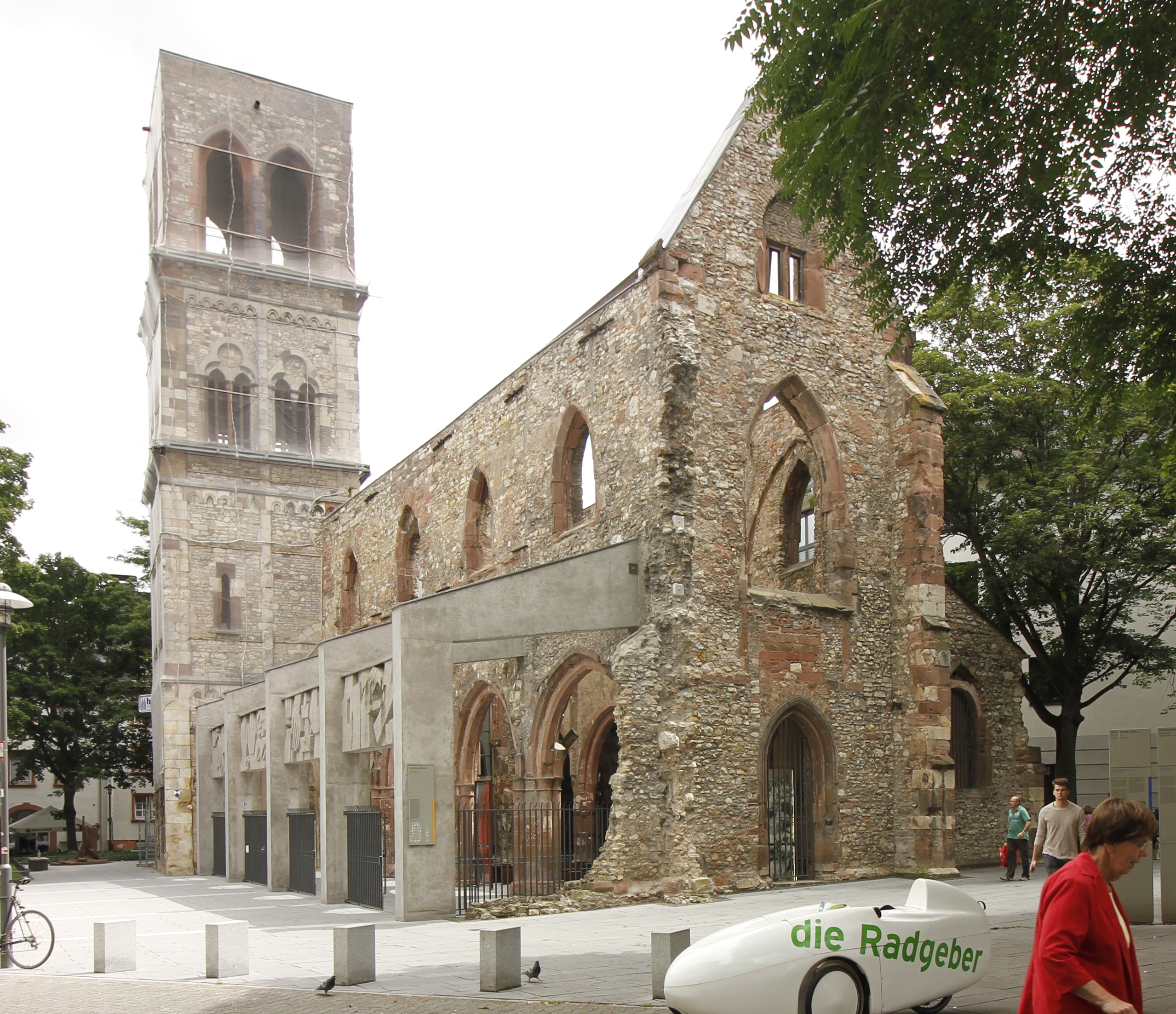
Die Ruine der Pfarrkirche St. Christoph in Mainz

Ab 1942 wurde Mainz und das Bistum zunehmend vom Kriegsgeschehen betroffen. Die Bischofsstadt wurde am 27. Februar 1945 durch Bomben zu 80 % zerstört. Im Kloster der Ewigen Anbetung wurde mit einer Ausnahme der komplette Konvent ausgelöscht. Auch Bensheim, Bingen, Darmstadt, Offenbach und Worms im Bistum waren schwer getroffen worden.

### Nachkriegszeit, Reform und Gegenwart
Für Mainz war der Krieg am 21. März 1945 zu Ende. Vor der Diözese standen große Herausforderungen. Die kommenden Jahre waren von den Herausforderungen des Wiederaufbaus und der Integration der Flüchtlinge und Heimatvertriebenen aus dem Osten geprägt. 450.000 Katholiken hatte das Bistum 1945 gezählt. Bis 1960 stieg die Zahl auf 710.000 an. Viele der Flüchtlinge und Heimatvertriebenen wurden in Diasporagebieten angesiedelt. Damit wollte die Bundesregierung das Verhältnis zwischen den Konfessionen verbessern. Für die Seelsorgestrukturen im Bistum bedeutete dies einen tiefgreifenden Wandel. Neue Kirchen und Pfarreien mussten errichtet werden. Über hundert Kirchen wurden bis zum Ende der Amtszeit Stohrs 1961 gebaut.
Mainz wurde 1946 Hauptstadt des neu gegründeten „rhein-pfälzischen Landes“. Schon 1946 war es Universitätsstadt geworden, ironischerweise auf Initiative der französischen Besatzungsmacht, die Ende des 18. Jahrhunderts die alte Universität aufgelöst hatte. Das Bistum behielt seine Grenzen bei und liegt nun auf den Gebieten der Länder Hessen und Rheinland-Pfalz (Bad Wimpfen liegt als Exklave in Baden-Württemberg). 1952 konnte Stohr die Einrichtung der Bekenntnisschulen durchsetzen, die bis zu entsprechenden Verfassungsänderungen 1967 und 1970 Bestand hatten.
Die religiöse Erneuerung geschah durch den Jubiläumskatholikentag von 1948, zu dem sich 180.000 Katholiken versammelten und die Mainzer Diözesansynode im März 1955. Weit größere Auswirkungen für das religiöse Leben hatte das 1962 eröffnete Zweite Vatikanische Konzil. Stohrs Nachfolger Hermann Volk (1962–1983, † 1988) nahm an der Kirchenversammlung teil und wurde 1973 zum Kardinal erhoben. Er war damit der erste Kardinal des Bistums seit Albrecht von Brandenburg im 16. Jahrhundert. Die Beschlüsse des Konzils wurden auf der Gemeinsamen Synode der Bistümer in der Bundesrepublik Deutschland in Würzburg von 1971 bis 1975 umgesetzt. Sie bestimmen bis heute Alltag und Verfassung der katholischen Kirche in Deutschland.
1983 wurde Karl Lehmann Nachfolger des aus Altersgründen zurückgetretenen Volk. Von 1987 bis 2008 war er Vorsitzender der Deutschen Bischofskonferenz, 2001 wurde er ebenfalls zum Kardinal erhoben. In sein Pontifikat fällt unter anderem die deutsche Wiedervereinigung. Innerkirchlich muss man sich zunehmend mit dem Problem wachsender Kirchenaustrittszahlen und dem Priestermangel auseinandersetzen. Lehmanns Rücktrittsgesuch wurde im Mai 2016 zu seinem 80. Geburtstag von Papst Franziskus angenommen, der nach einer fast einjährigen Sedisvakanz im April 2017 Peter Kohlgraf zum neuen Bischof ernannte.